# Rhein-Maas-Delta
Das Rhein-Maas-Delta ist der gemeinsame Mündungsbereich der Flüsse Rhein und Maas in Südholland in die Nordsee. Gelegentlich wird auch vom Rhein-Maas-Schelde-Delta gesprochen, obwohl die Mündung der Schelde im Südwesten deutlich von den ineinander verflochtenen Mündungsarmen des Rheins und der Maas im Nordosten unterscheidbar ist.
Abflüsse aus dem Rhein kamen im Rhein-Maas-Delta erst im letzten Jahrtausend hinzu. Sie werden bis heute als Zu- bzw. Nebenflüsse der hier schon immer mündenden Maas angesehen, was sich vor allem darin ausdrückt, dass es im Rhein-Maas-Delta gar keine Flussarme gibt, die „Rhein“ im Namen haben. Vor dieser Zeit floss der Rhein nördlicher bei Katwijk in die Nordsee (s. a. Nederrijn). Heute fließt alles Rhein-Wasser durch die vom ursprünglichen Rhein links abzweigenden Arme Waal und Lek in das Rhein-Maas-Delta (Ausnahme ist ein Teil-Abfluss durch die IJssel nach Norden). Der ursprüngliche Rhein ist in seinem Unterlauf nur noch ein Stillgewässer (s. a. Oude Rijn).
Von der Maas stammt heute im Delta nur etwa ein Zehntel so viel Wasser wie vom Rhein. Aus den o. g. historischen Gründen gibt es im Delta sogar mehrere Wasserläufe, die „Maas“ im Namen haben. Das hat sich auch nicht geändert, nachdem die Maas und die von rechts kommende Waal (mit einem weitaus größeren Anteil Rhein-Wassers) seit 1904 nicht mehr vereinigt weiterfließen, sondern die Maas in einem neu geschaffenen Bett (die Bergsche Maas) getrennt in die Nordseebucht Haringvliet im Südwesten des Deltas fließt. Alle anderen Flussarme im Delta als die Bergsche Maas führen seitdem auch keine Mindermenge Maas-Wasser mehr. Ein paar davon haben aber immer noch die „Maas“ im Namen: Oude Maas, Nieuwe Maas, Maasmond (Maasmündung).
Die wieder vereinigten Hauptarme des Rheins, der Lek und die Waal (ihr Teilarm Noord), werden als Nieuwe Maas bezeichnet. Diese erscheint als Nebenfluss der Oude Maas (oder umgekehrt), in der heute ausschließlich Rhein-Wasser fließt, das ihr die Waal zuführt. Nach der Aufnahme der Nieuwe Maas (oder der Oude Maas) heißt die Oude Maas (oder die Nieuwe Maas) Nieuwe Waterweg. Dessen Mündung in die Nordsee im Nordosten des Deltas hat den alten Namen Maasmond behalten.
Die Waal hat heute zusätzlich einen eigenen breiten künstlichen Mündungsarm (Nieuwe Merwede), der mit etwa zwei Drittel ihres Wassers in die Nordseebucht Haringvliet (direkt neben der Bergsche Maas) mündet. Diese Bucht hat gegen die Nordsee seit 1970 das Schleusen-Sperrwerk Haringvlietdam, das bei Niedrigwasser mehr oder weniger geschlossen wird. Auf diese Weise wird der Abfluss gemindert oder aufgehalten, und das von der Nieuwe Merwede (Waal; und in kleinen Mengen auch von der Bergsche Maas) stammende Wasser fließt über Querverbindungen (die Dordtsche Kil und das Spui) nach Nordosten in die Oude Maas und somit in den Nieuwe Waterweg, an dem der Europoort liegt. Für die diesen Hafen anfahrenden großen Hochseeschiffe wird auf diese Weise der Wasserpegel genügend hoch gehalten.
Die Übergänge zu den Ästuaren der Scheldemündung sind gleitend. Es ist eine komplex aufgebaute nacheiszeitliche Ablagerungsfläche, die sich seit etwa 6000–7000 Jahren v. Chr. durch flächenhafte Flussablagerungen gebildet hat. Ob die Benennung als Flussdelta dem Mündungscharakter gerecht wird, ist wegen des starken Einflusses der Gezeiten umstritten (siehe Abschnitt Mündungstyp), womit auch klare Kriterien zur räumlichen Abgrenzung fehlen. Die horizontale und vertikale Verzahnung der verschiedenen Sedimentkörper ist kaum überschaubar. Das Delta umfasst Flussverzweigungen und -verlagerungen, ehemalige und noch bestehende Ästuare, Meeresbuchten, Küstendünen, Strandwälle, Polderlandschaften, Depressionen und nach Torfabbau entstandene Seen.

## Allgemeines

### Datierung

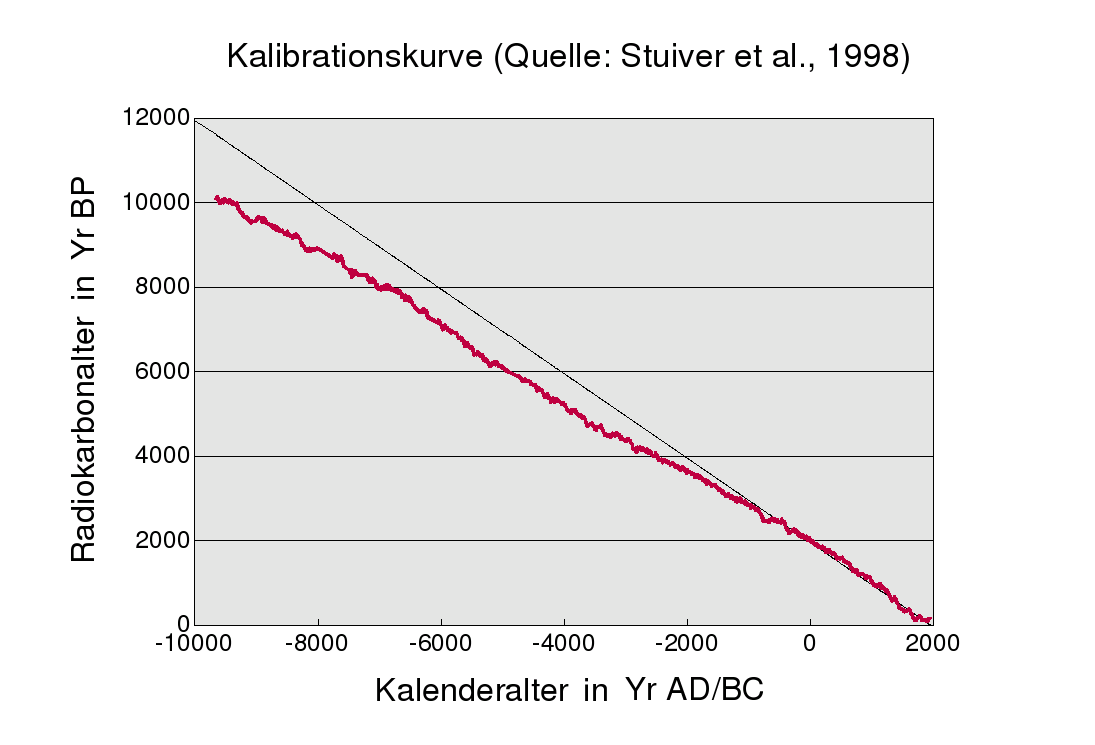
Radiokarbon-Kalibrationskurve

Für die Zeitangaben werden die in der Literatur gängigen Abkürzungen verwendet. In diesem Artikel werden einheitlich jeweils für holozäne und vorholozäne Angaben unterschiedliche Einheiten verwendet:
Zeitangaben für das Holozän:
- BC = Before Christ = v. Chr.
- AD = Anno Domini = n. Chr.

Angaben für ältere Zeiträume:
- mya = million years ago = Millionen Jahre vor heute, z. B. 2,6 mya = 2.600.000 Jahre vor heute
- BP = Before Present = vor heute, z. B. 780.000 BP (teilweise bezogen auf das Jahr 1950)

Alle Datierungsangaben holozänen Alters sind im Folgenden in BC/AD-Angaben umgerechnet. Die durch die C-14-Methode gewonnenen und in der Literatur vorgefundenen nicht kalibrierten Datierungen sind umgerechnet worden.

### Benennung
Der einfachere Begriff Rheindelta gilt auch für das Rheindelta am Bodensee. Der erweiterte Ausdruck Rhein-Maas-Schelde-Delta bezieht das übergangslos angrenzende Mündungsgebiet der Schelde mit seinen beiden großen Ästuaren mit ein, besonders im Hinblick auf die übergreifenden wasserbaulichen Maßnahmen der Deltawerke.

### Mündungstyp

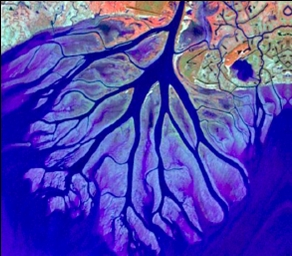
Klassische Vorstellungen eines Flussdeltas erfüllt das Wax-Lake-Delta im Mündungsbereich des Mississippi

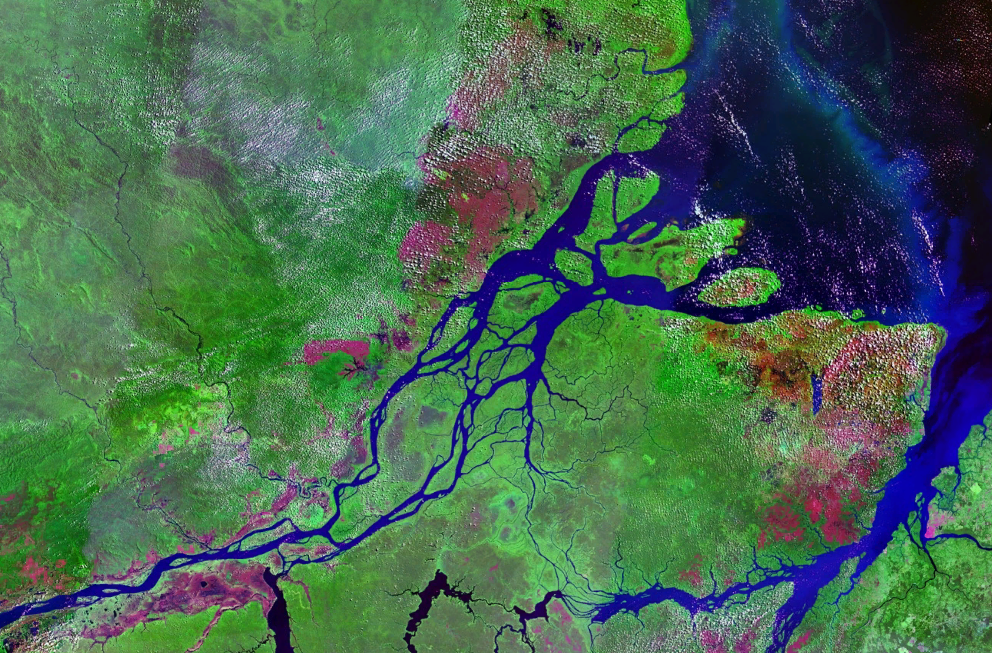
Ästuardelta des Amazonas: Verzweigungen (Deltabildung) und Mündungstrichter (Ästuare)

Ältere geologische Definitionen verstanden unter einem Flussdelta einen Bereich von Flussablagerungen, der durch Verzweigungen von Flüssen gebildet ist und sich konvex über eine Küstenlinie hinaus erstreckt. Nach jüngeren Definitionen ist der südliche Teil des Rhein-Maas-Schelde-Deltas ein Ästuardelta. Ästuardeltas sind von Sedimentation wie von Erosion geprägt. Im Rhein-Maas-Delta gibt es durch den Anstieg des Meeresspiegels Bereiche, in denen zunächst die Sedimentation überwog, so dass der Anstieg von Gewässersohlen Verästelungen bewirkte, während später Sturmfluten und Gezeitenströme Mündungsarme zu Ästuaren aufweiteten. Weil in den letzten Jahrhunderten die Erosion überwogen hat, lehnen es manche Autoren ab, den Mündungsbereich von Rhein und Maas als Delta zu bezeichnen.

## Überblick

### Lage und Charakteristik

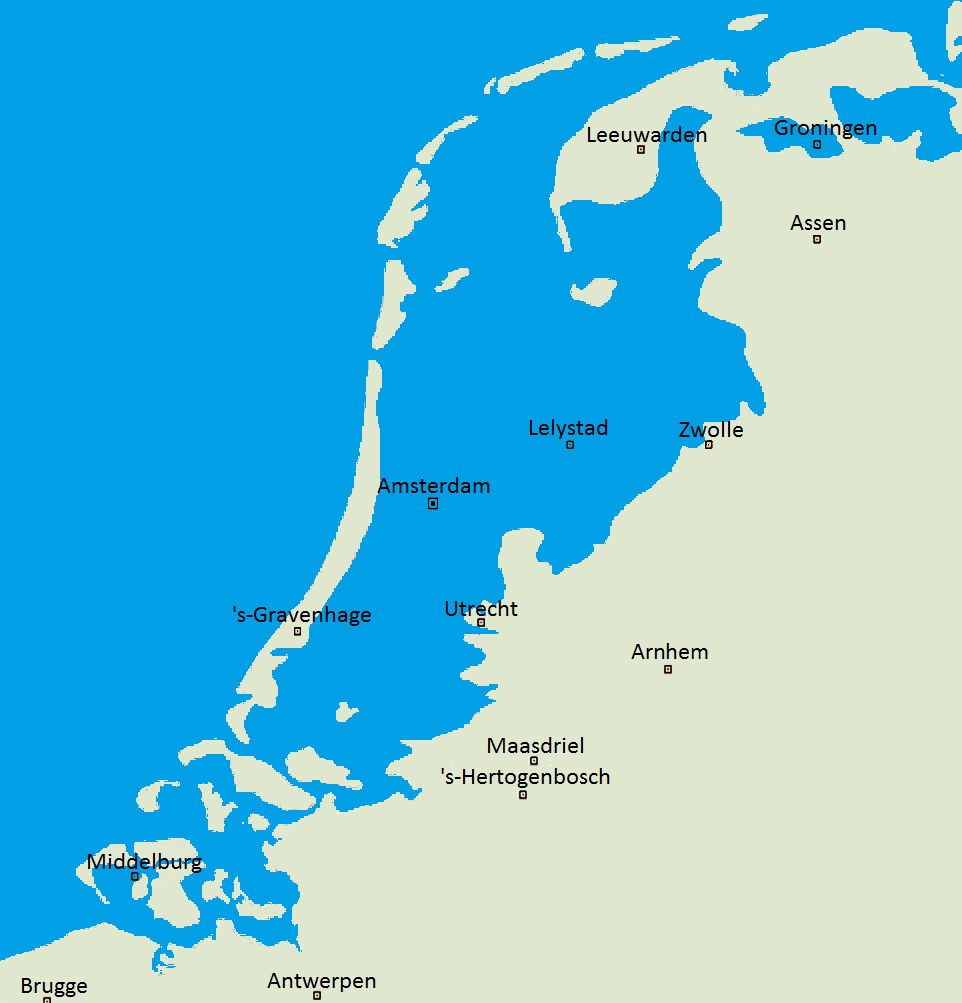
Blau: Gebiete in den Niederlanden unter dem Meeresspiegel, Gewässer

Das Delta ist Teil einer Flachküste, die sich vom Artois in Frankreich bis Dänemark erstreckt. Sie besteht aus Marschengebieten, die hier 30 km (Bergen op Zoom) bis 125 km (Rheingabelung bei Millingen) ins Landesinnere reichen, und denen Watten- und Dünengebiete vorgelagert sind. Die Einmündungen größerer Flüsse sind durch die ein- und ausströmenden Gezeiten zu Ästuaren aufgeweitet worden. Davon sind diejenigen von (Gelderser) IJssel, Maas und Schelde eng mit der Rheinmündung verknüpft. Große Gebiete liegen durch Einpolderungen oder Torfabbau bis zu 6,7 Meter unter dem Meeresspiegel (nördlich von Rotterdam).
Die Mündungsbereiche von Rhein, Maas und Schelde liegen größtenteils in den Niederlanden. Kleine Teile befinden sich in Deutschland (Beginn der holozänen Sedimentationsfläche am Niederrhein bei Emmerich) und in Belgien (innere Teile der Scheldemündung). Die vorholozänen Deltas bzw. Mündungsstellen des Rheins befanden sich zwischen dem Austritt des Rheins aus dem Rheinischen Massiv (bei Bonn) und dem Ärmelkanal (Meeresspiegeltiefstand in Kaltzeiten).
Große Teile dieses Deltas sind in klassischer Weise durch Sedimentation und dadurch bedingte Avulsionen (Verlagerungen der Hauptströme aus versandeten Flussarmen in neugebildete) entstanden. Im südlichen Bereich, also der Provinz Zeeland ist durch Einwirkung des Meeres, vornehmlich Küstensenkung, Sturmfluten und Gezeitenströme, ein System untereinander vernetzter Ästuare entstanden. Dass diese sich vor allem seewärts verästeln, zeigt jedoch, dass die Meereseinbrüche Mündungsarmen von Flüssen gefolgt sind.

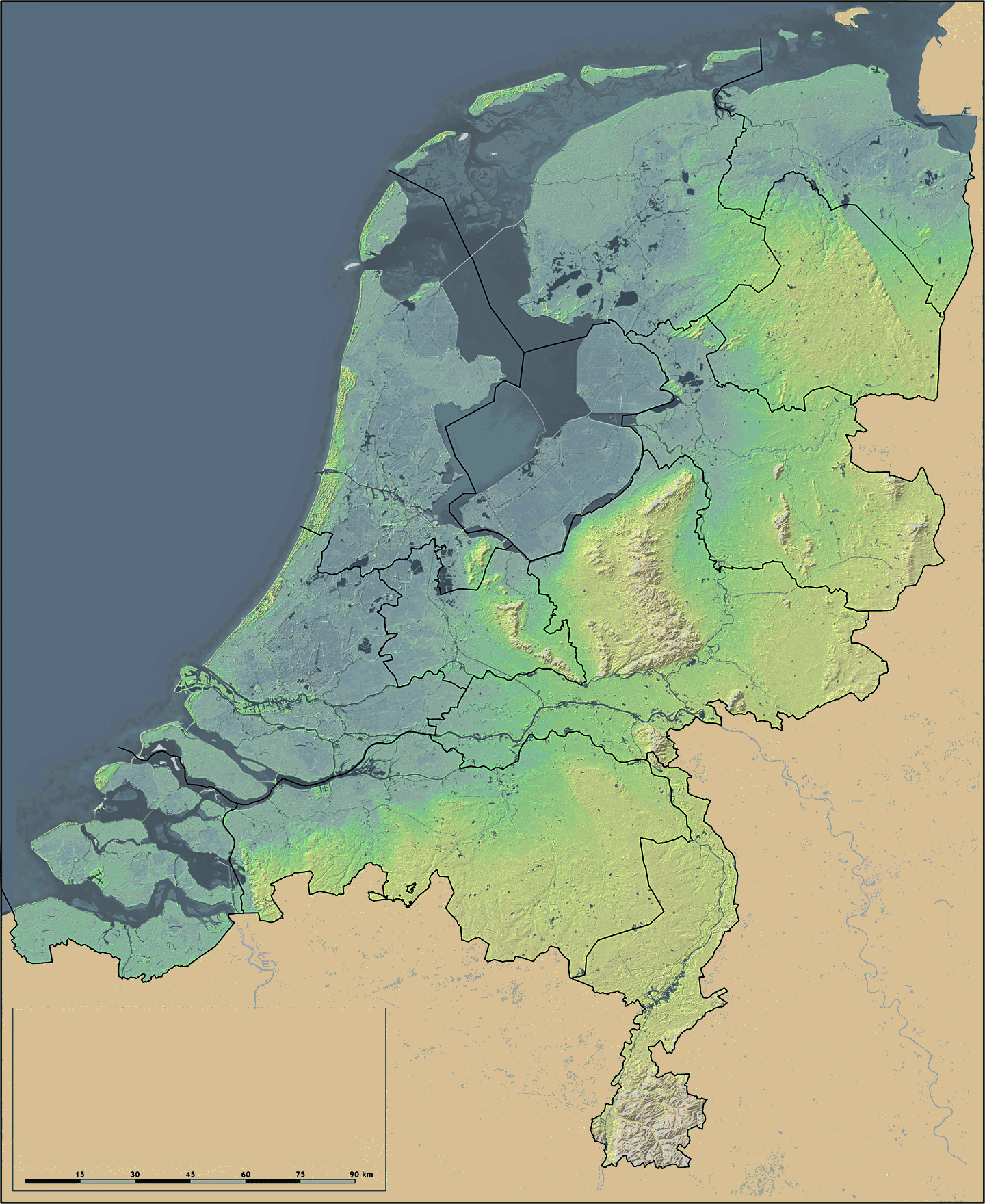
Reliefkarte der Niederlande, eingezeichnet auch die Provinzgrenzen

Kernbereiche des holozänen Deltas sind von fluvialen Ablagerungen gebildet, die sich ungefähr zwischen Rotterdam und Amsterdam im Westen und Nijmegen und Emmerich im Osten erstrecken, dazu kommt seit etwa 200 AD das Tal der (Gelderschen) Issel im Nordosten. Die Deltasedimente haben eine Dicke zwischen 1 und 25 Metern und bestehen im Wesentlichen aus Sedimentkörpern des rheinischen Systems. Diese fluvialen Sedimente sind horizontal und vertikal durchsetzt von marinen, tidalen und anderen Sedimenten. Besonders im Westen und Norden, von Seeland bis zum IJsselmeer, finden sich marine und ähnliche Ablagerungen. Den holozänen Deltagebieten benachbart sind pleistozäne, teilweise sand- und lössbedeckte Moränen- und Terrassengebiete. (Vgl. das Kapitel Elemente des holozänen Deltas.)
Die Hydrogeographie des heutigen Flussdeltas ist geprägt von Flussarmen unterschiedlicher Größe, Tidegewässern, Ästuaren, Seen, kleinen Entwässerungs- und großen Schiffskanälen. Viele Fließgewässer wurden seit etwa 1100 AD durch Dämme vom aktiven Flusssystem getrennt („abgedämmt“) und dienen seitdem wie das dichte Kanalsystem zur Entwässerung der Polder. Es gibt nur noch wenige aktive Abflusswege. Ihre Namen wechseln, bedingt durch die vielen natürlichen und künstlichen Flussverlagerungen (Avulsionen und Kanalbauten), häufig. Die beiden Flussteilungen im obersten Teil des rheinischen Systems bei Millingen und Arnhem sowie diverse Regulierungsmaßnahmen führen zu den folgenden drei Hauptsträngen:

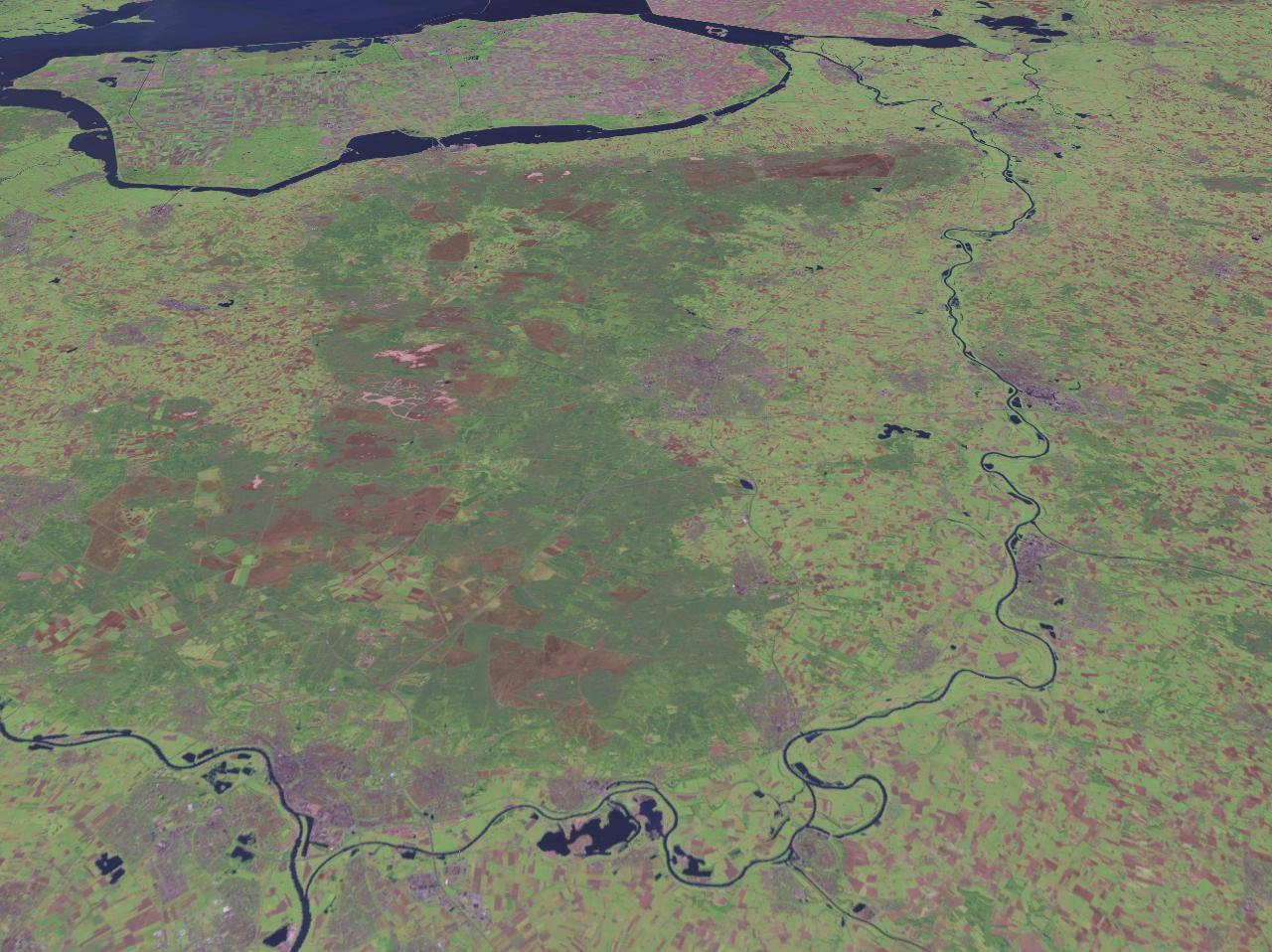
Nordöstliche Region des Deltas. Rechts die (Gelderse) IJssel, links (grün) der Endmoränenzug der Veluwe, oben das IJsselmeer

1. Rhein – Waal – Boven (Obere) Merwede – Nieuwe (Neue) Merwede: Die Waal entstand etwa 200 BC und entwickelte sich im ersten nachchristlichen Jahrtausend zum weitaus stärksten, wasserreichsten Deltaarm. Nach Einmündung der Maas folgen die Aufweitungen Hollands Diep und Haringvliet, entstanden aus ehemaligen Meeresbuchten. Am Haringvlietdamm erreicht der Stromarm die Nordsee. Die Neue Merwede als linker Arm der Oberen Merwede ersetzte im 19. Jahrhundert die sogenannte Maasmündung bei Rotterdam als wichtigsten Rheinauslass und nimmt besonders bei großer Wasserführung die Hauptwassermenge auf. Die nach rechts abzweigende Beneden (Untere) Merwede ist als Schifffahrtsweg wichtiger als die Neue Merwede. Aus historischen Gründen wird der Name Waal manchmal zusammenfassend für den Abschnitt Waal–Merwede–Noord (s. u.) verwendet.
2. Nederrijn – Lek: Dieser mittlere Deltaarm entstand spätestens im ersten vorchristlichen Jahrtausend. Nederrijn und Lek verloren später ihre Stellung als Deltahauptarm an die Waal (s. o.). Der Lek ersetzte um die Zeitenwende nach und nach den weiter nördlich in Richtung Amsterdam verlaufenden Unterlauf, der heute nur durch die kleinen Wasserläufe Kromme Rijn und Oude Rijn (s. u.) markiert ist. Oft wird der gesamte Deltaarm Nederrijn genannt, der eigentliche Nederrijn manchmal nur Rijn. Weiter westlich vereinigt er sich mit der von der Waal herkommenden Noord und passiert als Neue Maas (s. u.) die Innenstadt von Rotterdam.
3. IJssel: Die IJssel zweigt in einer Bifurkation bei Arnhem vom Nederrijn nach Norden ab, durchfließt das IJsselmeer und mündet über Auslässe am Abschlussdeich in die Nordsee. Die Verbindung zwischen Nederrijn und der heute von rechts einmündenden Issel (s. u.) entstand erst etwa 200 AD. Die IJssel folgt dem Lauf eines früheren, bis zum letzten Pleniglazial (ca. 73.000–14.500 Jahre BP) nachweisbaren Rheinarms.

Der rechte Arm der Merwede, die Beneden Merwede, teilt sich bei Dordrecht in zwei etwa gleich große Arme:
1. Die Noord als rechter Arm vereinigt sich mit dem Lek und fließt als Nieuwe (Neue) Maas und Nieuwe Waterweg in die Nordsee. Die Neue Maas markiert ungefähr den Nordrand des früheren sogenannten Maasästuars, der seit dem ersten vorchristlichen Jahrtausend der Hauptauslass für die Maas und Rhein (Lek, Waal) war.
2. Die Oude (Alte) Maas als linker Arm mündet im Rotterdamer Hafen in die Nieuwe Maas. Südwestlich von Dordrecht zweigt das Dordtsche Kil ab. Diese kurze Verbindung zum Hollands Diep wurde vor einigen Jahrhunderten künstlich angelegt.

Hauptarm des Deltas war bis etwa 850 BC die Strecke Kromme-Rijn – Oude-Rijn, der manchmal zusammenfassend nur Oude Rijn genannt wird. Nachdem sich seine Wasserführung zugunsten des Lek vermindert hatte, wurde er 1122 AD durch einen Damm abgetrennt und damit zum eigenständigen Gewässer, das bei Katwijk in die Nordsee mündete.
Die Maas mündete im Verlauf der letzten Jahrtausende in Seitenarme oder, seitdem die Waal bedeutendster Rheinarm ist (1. Jahrtausend AD), an unterschiedlichen Stellen in den Hauptarm des Rheins. 1904 wurde die Mündung der Maas jedoch aus Gründen des Hochwasserschutzes nach flussabwärts verlegt; sie wurde, annähernd ihrem Lauf in der römischen Antike folgend, an die Amer (Unterlauf der Donge) angeschlossen, deren Ästuar schon mit der Anlage der Nieuwe Merwede in den Jahren 1861 bis 1874 zu einem Mündungsarm des Rheins geworden war.
Die Schelde mündete zunächst getrennt von Rhein und Maas. Bei den großen Meereseinbrüchen im ersten nachchristlichen Jahrtausend bildeten sich aber zwischen dem ursprünglichen Scheldeästuar (Oosterschelde) und dem Maasästuar bei Rotterdam, neue Gezeitenbuchen und zahlreiche Querverbindungen. Außerdem entwickelte sich südlich der Oosterschelde als zweites Scheldeästuar die Westerschelde. So bildeten die Mündungen der drei (bzw. mit der die Amer speisenden Donge vier) Flüsse.

### Wasserverteilung und Wassermengen

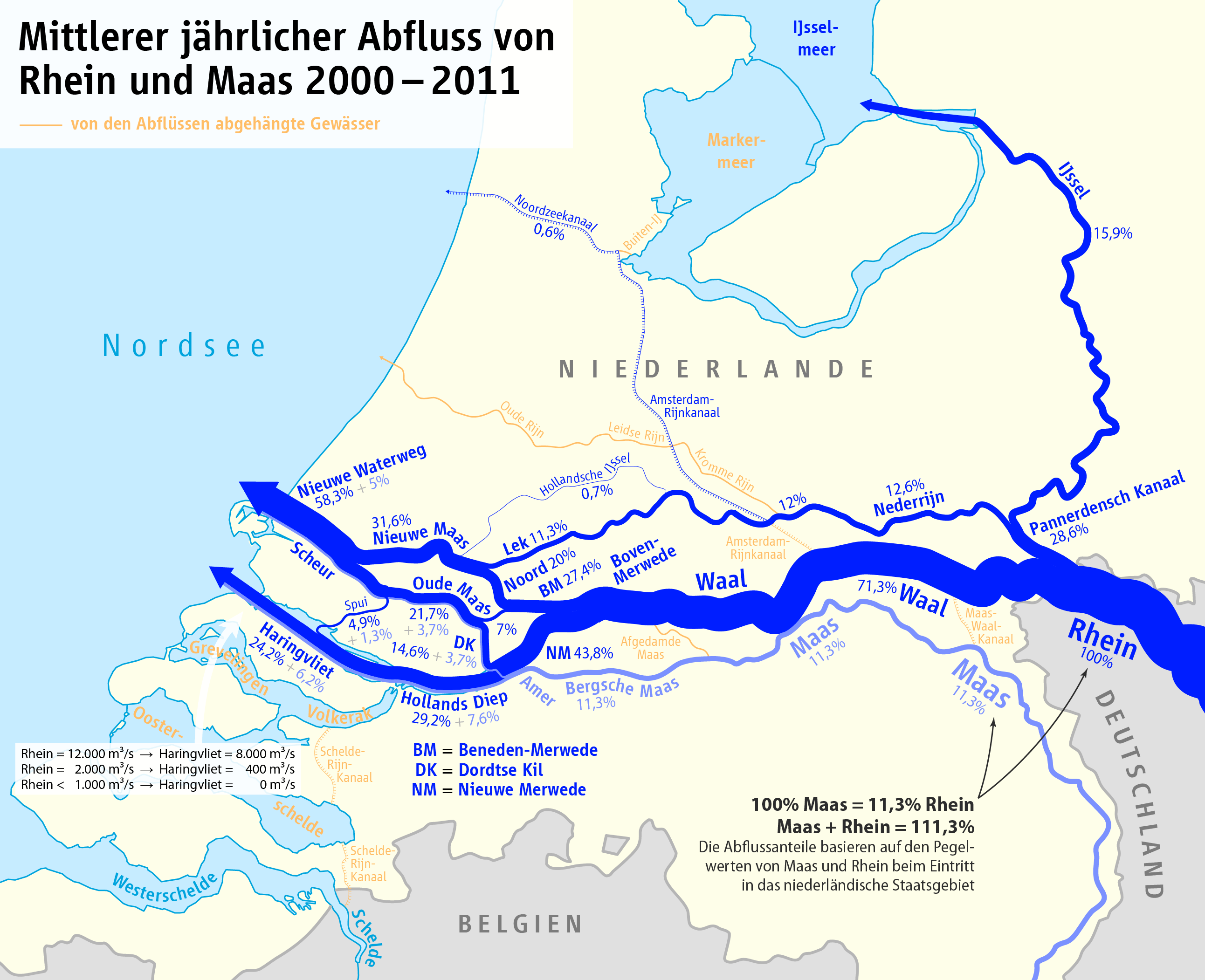
Durchschnittliche Anteile der verschiedenen Mündungsarme am Wasserabfluss von Rhein und Maas;
Salzgehalt: Ijsselmeer, Markermeer u. Grevelingen niedrig, Oosterschelde hoch

Die mittlere Abflussmenge des Rheins (Länge etwa 1235 km) ist mit rund 2300 m³/s (min. 620, max. 13.000) deutlich höher als die der Maas (Länge 925 km) mit rund 357 m³/s (min. 30, max. 3000). Die mittlere Jahresabflussmenge der Schelde (430 km) beträgt 127 m³/s (max. 2300).
Das Wasser des Rheins (100 %, 2200 m³/s) verteilt sich kontrolliert wie folgt auf die Hauptdeltaarme: An der Rheingabelung bei Millingen erhält die Waal 67 % und der Nederrijn 33 % des Rheinwassers. Nach dem Abzweig der Gelderschen IJssel führt diese 11 %, der Nederrijn-Lek-Strom noch 22 % des Rheinwassers. Vom Strom Waal-Obere-Merwede fließen 65 % in die Neue Merwede (das sind 44 % des gesamten Rheinwassers) und 35 % in die Untere Merwede (23 % des gesamten Rheinwassers). Die normale Verteilung des Rheinwassers auf Waal, Nederrijn und IJssel im Verhältnis 67:22:11 wird bei Niedrigwasser zu 75:16:9 und bei starker Wasserführung zu 66:11:23 geändert. Die verschiedenen Sperrwerke und Wehre werden so gesteuert, dass möglichst rund 1500 m³/s über den wichtigsten Schifffahrtsweg, den Nieuwe Waterweg, die Nordsee erreichen.

### Mündungsstellen
Gegenwärtig mündet noch an fünf Stellen Rheinwasser ins Meer (teils über ehemalige Meeresbuchten). Von Süden nach Norden sind dies
- Die Sieltore des Haringvlietdammes. Hier wird abhängig vom Pegel Lobith am Niederrhein entschieden, in welchen Anteilen das Wasser von Rhein mit Maas hier die Nordsee erreicht oder über den Nieuwe Waterweg in Rotterdam.
- Der Nieuwe Waterweg mit dem parallelen Hartelkanal. Ihre Wasserführung wird möglichst konstant gehalten. In Jahren geringer Wasserführung des Rheins erreicht hier etwa die Hälfte des Wassers von Rhein und Maas das Meer.
- Amsterdam-Rijn-Kanaal – das IJ – Noordzeekanaal
- Die beiden Tidesperrwerke im Abschlussdeich des IJsselmeeres von Den Oever (Stevinsluizen) und Kornwerderzand (Lorentzsluizen). Über diese Mündungsstellen erreicht die IJssel das Meer.

Bis ins 17. Jahrhundert hatte die Schelde zwei parallele Ästuare, Westerschelde und Oosterschelde. Heute erreicht alles Wasser der Schelde das Meer durch die Westerschelde, die bei der Umgestaltung des Deltas nicht verändert wurde. Die Oosterschelde versandete im Verlauf des 17. und frühen 18. Jahrhunderts nahe ihrer Abgangsstelle und wurde schließlich durchdeicht, erhielt aber jahrhundertelang Wasser aus der Maas. Heute ist sie eine durch ein aufwändiges Sperrwerk vor Sturmfluten geschützte Meeresbucht mit nur geringem Oberwasser (Zufluss aus dem Binnenland).

### Gewässerliste

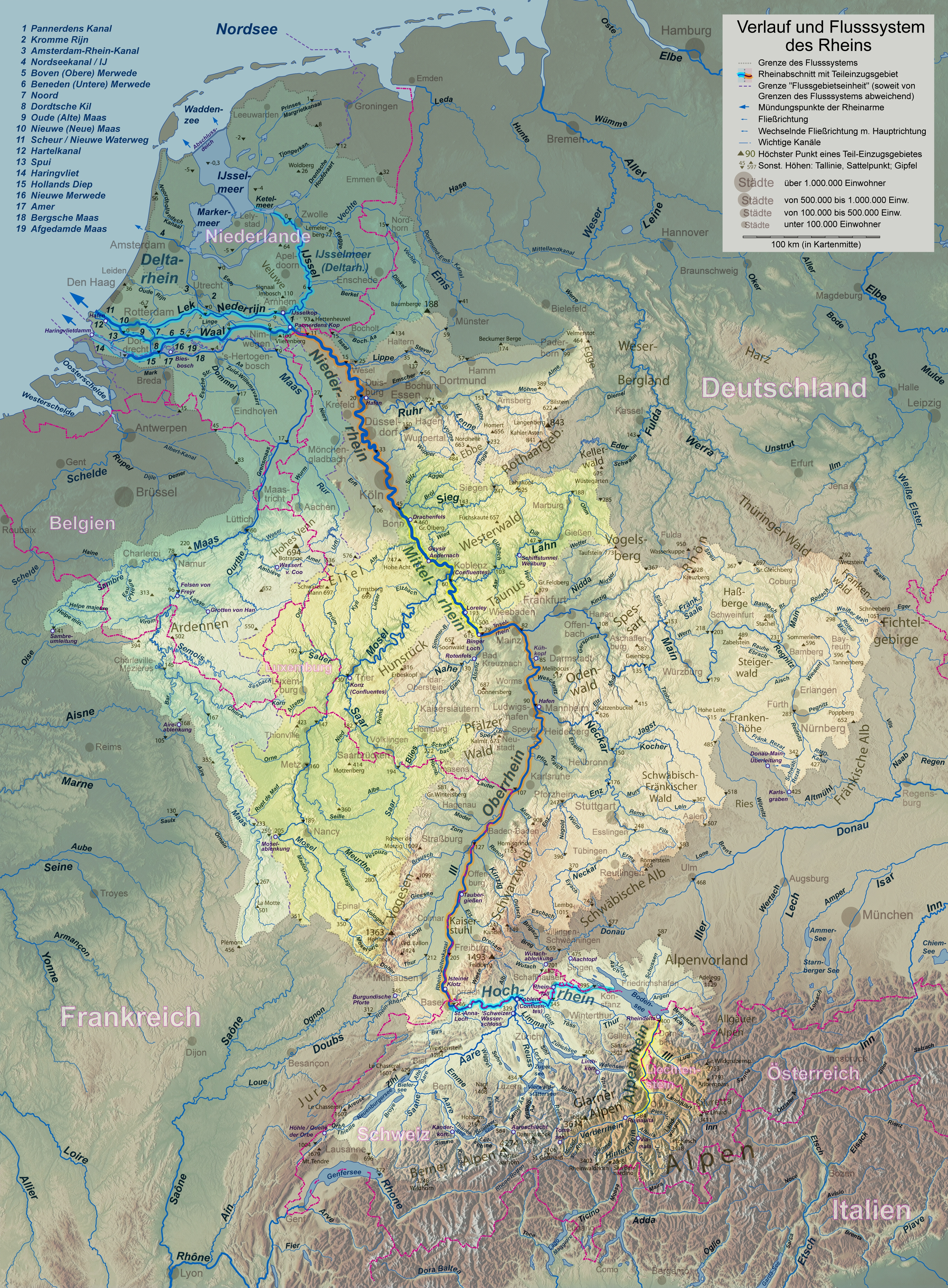
Das Flusssystem des Rheins und des Rhein-Maas-Deltas

Das Rhein-Maas-Delta umfasst die folgenden wichtigeren Gewässer
Heutige Mündungsgewässer und -arme mit Abschnitten:
- die Waal mit den Abschnitten der Boven Merwede (Obere Merwede) und der Beneden Merwede (Untere Merwede)
  - die Obere Merwede (Boven Merwede)
    - die Linge

  - die Nieuwe Merwede (Neue Merwede)
    - das Dordtsche Kil
    - das Spui
    - die Bernisse

  - die Untere Merwede (Beneden Merwede)
    - der Noord (früher t noort diep, „Nordtief“), der nach Vereinigung mit dem Lek die durch Rotterdam fließende Nieuwe Maas (Neue Maas) bildet
    - die Oude Maas (Alte Maas), die das Spui aufnimmt und nach Vereinigung mit der Nieuwe Maas die Scheur und dann den Nieuwe Waterweg (Neuer Wasserweg, Rotterdam Waterway, wichtigster Mündungspunkt des Rheins) bildet
- der Lek
  - die Hollandse IJssel
- die Maas, zuletzt die Bergsche Maas und die Amer genannt, mündet rund 40 km vor Erreichen der Nordsee in das Hollands Diep Inneres Ende der Nodseebucht Haringvliet
- (die Schelde)

Ästuare

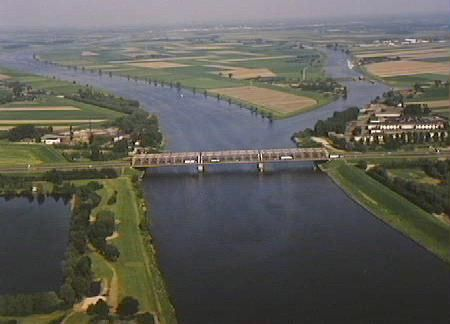
Die Bergsche Maas mit der Keizersveer-Brücke, rechts abzweigend das Oude Maasje

- Hollands Diep, aktiv, oberer Zulauf des Haringvliet
- Haringvliet, Abfluss des Hollands Diep, aktiv, an der Mündung Tidesperrwerk Haringvlietdam
- Volkerak, vom Oberwasser abgehängt, ehemals südlicher Mündungsarm des Hollandsdiep
- Grevelingen, abgedämmt, ehemals nördlicher Mündungsarm des Volkerak
- Oosterschelde, Gezeiten erhalten, Sturmflutsperrwerk, zusammen mit Volkerak vom Oberwasser abgehängt, ehemals Zuflüsse aus Rhein, Maas und Schelde
- Westerschelde, aktiv

Sonstige Fließgewässer oder Fließgewässerabschnitte (teils durch Abdämmung inaktiv) von Rhein und Maas in den Niederlanden
Rhein:
- der Nederrijn mit dem Anfanggewässer Pannerdens-Kanal und dem Schlussgewässer vor der Nordsee Oude Rhin (heute Stillgewässer); Zwischengewässer sind: der Kromme Rijn und der Leidse Rijn (heute Stillgewässer)
  - die IJssel, die aus dem Pannerdens-Kanal nach Norden zur Issel (Oude IJssel) und als IJssel weiter zum IJsselmeer fließt
    - die Berkel, Nebenfluss der IJssel
    - der Schipbeek, Nebenfluss der IJssel

  - die Utrechtse Vecht die aus dem Krommen Rijn nach Norden zum IJsselmeer fließt

Waal:
- die Oude Waal (Alte Waal, an der Rheinteilung)
- die Oude Waal (Alte Waal, Altarm westl. Dordrecht)

Maas:
- die Afgedamde Maas (Abgedämmte Maas), die Oude Maasje (Diminutiv von Alte Maas)
- das Vliet
- die Brielse Maas (Brielsche Maas, früher auch das Brielse Diep – „Brielsche Tief“ – genannt)
- die Gedempte Devel

Inaktive (abgedämmte) Priele u. Ä.:
- Alblas, Aa, Aar, Amstel, Does, Drecht, Gouwe, Kromme Angstel, (Kromme) Mijdrecht, Rotte, Schie, Vlaarding, Ziel und andere

Gewässerreiche Feuchtgebiete:
- Biesbosch (mit Bakkerskil, Steurgat u. a.)

Seen:
- das IJsselmeer (der „Isselsee“, frühere Namen: Zuiderzee, Flevosee, Almere, Eemmeer), IJ, Haarlemmermeer, Leidsemeer, Braassemermeer, Westeinderplassen, Grevelingenmeer (Grevelingen) mit Volkerak, Haringvliet (Westerleek; zweitwichtigster Mündungspunkt des Rheins), Hollands Diep („Holländische Tiefe“), Brielse Meer („Brielscher See“), Oostvoornse Meer („Ostvoornscher See“)
- Grevelingen, abgedämmtes Ästuar, s. o.

Kanäle:

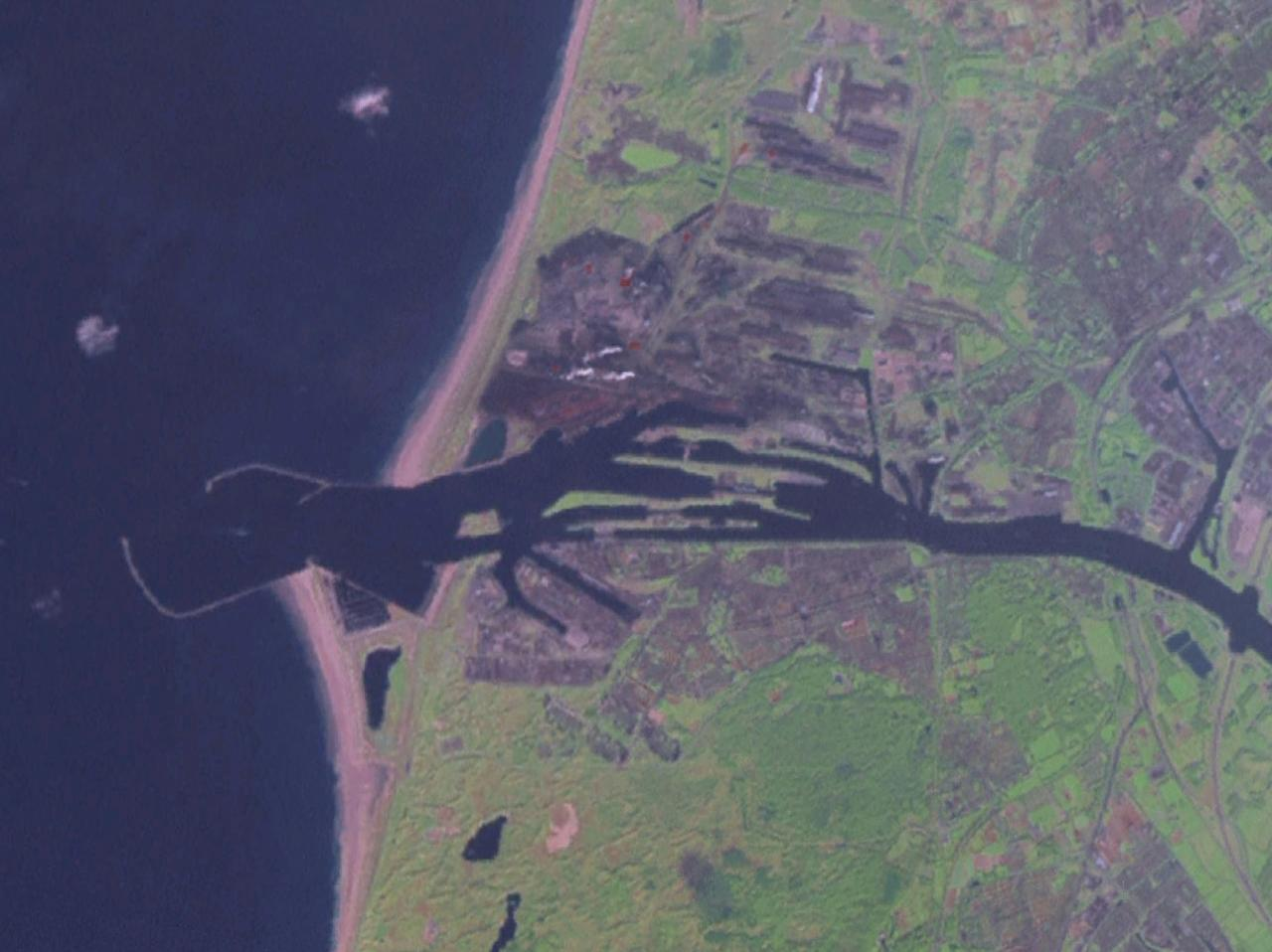
Der Nordseekanal bei IJmuiden

- Vaartse Rijn, Kanaal door Voorne, Kanaal van Steenenhoek, Merwedekanaal, Maas-Waalkanaal, Kanal von Sint Andries, Amsterdam-Rijnkanaal, Schelde-Rijnkanaal, Noordzeekanaal, Heudens Kanaal, Rijn-Schiekanaal (Vliet, Delftse Schie, Delftse Vliet)

Ehemalige Gewässer (Auswahl):
- Maas-Ästuar (Maasmond, Ostium Helinium), Leiden-Ästuar (Mündungsbucht des Oude Rijn, s. o.)
- Ur-IJ (Verbindung zwischen dem Flevo-See und der Nordsee im Gebiet des heutigen Nordseekanals)
- Flie (Verbindung zwischen dem Flevo-See und der Nordsee im Norden)
- ehemalige Flussverläufe: Benschop, Werkhoven, Linschoten, Houten, Werken, Dort, Dubbel u. v. a.

## Hydrogeographische Beschreibung
Die folgenden hydrogeographischen Beschreibungen beziehen sich auf gegenwärtige Gewässer des Deltagebietes.

### Entlang des Hauptstroms
Die östliche Grenze der holozänen Sedimentationsfläche und damit des heutigen als Delta bezeichneten Gebietes liegt nahe den heutigen und früheren Flussteilungen unterhalb von Emmerich. Bis ins achtzehnte Jahrhundert teilte sich der Hauptweg des Rheinverlaufs jahrhundertelang bereits bei Schenkenschanz und Lobith.

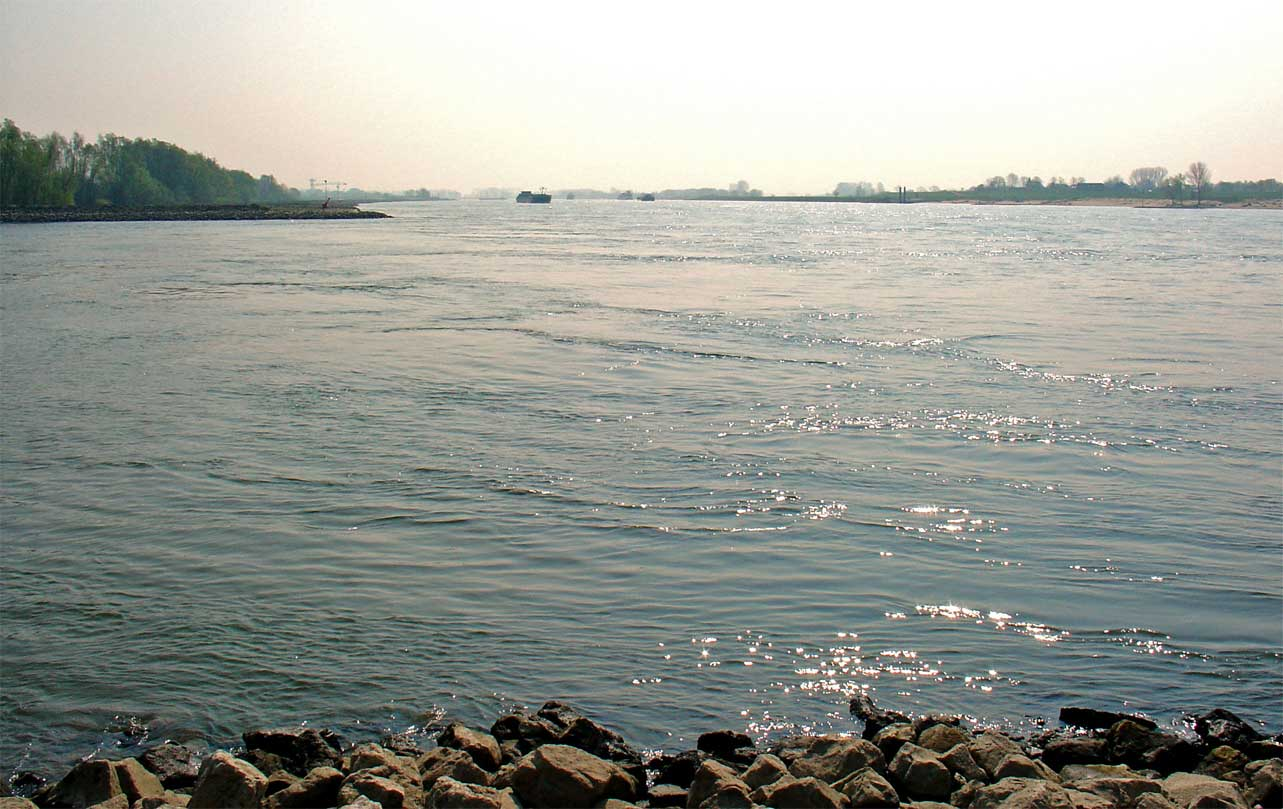
Erste Rheingabelung (bei Millingen): nach links die Waal, nach rechts der Nederrijn

An der heutigen Rheinteilung, in unmittelbarer Nähe der niederländisch-deutschen Staatsgrenze bei Millingen, gabelt sich der Rhein zunächst in zwei westwärts fließende Hauptarme, den nördlichen Nederrijn („Niederrhein“, hier aber Nederrijn genannt, um Verwechslungen mit dem deutschen Rheinabschnitt zu vermeiden) und die südliche Waal. Kurz darauf zweigt vom Nederrijn nach Norden der dritte Hauptarm ab, die (Geldersche) IJssel.
Die Maas mündete früher bei Gorinchem in die Waal, zwischen 1904 und 1970 erreichte sie vom Rheinsystem getrennt über Bergse Maas und Amer die Meeresbucht Hollands Diep. Heute ist sie unter anderem durch den Haringvlietdamm wieder in das System der Gewässer im Mündungsgebiet des Rheins eingebunden. Bis 1421 floss die Maas etwas südlich der heutigen Linie Merwede-Oude Maas Richtung Nordsee und bildete mit Waal und Lek einen gemeinsamen, archipelhaften Mündungsbereich. Der westlichste Mündungsbereich, auf Höhe der hier unterbrochenen Dünenketten, hieß bereits spätestens in der Antike und heißt auch heute noch Maasmündung (nl. Maasmond, in der geographischen Literatur meist Maas-Ästuar).

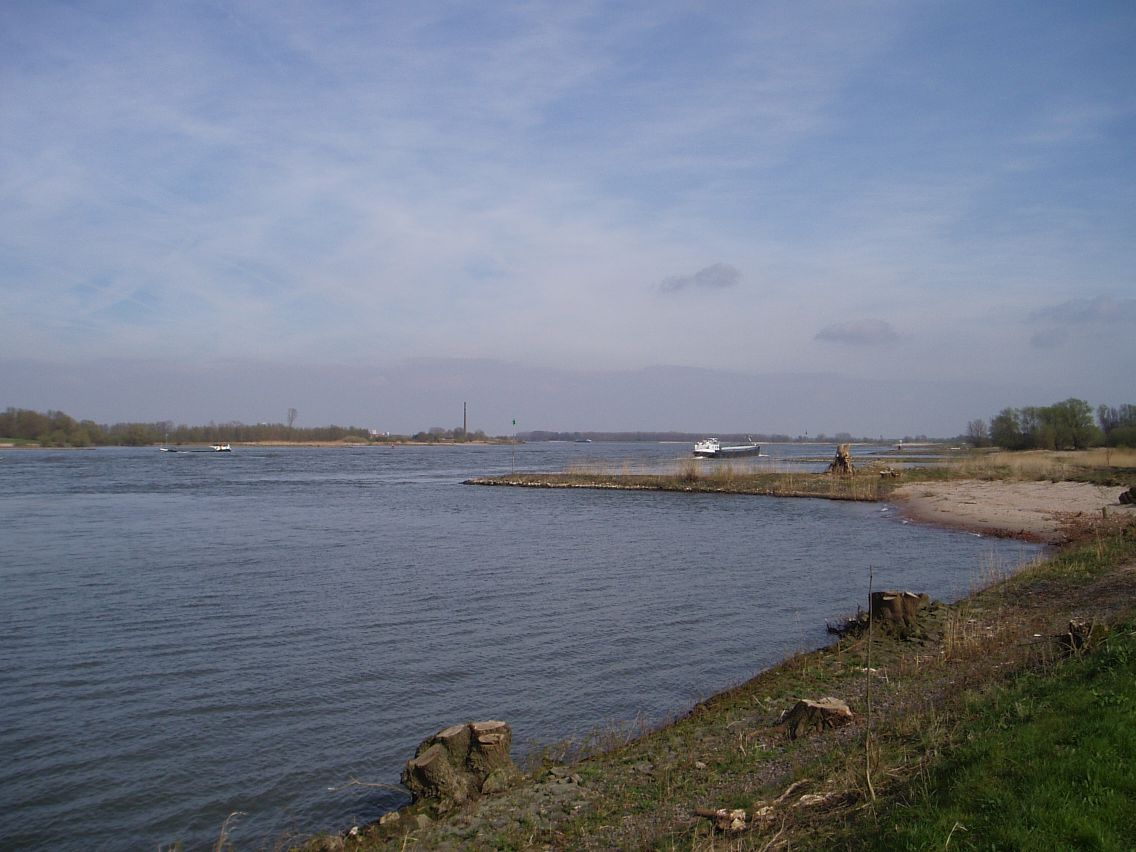
Die Waal bei Loevestein

Die Waal ist der Hauptstrom des Deltas und führt etwa 67 % des Rheinwassers. Ohne die Rheinwasserregulierung würde die Waal womöglich das gesamte Rheinwasser führen. Der erste Abschnitt bis etwa Gendt (Gemeinde Lingewaard) und der Rheinabschnitt zwischen der heutigen Rheinteilung und der früheren, flussaufwärts gelegenen bei Schenkenschanz, einst der oberste Abschnitt der Waal, ist von Menschenhand geschaffen und wird Bijlandscher Kanal genannt.
An der heutigen Flussnäherung bei Heerewaarden mündete früher die Maas in die Waal, später suchte sich das Maaswasser einen neuen Weg nach Südwesten. Wohl nicht nur bei Hochwasser haben sich hier früher beide Ströme vermischt. Gegenüber Gorinchem mündete bis 1904 von links die Maas, der verbliebene Arm heißt Afgedamde Maas. Ab dieser ehemaligen Maas-Einmündung heißt der rheinische Hauptdeltaarm Merwede. Die Bezeichnung Waal erstreckte sich früher weiter stromabwärts – einen Hinweis darauf gibt der Name Waal für den kleinen Flusslauf zwischen Noord und Alter Maas nordwestlich von Dordrecht im Bereich eines früheren Verlaufs.

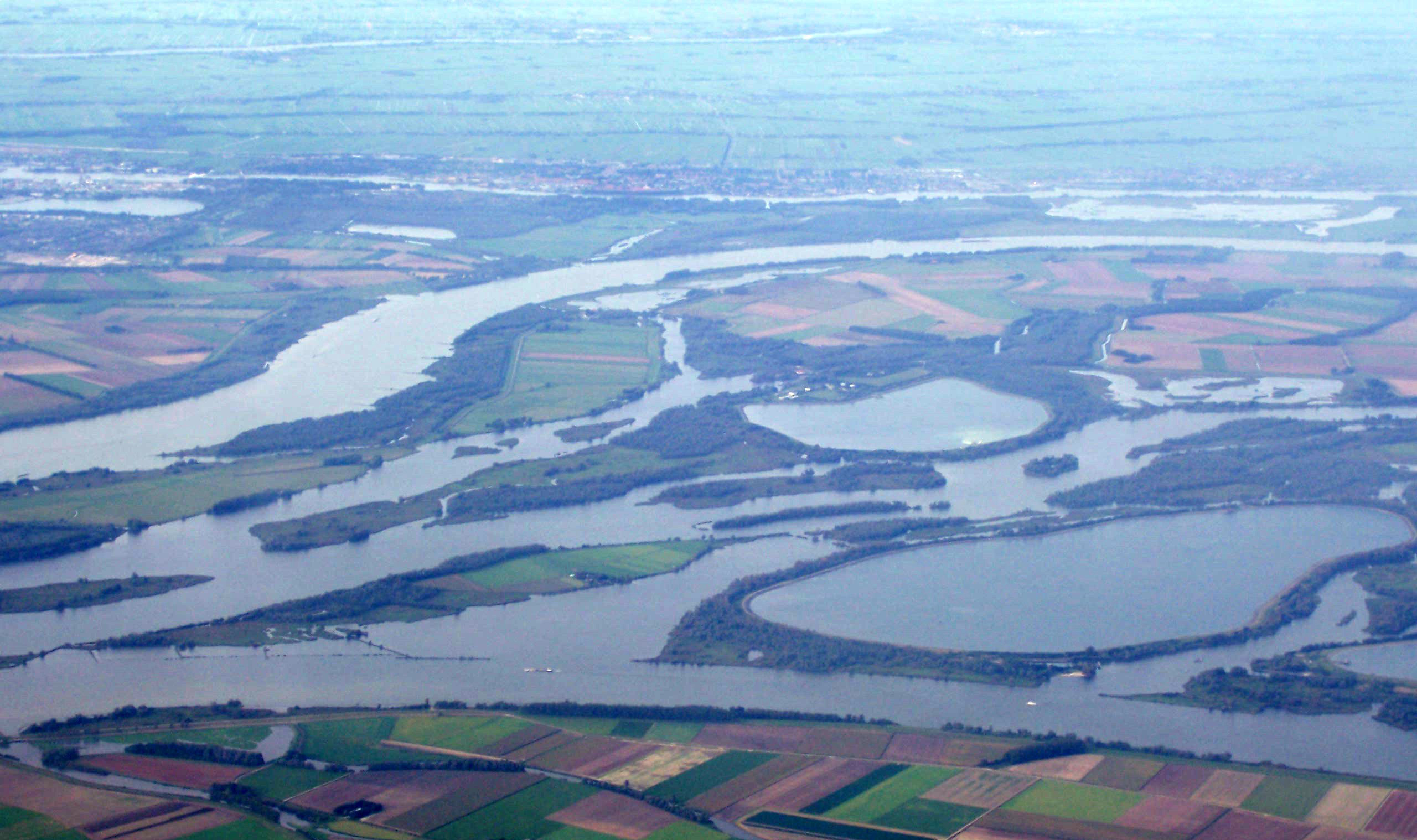
Der Biesbosch. Im Vordergrund die Maas (Amer), im Mittelgrund die Neue Merwede

Unterhalb Gorinchem heißt der Deltahauptarm Boven Merwede (Obere Merwede). Bei Werkendam zweigt die Neue Merwede ab, die 65 % der Oberen Merwede übernimmt. Die Neue Merwede wurde künstlich auf ihre heutige Kapazität erweitert und leitet etwa 44 % des gesamten Rheinwassers zum Meer und damit mehr als jede andere der insgesamt fünf Mündungen des rheinischen Systems. Sie fließt durch den Westteil des Biesbosch und durch die ehemalige Meeresbucht Hollands Diep zur Nordsee.
Der Biesbosch („Binsenwald“) stellt wie das IJsseldelta einen noch halbwegs aktiven jungen Deltabereich dar und liegt zwischen Merwede im Norden und Amer im Süden. Der Biesbosch wird überwiegend durch Rheinwasser (Merwede) gespeist, zu einem sehr kleinen Teil aber auch durch Maaswasser (Amer, Bergse Maas).

### Bereich Untere Merwede, Noord, Neue Maas
Die Beneden Merwede (Untere Merwede) übernimmt etwa 35 % der Wassermenge der Oberen Merwede. Die Untere Merwede teilt sich bei Dordrecht in den Noord und die Alte Maas. Der Noord geht in die Neue Maas über. Im Mündungsbereich des rheinischen Deltas wird also hauptsächlich der Name der Maas verwendet, was seine Gründe im historischen Verlauf der Maas hat (siehe Paläographische Entwicklung).
Vom Noord zweigt auf etwa halber Strecke nach links ein Fluss namens Waal ab, einen früheren Verlauf eines Deltahauptarms markierend. Bei Krimpen aan de Lek mündet von rechts der Lek. Von hier an heißt der Strom Neue Maas. Kurz unterhalb der Einmündung des Lek mündet ebenfalls von rechts, bei Krimpen aan den IJssel, die Holländische IJssel. Im Gebiet des alten Rotterdamer Hafens mündet von Süden kommend die Alte Maas. Zwischen Rotterdam und der Nordsee bildet die Neue Maas Rückgrat und Nordgrenze einer der größten Hafenanlagen der Welt. In diesem Zusammenhang wurden die letzten Kilometer der Neuen Maas, ab etwa Maassluis, zum Nieuwe Waterweg („Neuer Wasserweg“) ausgebaut. In der Gegend von Maassluis wird der Flussverlauf zudem nach einem früheren Seitenarm auch Scheur genannt. Der Mündungsbereich der Neuen Maas heißt Maasmond („Maasmündung“, selten auch Mond van de Maas) und stellt die Einfahrt zu den Rotterdamer Häfen dar. Die jüngsten Anlagen des Rotterdamer Hafens wurden im Bereich der Maasmündung gebaut (erst Europoort, später Maasvlakte).
Die Alte Maas beginnt bei Dordrecht als linker Abzweig der Merwede. Bereits kurz unterhalb von Dordrecht zweigt nach links der Dordtse Kil ab, der nach wenigen Kilometern in das Hollands Diep mündet. Bei Heerjansdam mündet von rechts ein kleiner, Waal genannter Fluss, einen früheren Verlauf der Waal bzw. eines Deltahauptarmes markierend. Bei Oud-Beijerland zweigt nach links die Spui ab, die durch die ehemalige Insel Putten fließt und in den Haringvliet ausmündet. Bei Spijkenisse zweigt nach Westen die Brielsche Maas ab. Zwischen der Spui und der Brielschen Maas liegt die Bernisse.
Die Brielse Maas zweigt bei Spijkenisse von der Alten Maas ab. Ihre Mündung in die Nordsee wurde abgesperrt und verbaut, so dass sie nunmehr den Charakter eines Stillgewässers hat. Im ehemaligen Mündungsbereich finden sich nun die Binnengewässer Brielsemeer und Oostvoornse Meer. Die Brielse Maas floss parallel zur Neuen Maas und bildet im Wesentlichen die Südgrenze der Rotterdamer Hafenanlagen.

### Bereich Nederrijn

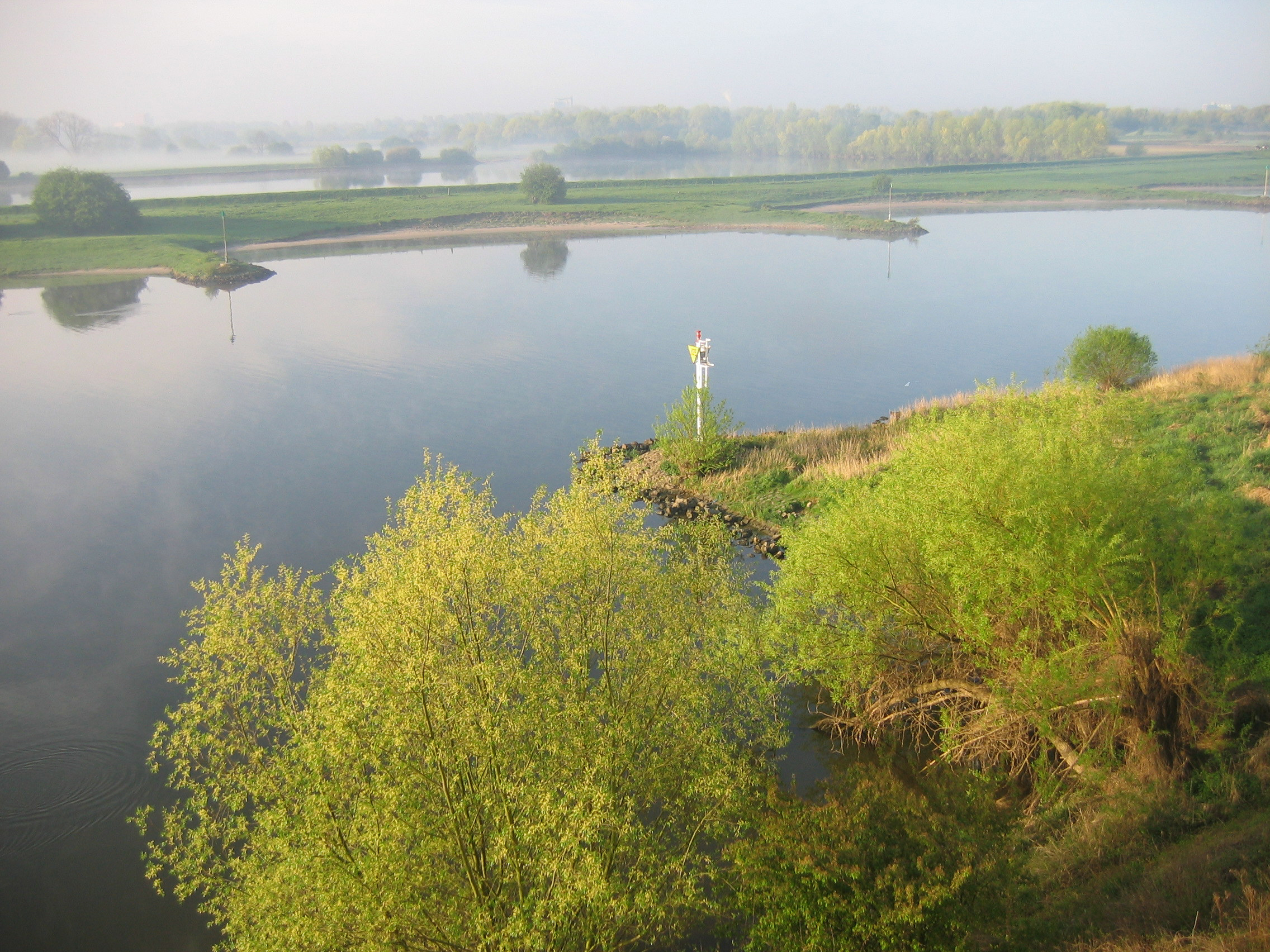
Der Nederrijn bei Arnhem

Der Nederrijn wird zwischen seinem Beginn bei Millingen und der Einmündung des Altarms Oude Rijn („Alter Rhein“) auch Pannerdense Kanaal genannt, ein künstlich angelegter, nach dem nahegelegenen Ort Pannerden benannter Flussabschnitt des 18. Jahrhunderts. Der bei Loo einmündende Oude Rijn markiert einen früheren Verlauf des (Neder-)Rijn, als die Rheinteilung weiter flussaufwärts lag. Bei Pannderden zweigt vom Pannerdenschen Kanal nach links die Linge ab. Bei Arnhem zweigt die IJssel ab. Die Landschaft nördlich des Nederrijn und westlich der IJssel heißt Veluwe, die Landschaft südlich des Nederrijn Betuwe. Von Wageningen zieht sich nach Norden zur ehemaligen Zuiderzee das Gelderse Vallei („Geldersche Tal“). Bei Wijk bij Duurstede zweigte der heute abgedämmte Krumme Rhein ab, der Hauptstrom setzt sich im Lek fort.

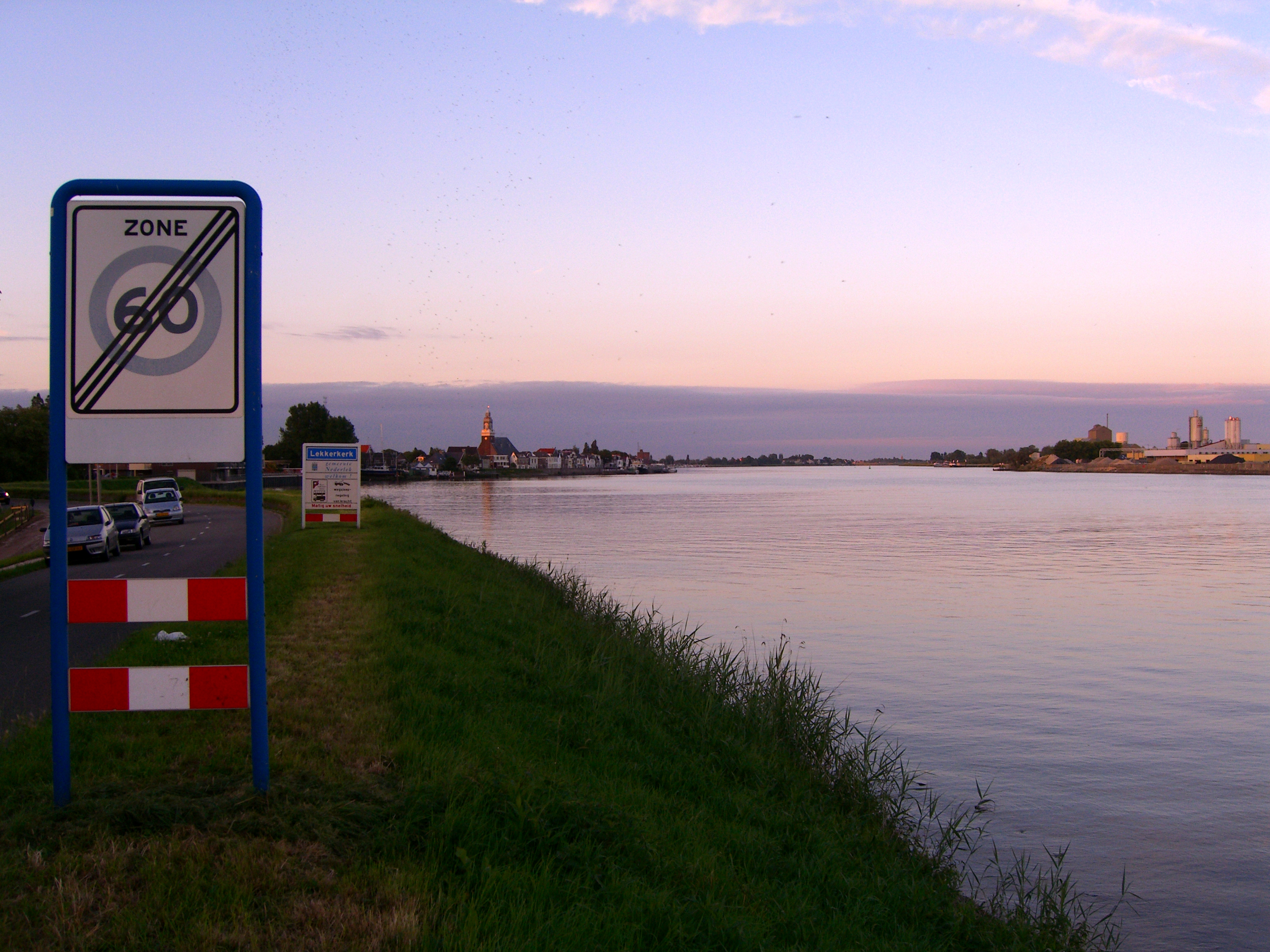
Der Lek bei Lekkerkerk

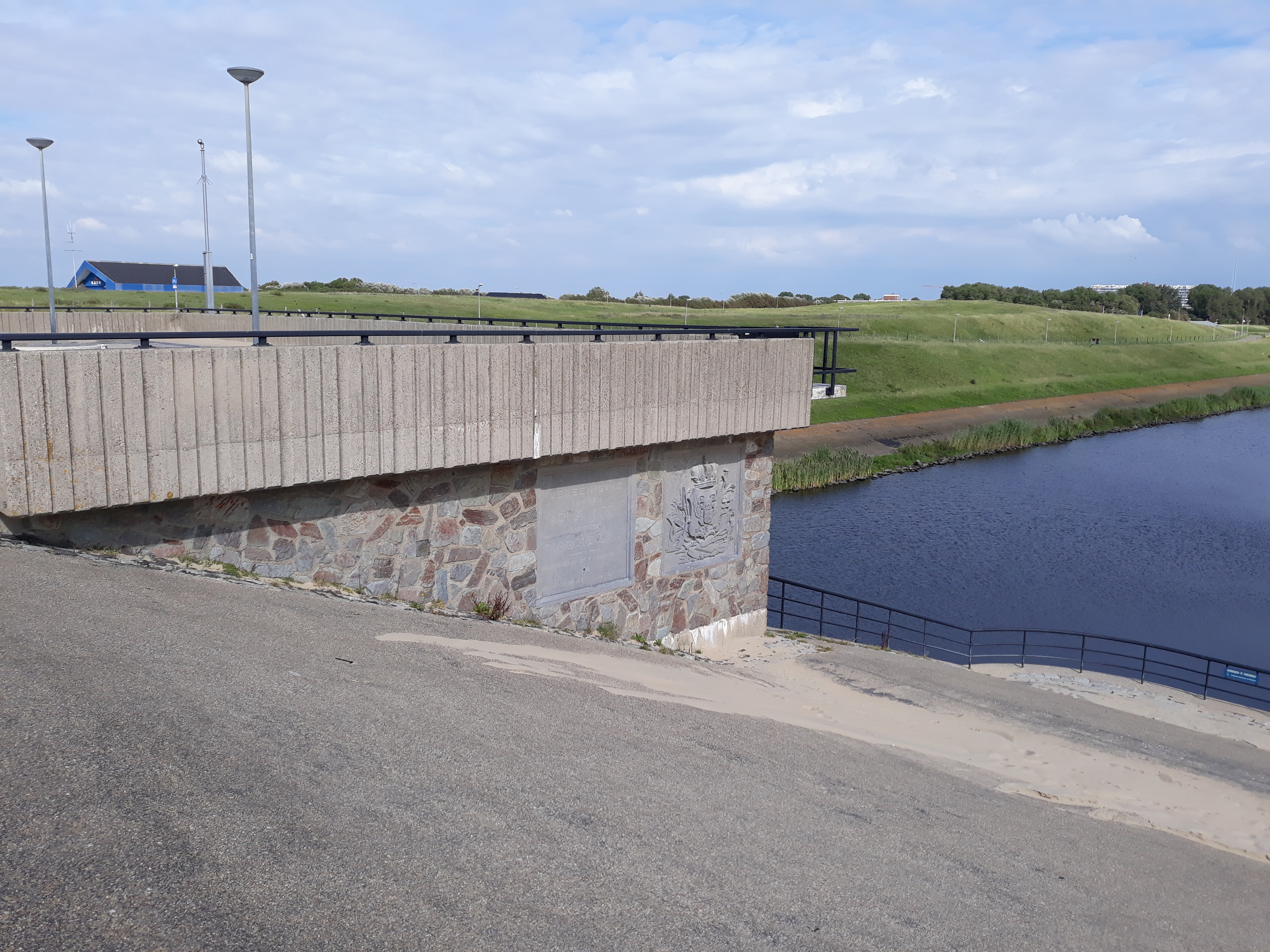
Mündung des Oude Rijn bei Katwijk.

Auch wenn der Flussdeich bereits ab Amerongen (Gemeinde Utrechtse Heuvelrug) Lekdijk („Lekdeich“) heißt – erst ab dem Abzweig des Krummen Rheins heißt der mittlere Hauptdeltaarm Lek. Bei Nieuwegein zweigt die Holländische IJssel ab. Bei Krimpen aan de Lek mündet der Lek in die Neue Maas.

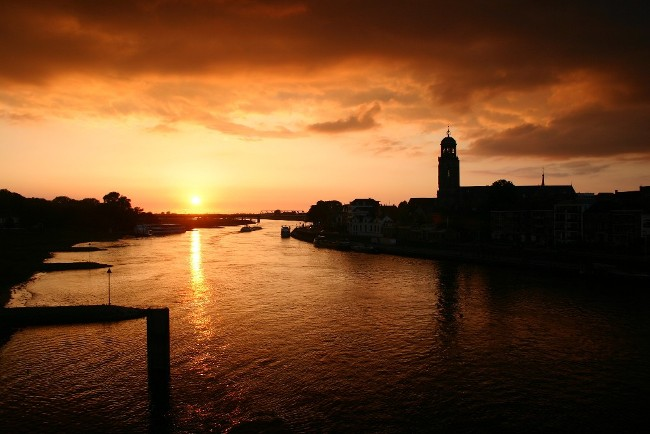
Die IJssel bei Deventer

Die IJssel wird zur Unterscheidung von der Holländischen IJssel (Seitenfluss des Lek) auch Geldersche IJssel genannt. Von rechts münden in Schleusen einige längere Nebenflüsse ein: die Issel (Oude IJssel, Alte Issel), die Berkel und die Schipbeek. Bis zur Einmündung der Alten Issel wird die IJssel auch Nieuwe IJssel (Neue Issel) genannt. Die IJssel mündet in das süße IJsselmeer und bildet dort ein eigenes aktives Delta, dessen Hauptarm Keteldiep heißt. Der Mündungsbereich der IJssel überschneidet sich mit dem der Vechte, dessen Hauptdeltaarm Zwarte Water genannt wird. Bis zur Abdeichung der Zuiderzee stand die IJssel bis Katerveer (bei Zwolle) unter Gezeiteneinfluss.
Das IJsselmeer stellt den Südteil der früheren Meeresbucht Zuiderzee („Südersee“, „Südliches Meer“) dar. Zur Zeit der Römer wurde die Bucht, die eine gewisse Zeit auch Binnensee war, Lacus Flevo genannt, im Mittelalter auch Almere oder Eemmeer. Im Südwesten stellten IJ und Oer-IJ eine Verbindung über Amsterdam zur Nordsee her. Aus der Meeresbucht der Zuiderzee wurde durch den Bau des Abschlussdeiches 1932 das süße IJsselmeer. Anschließend wurde etwa die Hälfte des IJsselmeeres im Rahmen der Zuiderzeewerke trockengelegt. Im Bereich von IJ und Oer-IJ, der früheren westlichen Verbindung zwischen Zuiderzee und Nordsee, befindet sich heute der Nordseekanal.
In den Moorgebieten zwischen Amsterdam und Oude Rijn führte der Torfabbau dazu, dass die vorhandenen Moorseen immer größer wurden. Die wichtigsten waren Haarlemmermeer und Leidsemeer. Überwiegende Teile wurden mittlerweile trockengelegt; der Flughafen Amsterdam Schiphol befindet sich einem Bereich des früheren Haarlemmermeer.

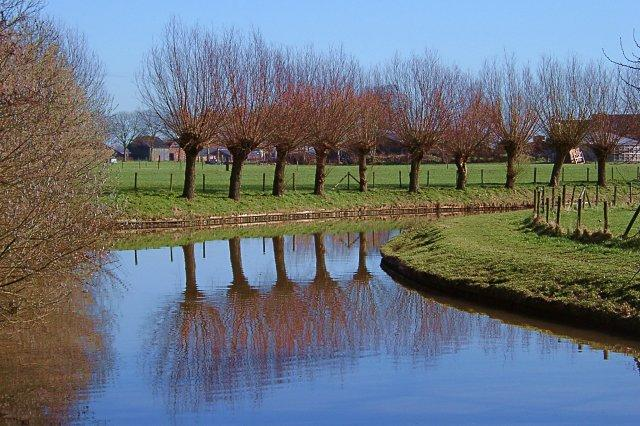
Krummer Rhein

Der Oude Rijn (im Folgenden zur Unterscheidung zu diversen Altrheinarmen nicht übersetzt) wird in seinem Oberlauf bis kurz vor Utrecht meist Kromme Rijn genannt, bei Leiden auch Leidse Rijn. Entgegen den Erwartungen, die sein Name „Rhein“ erzeugt, ist der bei Wijk bij Duurstede vom Nederrijn abzweigende Oude bzw. Krumme Rhein nur ein kleines Flüsschen. Er hat sogar eher den Charakter eines Stillgewässers bekommen, da er seit 1122 abgedämmt ist und nur bei sehr niedrigem Wasserstand Wasser aus dem Nederrijn zugeführt bekommt. Ansonsten dient er als Entwässerer für die umgebenden Polder. Bei Utrecht zweigt nach Norden die Vecht (auch Utrechter Vecht genannt) ab, die in das IJsselmeer mündet. Bei Katwijk mündete der Oude Rijn in die Nordsee. Heute folgt diesem Weg ein Kanal. Die ursprüngliche Verbindung zwischen Kromme und Oude Rijn ist vollständig gekappt – das Wasser des Krummen Rheins fließt ganz in die Vecht. Die Landschaft am Unterlauf des Oude Rijn heißt Rijnland („Rheinland“). Wenig nördlich des Oude Rijn beginnt die Amstel, ein ausgebauter Gezeitenpriel, der in Amsterdam in die IJ mündet.

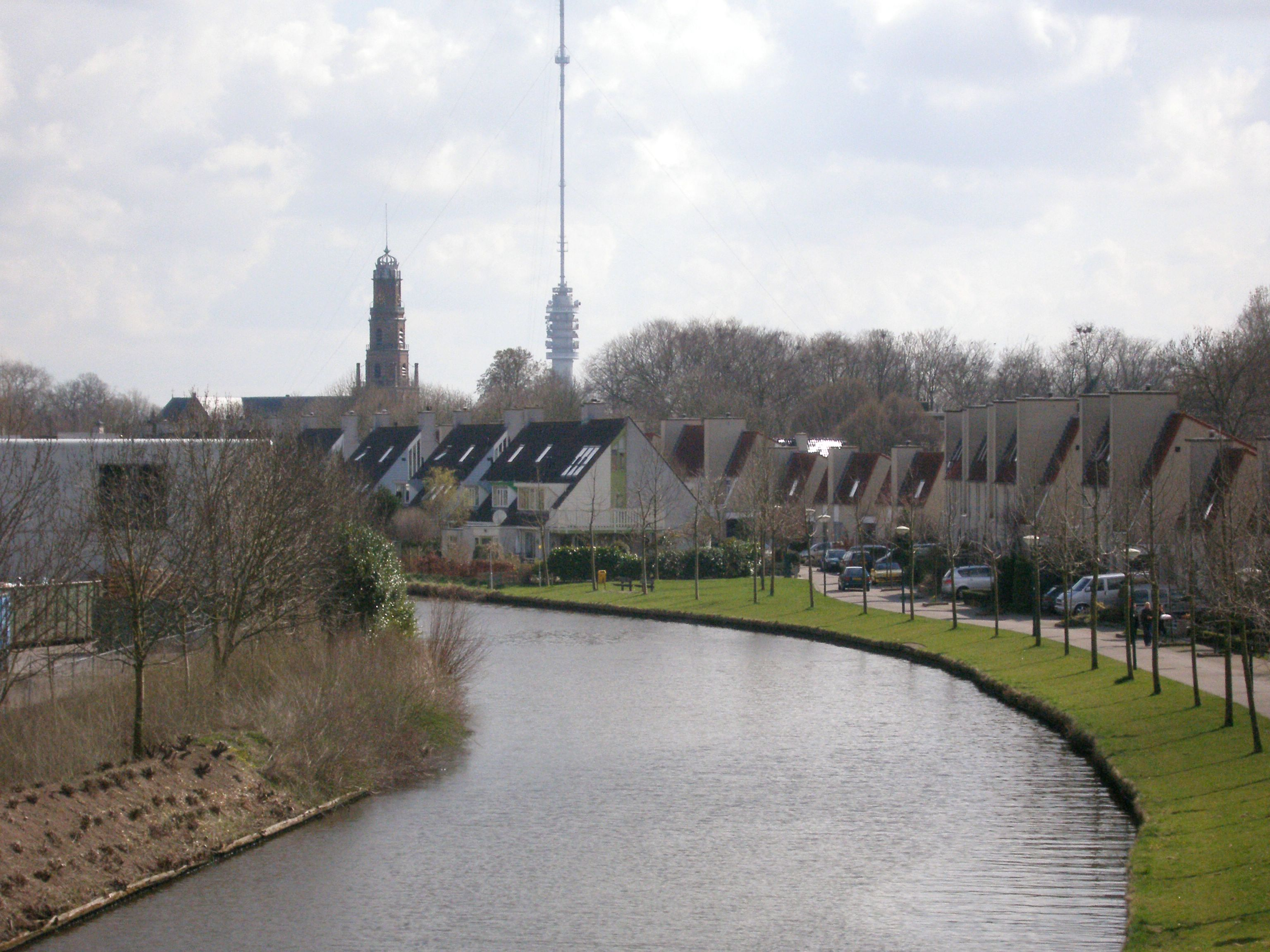
Die Holländische IJssel bei IJsselstein

Die Linge und die Holländische IJssel sind zwei längere, jedoch seit dem Mittelalter abgedämmte Seitenarme. Die Linge zweigte gegenüber von Pannderden vom Nederrijn (Pannerdenscher Kanal) nach links ab. Früher zweigte die Linge hier vom Waal nach rechts ab. Die Linge begleitet über viele Kilometer, nördlich parallel fließend, die Waal. Unterhalb von Gorinchem mündet die Linge in die Merwede. Die Holländische IJssel zweigte vom Lek bei Nieuwegein nach Norden ab und mündete bei Krimpen an der IJssel in die Neue Maas. Bei Gouda zweigt von der IJssel nach Norden der ehemalige Gezeitenpriel Gouwe ab, der bei Alphen aan den Rijn in den Oude Rijn mündet. Die Hollandse IJssel zwischen Lek und Gouda erhält kein Wasser mehr vom rheinischen System, sondern dient hier nur als Entwässerer.

### Bereich Maas
Zwischen Maas und Waal kommt es bei Heerewaarden zu einer Flussnäherung, die nicht nur bei Überschwemmungen früher auch Ort des (zeitweiligen bzw. partiellen) Zusammenflusses beider Ströme war. Früher mündete die Maas hier in die Waal, später erst bei Woudrichem. Ab Heusden fließt die Maas seit 1904 im künstlich ausgebauten Bett der Bergschen Maas und im Bereich des Biesbosch als Amer, um sich kurz darauf im Hollands Diep mit der Neuen Merwede zu vereinigen. Bis 1904 floss die Hauptmenge des Maaswassers bei Heusden nach Norden, um bei Gorinchem in die Waal zu münden. Davon zeugt der Altarm Afgedamde Maas. Zwischen der Bergse Maas und der Afgedamde Maas wurde der Heusdens Kanaal angelegt.

### Bereich der Ästuare und der Schelde

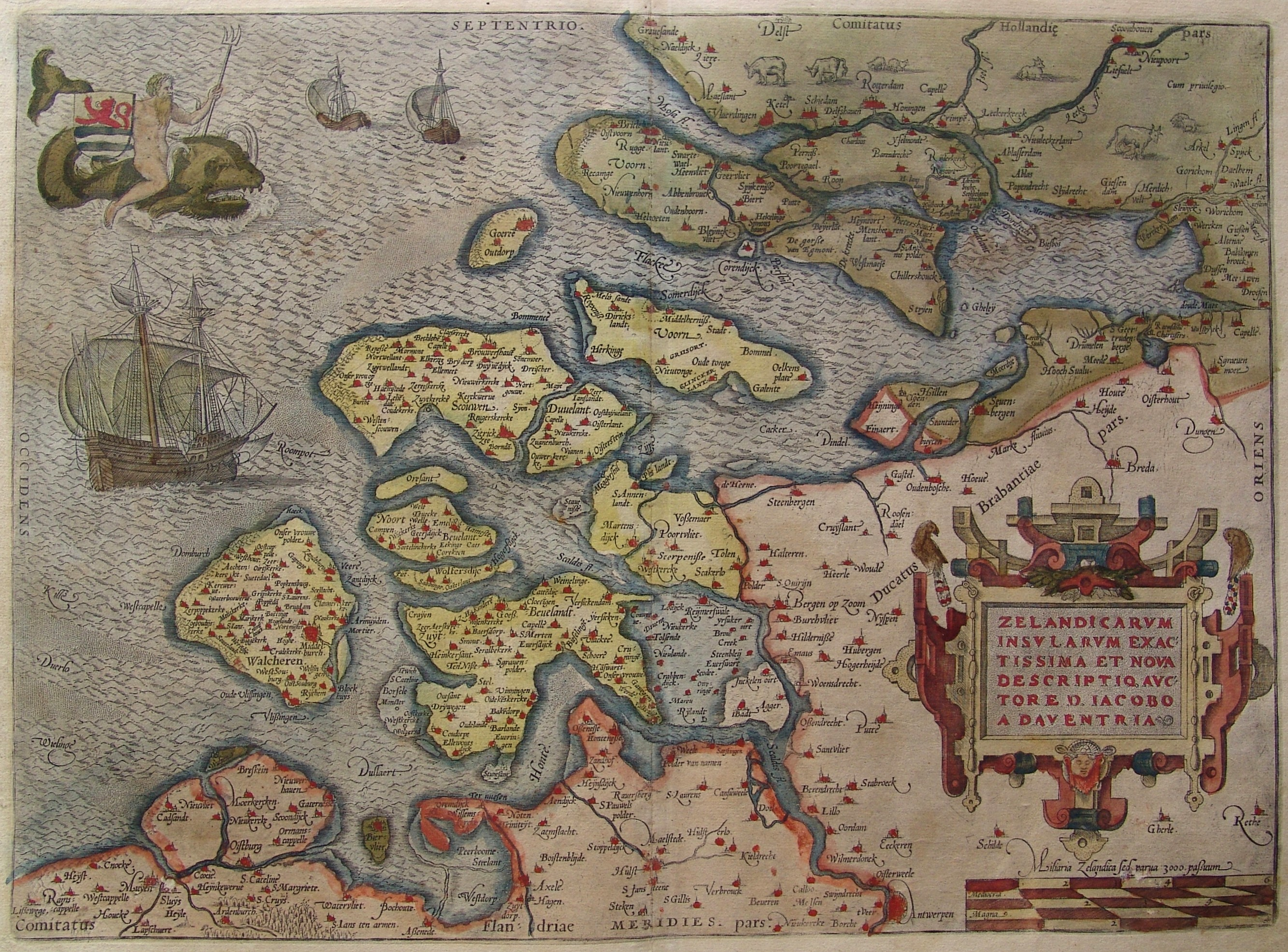
Zeeland 1580

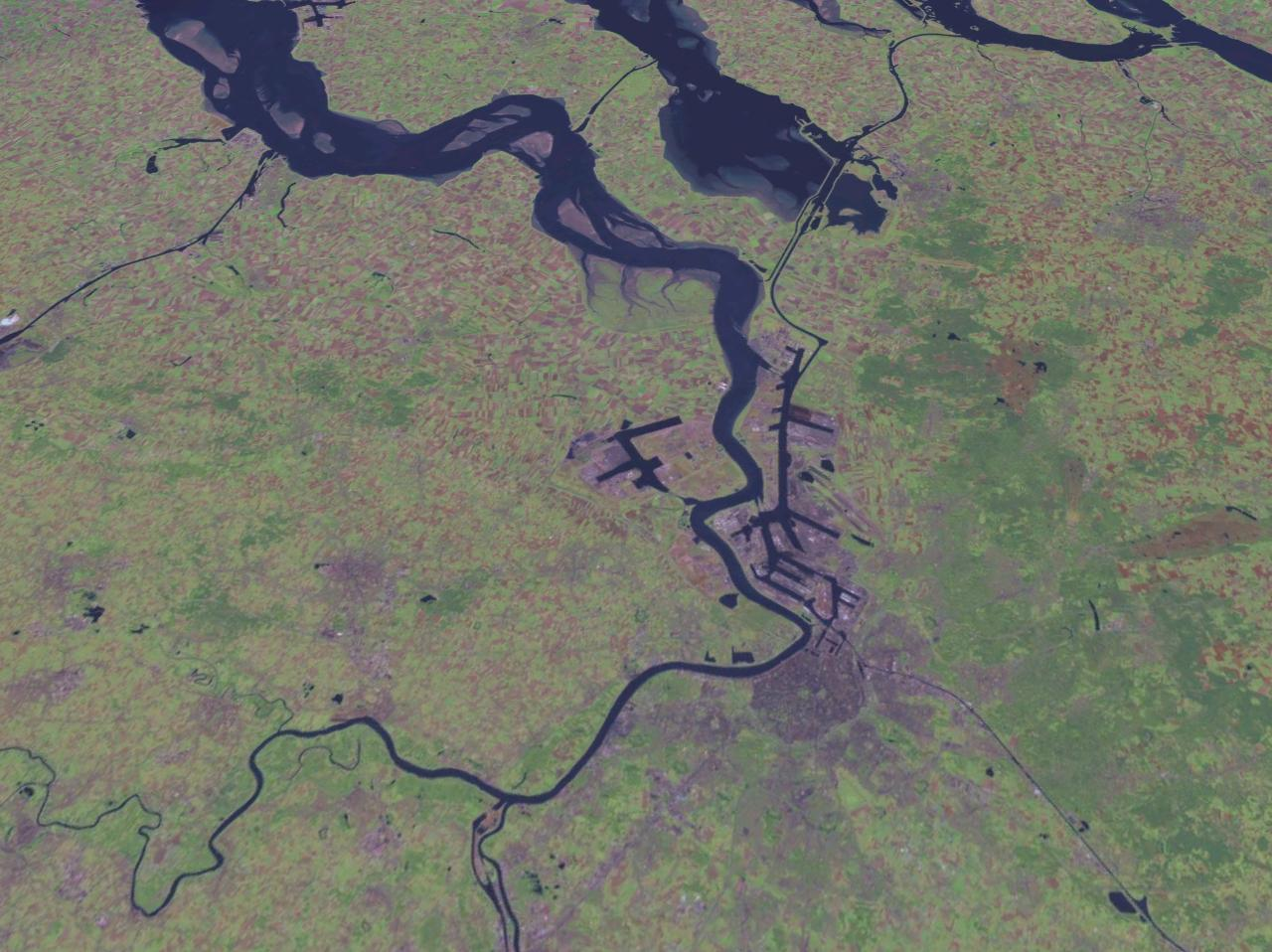
Mündungsbereich der Schelde um Antwerpen

Zwischen der belgisch-niederländischen Staatsgrenze im Süden und der sogenannten Maasmündung im Norden ist der küstenbegleitende Dünenwall vor allem während der spätantiken und mittelalterlichen Transgressionsphasen an vielen Stellen durchbrochen oder aber nie geschlossen worden. Das hängt auch mit den hier mündenden Strömen und Flüssen zusammen (Rhein, Maas, Schelde), die das Vordringen des Meeres hinter den Dünenwall erleichtert haben. Von Nord nach Süd kann man heute vier große Einschnitte feststellen:
- Haringvliet mit Hollands Diep
- Grevelingen(meer) mit Volkerak
- Oosterschelde
- Westerschelde

In die Westerschelde mündet die Schelde. Zwischen den Einschnitten liegen Inseln oder ehemalige Inselbereiche. Es gab also Wasserverbindungen zwischen den Einbuchtungen. Diese wurden teilweise im Rahmen von Landgewinnung beseitigt, durch den Rhein-Schelde-Kanal zwischen Antwerpen im Süden und dem Volkerak im Norden ist jedoch weiterhin Schiffsverkehr möglich. Das ganze Gebiet erfuhr wiederholt massive Umgestaltungen durch Sturmfluten und menschliche Eingriffe, zuletzt durch die Deltawerke. Mit Ausnahme der Wester- und Oosterschelde wurden alle Meeresbuchten mittels großer Sperrwerke vom Meer abgetrennt. Dies führte zur weitgehenden Aussüßung der Buchten. Die zwischen den Buchten liegenden Inseln verwuchsen teilweise durch Landgewinnung untereinander oder mit dem Festland. Die frühere extreme Abgeschiedenheit vor allem der seeländischen Inseln wurde durch die Verwendung der Dammkronen für den Straßenbau aufgehoben. Zu diesen südwestlichen Ästuaren gehörte lange Zeit auch die Maasmond genannte Meeresbucht nördlich des Haringvliet, der Maasästuar. Der Maasästuar wurde im Lauf der Zeit größtenteils trockengelegt, in seinem Bereich befinden sich heute die Rotterdamer Hafenanlagen.

### Priele
Von den Flussgewässern des Deltas müssen die perimarinen, unter Gezeiteneinfluss stehenden Deichbruchkanäle und die Gezeitenpriele abgegrenzt werden. Sie hatten nie eine natürliche Verbindung zu Rhein und Maas, die bestehenden Verbindungen wurden erst per Kanalbau durch den Menschen hergestellt. Diese Kanäle und Priele wurden nach und nach zur Entwässerung der Torfgebiete bei Ebbe genutzt und bekamen dadurch einen flussähnlichen Charakter. Bei Flut kam es zur Ablagerung von ästuarinen Sedimenten. Von den nicht mehr existierenden Prielen und Kanälen wurden erst wenige datiert. Einige der wichtigsten dieser speziellen Gewässer sind: Alblas, Lange Linschoten, Aa, Aar, Amstel, Does, Drecht, Gantel, Gießen, Gouwe, Kromme Angstel, Kromme Gießen, Lake, Lier, Lopikerwatering, Meije, Mijdrecht, Oude Waver, Rotte, Schie, Vlaarding, Ziel. Viele dieser Priele und Kanäle wurden im Spätmittelalter abgedämmt, wovon auch bekannte Ortsnamen zeugen (z. B. Amsterdam, Rotterdam, Schiedam). Moderne Äquivalente sind die sogenannten „Killen“ des Biesbosch.

### Schiffskanäle

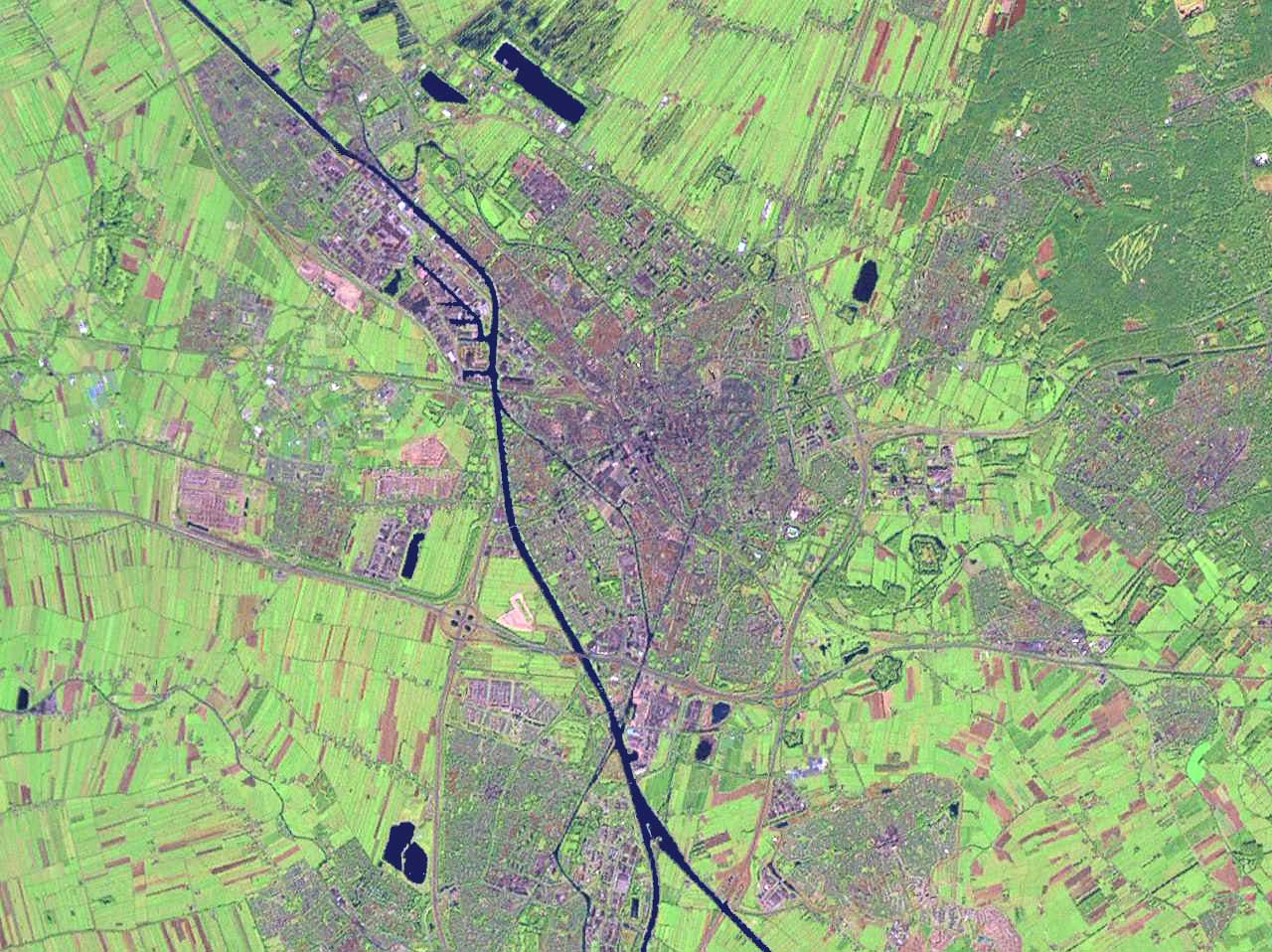
Utrecht und Umgebung: während der Amsterdam-Rhein-Kanal gut zu sehen ist, sind Krummer Rhein, Oude Rijn und Vecht schwer auszumachen

Der Amsterdam-Rhein-Kanal verbindet Amsterdam über Utrecht und den Lek mit der Waal. Der Merwede-Kanal zieht von der Merwede über den Lek nach Utrecht. Der Waal-Maas-Kanal verbindet die beiden namengebenden Ströme bei Nijmegen. Der Schelde-Rhein-Kanal beginnt bei den Antwerpener Hafenanlagen und erstreckt sich nach Norden zum Volkerak, von wo eine Verbindung zum Hollands Diep besteht. Der Nordseekanal ermöglicht Amsterdam den direkten Zugang zur Nordsee. Der bereits von den Römern angelegte Rhein-Schie-Kanal (teilweise kurz Vliet genannt) verbindet heute Neue Maas und Oude Rijn und zieht sich von Schiedam über Voorburg bei Den Haag zum Oude Rijn bei Leiden (seine drei Hauptabschnitte werden von Süd nach Nord Delftse Schie, Delftse Vliet und Vliet genannt).

### Verlauf der Gezeiten im Delta
An der Waal machen sich die Gezeiten bis nach Werkendam (Rheinkilometer 960) bemerkbar. Die Flutwelle strömt zunächst in die Rotterdamer Häfen. Ein Teil des Wassers fließt über den Hartelkanal zur Oude Maas, der Rest zur Neuen Maas. Über die Alte Maas und das Dortse Kil erreicht das Wasser das Hollands Diep. Die Flut erreicht nach rund 45 Minuten die Abzweigung der Alten Maas (Rheinkilometer 1013) und 15 Minuten später Rotterdam (Rheinkilometer 1000). Weitere 30 Minuten danach ist Krimpen an der Lek erreicht. Nach insgesamt zwei Stunden ist in Dordrecht (Rheinkilometer 975) Höchstwasserstand und nach drei Stunden schließlich in Werkendam. In Moerdijk am Hollands Diep ist der höchste Wasserstand erst nach 5 Stunden erreicht. Die Niedrigstwasserstände erfolgen allesamt etwas früher. Alle angegebenen Werte sind nur Annäherungswerte, da sich die Fluthöhe und die Wasserstände in den Flussläufen täglich ändern.

## Paläogeographische Entwicklung

### Forschungsgeschichte und -methoden
Zentrum der geowissenschaftlichen und paläogeographischen Erforschung des Rhein-Maas-Deltas ist die informelle Fluvial research group (auch Fluvial group oder Grupo Fluvial) in der Abteilung für Physische Geographie der Fakultät für Geowissenschaften an der Universität Utrecht. Von dieser wurden in der zweiten Hälfte des 20. Jahrhunderts geologische und geomorphologische Kartierungsarbeiten (Maßstab 1:10.000) durchgeführt, die auf etwa 200.000 Bohrkernbeschreibungen (30–350 Bohrungen je km²), 1.200 C14-Daten sowie Daten zu 36.000 archäologischen Artefakten basieren. Die Ergebnisse der bis 2001 etwa 40 Jahre währenden Arbeiten wurden 2001 erstmals in zusammengeführter und resümierender Form veröffentlicht (Berendsen/Stouthamer 2001). Der jahrzehntelange Koordinator Henk J. A. Berendsen ist 2007 verstorben, sein Nachfolger ist H. Middelkoop.
Zur Rekonstruktion der paläogeographischen Entwicklung haben Berendsen und Stouthamer in ihrem 2001 erschienenen Standardwerk 206 Erosionsreste von Flussbetten beschrieben, benannt und datiert. Zur Datierung und Verbindung dieser 206 Flussbettfragmente haben sie folgende Methoden verwendet: geologische und geomorphologische Kartierung, Messung des Kalziumkarbonatanteils, Analyse der Bodenbildung, Messung der relativen Tiefe von Ablagerungen außerhalb der Flussbetten (Hochwasserablagerungen), Feststellung der Oberflächengradienten der Flussbettablagerungen (Sand) und der natürlichen Deiche, Pollenanalyse, Analyse von archäologischen Funden und historischen Dokumenten und Karten, Dendrochronologie und C-14-Datierung. Ein Flussbett („channel belt“) wird definiert als ein Element, das aus Flusssedimentkörper und durch Deiche begrenztem Überschwemmungsgebiet besteht. Die Deiche selbst und außerhalb der Deiche abgelagerte Flusssedimente zählen nicht dazu. Die Rekonstruktion der Flussläufe erfolgte durch die Verbindung von zeitgleich bestehenden (datierten) Flussbettfragmenten. Die untersuchten Flussbettfragmente und die daraus abgeleiteten Flussläufe wurden ihrerseits zu sieben Flusssystemen gruppiert (siehe Kapitel Hydrogeographische Beschreibung).

### Entwicklung bis zum Beginn des Pleistozäns

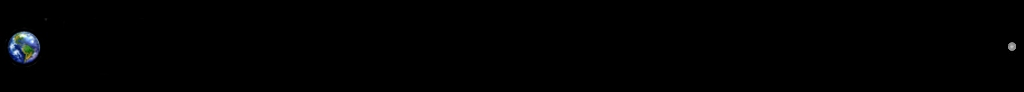
Größen- und Abstandsverhältnis zwischen Mond und Erde

Nach der Bildung des Mondes (Gezeiten!) und der Entstehung des Wasserkreislaufs im Hadaikum (ca. 4570–3800 mya) bildeten sich vermutlich im Archaikum (ca. 3800–2500 mya) die Kontinente, gezeitenbeeinflusste Ozeane und Fließgewässer. Unter anderem die verschiedenen Klimata, das Driften der Kontinente und andere tektonische Vorgänge sorgten für verschiedene Meeresspiegelstände. Gebirge wurden gebildet und abgetragen.
Der Gebirgskomplex des Rheinischen Massivs entstand während der variszischen Orogenese im Devon vor etwa 370 mya. Vor etwa 150 mya teilte sich der Kontinent Laurasia, in der Folge entstand der Nordatlantik. Langsam formten sich die heutigen Grundrisse der Kontinente. Ein erneuter Anprall der afrikanischen Platte sorgte für die Auffaltung der Alpen (seit 100 mya).

Die Schwemmlandebenen zwischen Artois und Baltikum

Im Miozän (etwa vor 23 bis 5,3 mya) entstand durch weitere tektonische Dehnungsbewegungen das Nordseebecken. Die ältesten Rheinsedimente datieren ebenfalls aus dieser Epoche, in der der Rhein noch ein kleiner Fluss war. Er quellte am Nordrand des Rheinischen Schiefergebirges, entwässerte den Graben der Niederrheinbucht und mündete in Nordrhein-Westfalen in die Nordsee, sich vom Beginn der Schwemmlandebene bei Bonn Richtung Nordwest nach Köln und Düsseldorf vorarbeitend. Aus geologischer Sicht liegt der Beginn des ersten Rheindeltas bei Bonn, wo der Rhein das Rheinische Massiv verlässt und in das Nordseebecken eintritt. Die ähnlich kleine Maas mündete wenig weiter westlich, quellte aber in den Ardennen; die Fließrichtung war also Nordost. Die Nordseeküste zog in etwa entlang der belgisch-niederländischen Grenze zur damaligen Rheinmündung in Nordrhein-Westfalen und von dort nach Norden zum heutigen Dollart. Der Bereich von Rheinischem Schiefergebirge und Ardennen hob sich, die Einzugsgebiete von Rhein und Maas vergrößerten sich; beide Prozesse prägten die gesamte Periode des Neogen und dauern bis heute an.
Im Pliozän (etwa vor 5,3 mya bis – in Nordwesteuropa – 2,6 mya) verlief die Küstenlinie im Wesentlichen wie im Miozän. Vor allem der Rhein dehnte sein Einzugsgebiet sehr stark aus und umfasste weite Teile der Gebiete von Mosel, Main und Neckar, sein Oberlauf folgte vielleicht dem der elsässischen Ill. Im Spätpliozän hat sich die Küstenlinie teilweise etwas Richtung Nordwesten verlagert. Rheinablagerungen finden sich um einiges westlich und südlich vom heutigen Rheinlauf in einem breiten Streifen zwischen der Eifel entlang der Rur über Limburg bis weit nach Noord-Brabant.

### Entwicklung im Pleistozän
Im Gegensatz zur Einteilung der IUGS wird die Grenze zwischen Pliozän und Pleistozän in Nordwesteuropa bei 2,6 mya angesetzt, der Beginn von Pleistozän und Quartär fällt somit zusammen. Das Pleistozän umfasst daher alle Kaltzeiten der gegenwärtigen Eiszeit. Es endet mit dem Ende der letzten Kaltzeit (Weichselkaltzeit) vor etwa 11.650 Jahren (9.650 Jahre BC).

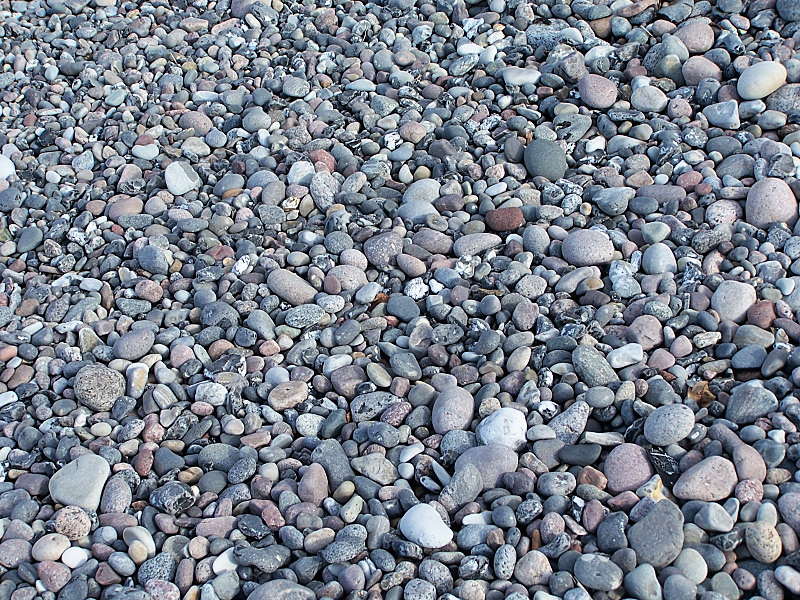
Geröll an der Ostseeküste bei Rostock

Das Pleistozän ist durch den öfteren Wechsel zwischen Kaltzeiten (Glaziale) und Warmzeiten (Interglaziale) geprägt. Diese Phasen werden wiederum in sich in kühlere und wärmere Zeiten gegliedert (Stadiale und Interstadiale), weswegen statt von Kalt- und Warmzeiten oft auch von „Komplexen“ gesprochen wird (z. B. „Cromer-Komplex“ statt „Cromer-Warmzeit“). Klima und Klimawechsel hatten einen starken Einfluss auf die geomorphologische Entwicklung: in Kaltzeiten waren auch polfernere Gebiete vereist, der Meeresspiegel sanken rasch um viele Dutzende Meter ab, die Küsten verschoben sich aufgrund des flachen Charakters des Nordseebassins weit seewärts, die Flüsse waren größer und führten mehr Geröll mit sich, die Vegetation ging in den eisnahen Gebieten zurück, die Erdoberfläche war Umwelteinflüssen stärker ausgesetzt. In Warmzeiten stieg das Meer an und überflutete bzw. zerstörte bestehende Land- und Deltagebiete, die Flüsse führten weniger Wasser und Geröll, die Vegetation stabilisierte die Erdoberfläche. Charakteristisch für das Rhein-Maas-Delta ist die sehr starke Beeinflussung durch die Vereisungen Nordwesteuropas während der pleistozänen Kaltzeiten, insbesondere der Saale-Kaltzeit (s. u.).
Während der Kaltzeiten war das südwestliche Nordseebecken einerseits Auffüllplatz für Geröll des Rheins (der nun bereits Teile des alpinen Eisschilds entwässerte), im Frühpleistozän jedoch noch überwiegend für das Baltische Flusssystem (Elbe, Weser), das Geröll aus Osten vom skandinavischen Eisschild herbeiführte. Während der Kaltzeiten war die Abflussmenge des Rheins bis zu zehn Mal höher als heute. Da das Nordseebecken sehr flach ist, liegen pleistozäne Niedrigstanddeltas (Kaltzeiten) und Hochstanddeltas (Warmzeiten) weit voneinander entfernt. Das gegenwärtige holozäne Delta der Neo-Warmzeit ist ein Hochstanddelta und liegt also nicht auf vorausgehenden Niedrigstanddeltas, sondern auf pleistozänen Schotterebenen. Jedoch finden sich in diesen Schottern auch dünne Deltasedimente aus kurzen Interstadialen. Unter den pleistozänen Nichtdeltasedimenten finden sich altpleistozäne Deltaablagerungen. Von den seewärts gelegenen pleistozänen Niedrigstanddeltas des Rhein-Maas-Systems sind nur wenige Teile erhalten geblieben.
Während des Quartärs wurde die Gegend zwischen Mittelrhein und niederländisch-deutscher Grenze angehoben, das Nordseebecken mit den Niederlanden sank dagegen ab. Auch die Trennlinie zwischen flächenhafter Sedimentation und flächenhafter Erosion fällt am Rhein in etwa mit der Staatsgrenze zusammen. Im Hebungsgebiet entstanden aufgrund der Hebung und des Wechsels von Warm- und Kaltzeiten Flussterrassenserien. Im Senkungsgebiet ist die Quartärschicht bis zu 1000 m mächtig. Aus geomorphologischer Sicht können fast die gesamten Niederlande als Deltaebene bezeichnet werden.
Altpleistozän
In Nordwesteuropa wird das Altpleistozän (ca. 2,6 mya – 780.000 Jahre BP) in folgende fünf Komplexe untergliedert:
- Prä-Tegelen-Komplex (Brüggen-Kaltzeit)
- Tegelen-Komplex (Tegelen-Warmzeit)
- Eburon-Komplex (Eburon-Kaltzeit)
- Waal-Komplex (Waal-Warmzeit)
- Menap-Komplex

Im Altpleistozän zapfte der Rhein die bis dahin noch zur Saône entwässernde Aare an und schob so sein Einzugsgebiet in die Alpen vor. Die Maas drang bis in das heutige Oberlaufgebiet der Mosel in den Vogesen vor. Beide Ereignisse lassen sich an den veränderten Sedimentzusammensetzungen der unter dem gegenwärtigen Delta liegenden pleistozänen Terrassen ablesen.
Im Mittleren Tegelen (etwa 2,1 mya) verlief die Küstenlinie noch ähnlich wie im Altpliozän. Im Bereich der Rheinablagerungen (Eifel-Rur-Nordbrabant) finden sich nun jedoch zwei voneinander getrennte Bereiche, die auf eine Rheinteilung im Bereich zwischen Aachen und Köln hinweisen. Die Maas mündete aus Südwest kommend nördlich von Aachen in den östlichen Rheinarm. Im Jüngeren Tegelen (etwa 1,9 mya) hatte sich die konkave Küstenlinie in eine konvexe umgewandelt und sich über den heutigen Küstenverlauf hinaus weit in die Nordsee vorgeschoben. Die während der Kaltzeiten entstehenden Eisschilde in Skandinavien und im Bereich der Britischen Inseln standen nicht in Kontakt, der Rhein mündete in etwa in der Gegend der Doggerbank ins Meer. Die Grenze zwischen Rheinsedimenten und solchen des Baltischen Flusssystems verlaufen in Ost-West-Richtung auf Höhe des Zuiderzee-Südufers. Bis zur Waal-Warmzeit (etwa 1,5–1,2 mya) bauten die baltischen Flüsse (Elbe, Weser) ihr Ablagerungsgebiet nach Süden bis zu Lek und Waal aus. Rhein- und Maaslauf erfuhren bedeutende Änderungen: In Nordrhein-Westfalen verschob sich das breite Rheinbett nach Osten, ungefähr in seine heutige Lage, um bei Wesel scharf nach Westen abzubiegen. Der Maaslauf mündete nun erst in den südlichen Niederlanden in den Rhein.
Mittelpleistozän

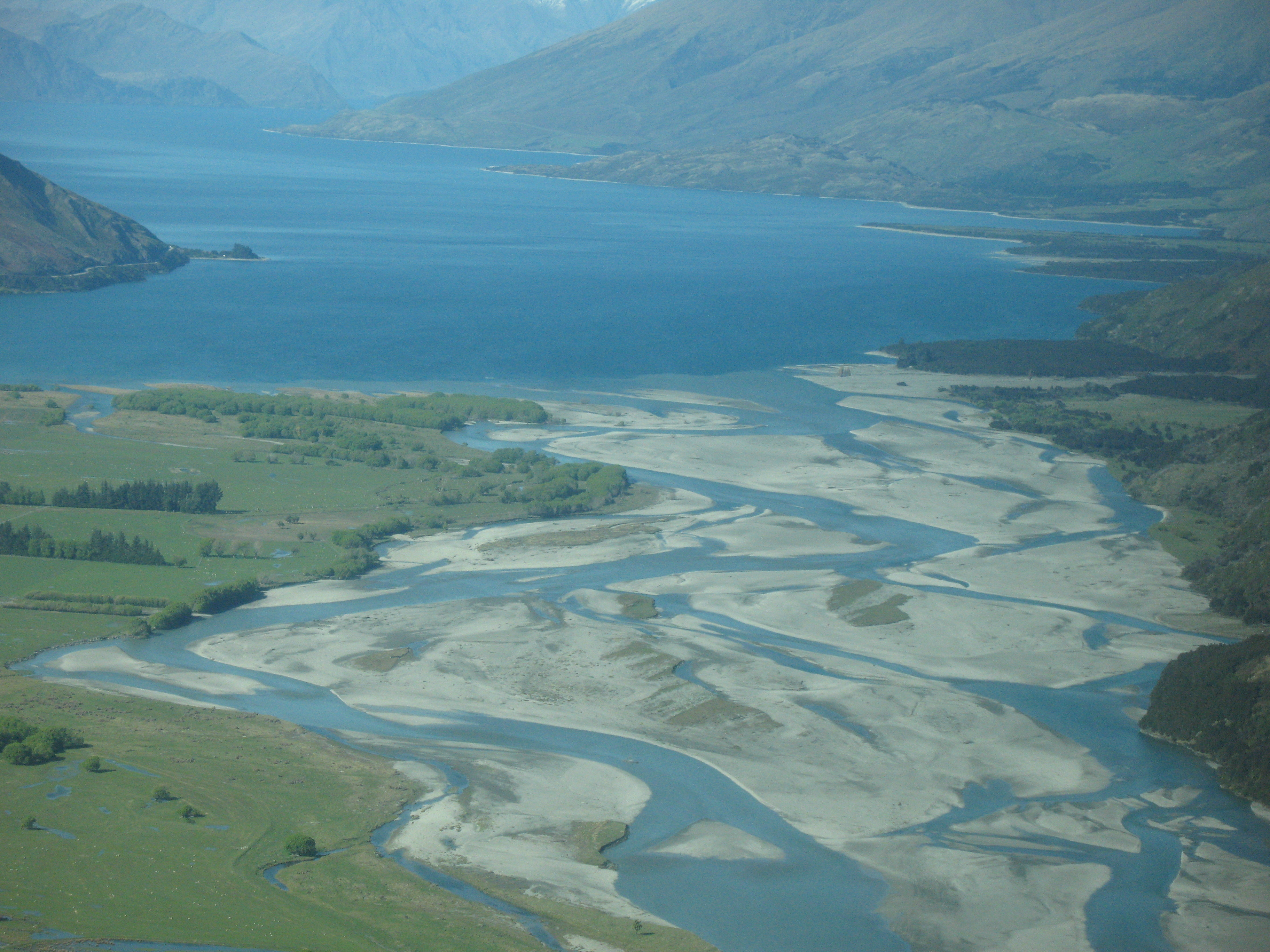
Braided River, typischer Flusstyp kalter Klimata. Makarora River und Lake Wānaka, Neuseeland

Gliederung des Mittelpleistozäns (ca. 780.000–128.000 Jahre vor heute) im Bereich des Rhein-Maas-Deltas:
- Cromer-Komplex
- Elster-Kaltzeit
- Holstein-Warmzeit
- Saale-Kaltzeit

Das Einzugsgebiet des Rheins vergrößerte sich auch im Mittelpleistozän und arbeitete sich in den Bereich des Alpenrheins (davor Zufluss der Donau) vor. Während der vorletzten Kaltzeit, der Saale-Kaltzeit, kappte die Mosel die Oberläufe der Maas.
Nach der Waal-Warmzeit brach die Zufuhr des Baltischen Flusssystems ab. Im jungen Cromer war der Küstenverlauf ähnlich dem heutigen, Rheinsedimente bedeckten nahezu die gesamten Niederlande nördlich des Waal. Maassedimente finden sich im Bereich Maastricht-Eindhoven, im Wesentlichen westlich des heutigen Verlaufs. In der Holstein-Warmzeit finden sich Rheinsedimente im Bereich von IJsselmeer und Gelderscher IJssel, die Maas mündete um Arnhem in den Rhein.
Die Saale-Kaltzeit brachte dem heutigen Deltagebiet den weitesten Vorstoß von Gletschern aus dem Norden. Die Südgrenze der größten Vereisung (Amersforter Stadium) verläuft quer durch das heutige Deltagebiet, etwa, von Ipswich kommend, über Haarlem, Utrecht und Nijmegen und weiter nach Krefeld und Essen. Noch sichtbare Reste der Gletschertätigkeiten sind bis zu 100 m hohe End- und Stauchmoränen, die vor allem in der Veluwe, im Utrechter Hügelland und bei Nijmegen – zwischen Waal und Maas – zu finden sind. Der Niederrheinische Höhenzug ist die Fortsetzung in der deutschen niederrheinischen Tiefebene. Die Endmoränenwälle bestimmen teilweise noch heute die Ausdehnung des gegenwärtigen nachpleistozänen Deltas. In der vorausgehenden Elster-Kaltzeit erreichte der Eisschild lediglich den Nordrand der Niederlande.
Sowohl während der Elster- als auch zur Saale-Kaltzeit wurden die nach Norden fließenden Rhein und Maas durch den Eisrand nach Westen umgelenkt. Während des Maximalstandes der Saalekaltzeit wurde der Rhein bereits am Eisrand bei Düsseldorf abgelenkt, Rhein- und Maasbett vereinigten sich in etwa in der Gegend des nördlichen Limburg. Westlich der heutigen Küste strömte der Rhein nach Südwest durch die heutige Straße von Dover und den Ärmelkanal, um nordwestlich der Bretagne in den Atlantik zu münden. Zuvor hatte er Themse und Seine aufgenommen. Der Kontinentalschelf lag damals größtenteils über dem Meeresspiegel, die nächstgelegene Küstenlinie zog sich von Irland nach Süden in den Golf von Biscaya. Noch während der Saale-Kaltzeit, aber nach erfolgtem Rückzug des Eises aus den Niederlanden, brach sich der Rhein durch die Endmoränenwälle bei Düsseldorf nach Norden durch, verließ in etwa bei Wesel das heutige Rheinbett, um weiter nach Norden in das Tal der Gelderschen IJssel vorzustoßen und nördlich der Vechte wieder scharf nach Westen umzubiegen. Die Maas verblieb südlich der Endmoränen und strömte in der Gegend der Merwede Richtung Westen.
Jungpleistozän
Das Jungpleistozän (ca. 128.000–11.650 Jahre BP) wird im Bereich des Rhein-Maas-Deltas wie folgt gegliedert:
- Eem-Warmzeit, ca. 128.000–117.000 Jahre BP
- Weichsel-Kaltzeit, ca. 117.000–11.650 Jahre BP

Die Weichsel-Kaltzeit wiederum wird in diese drei Abschnitte unterteilt:
1. Frühglazial, ca. 117.000–73.000 Jahre BP
2. Pleniglazial (Hochglazial), ca. 73.000–14.500 Jahre BP
3. Spätglazial, ca. 14.500–11.650 Jahre BP

Den letzten Abschnitt des Pleniglazials bildet diese Klimastufe:
- Älteste Dryas, Stadial, ca. 18.000–14.500 Jahre BP, kühler

Das Spätglazial ist in folgende vier Klimastufen gegliedert:
- Bølling, Interstadial, ca. 14.500–14.000 Jahre BP, milder
- Ältere Dryas, Stadial, ca. 14.000–13.900 Jahre BP, kühler
- Allerød, Interstadial, ca. 13.900–12.850 Jahre BP, milder
- Jüngere Dryas, Stadial, ca. 12.850–11.650 Jahre BP, kühler

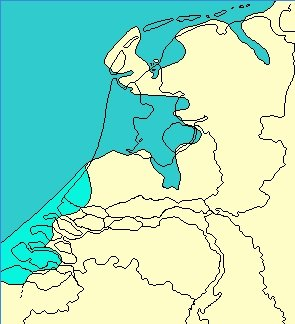
Der Küstenverlauf zur Eem-Warmzeit (nach Van der Heide 1965)

Der Meeresspiegel lag zur Eem-Warmzeit, der vorletzten Warmzeit, zeitweise höher als heute. Das Meer war weit auf das Festland vorgestoßen, die Küstenlinie verlief teilweise erheblich weiter östlich als heute. Von Westen her war das Meer im Bereich von Noord-Holland und des IJsselmeers weit nach Osten vorgedrungen und hatte die damaligen Rheintäler überschwemmt. Der Rhein, der seinen Verlauf von Wesel zum Tal der Gelderschen IJssel und durch dieses nach Norden beibehalten hatte, mündete im Bereich des IJsselmeer-Ostufers in die entstandene große Meeresbucht. Die Maas verblieb in ihrem Verlauf im Bereich der heutigen Merwede. Flächige Ablagerungen von Maas und Schelde finden sich in einem Bereich von Südholland über Seeland bis Belgien.
Während der Weichsel-Kaltzeit erreichte der Eisschild die Niederlande nicht. Nach dem Absinken des Meeresspiegels hatte die Küste einen ähnlichen Verlauf wie in den vorausgehenden Kaltzeiten. Die Rheinsedimente zeigen für das Frühglazial zwei große, voneinander getrennte Rheinhauptbette:
1. Das nördliche Hauptbett: dieses zog zunächst nach Norden durch das Tal der Gelderschen IJssel, dann nach Westen durch IJsselmeer und Nordholland, und schließlich nach Südwesten, um sich vermutlich im heutigen Nordseebereich mit dem südlichen Hauptbett zu vereinigen. Das nördliche Hauptbett wurde während des Pleniglazials verlassen.
2. Das südliche Hauptbett: dieses zweigte in der Gegend nördlich von Wesel nach Westen ab, um dann durch den heutigen zentralen Deltabereich zu ziehen. Das südliche Hauptbett verlief in seinem oberen Abschnitt zeitweise weiter südlich: es zweigte bereits bei Moers nach Westen ab und zog durch die heutigen Täler von Niers und Maas nach Westen. Ob diese beiden räumlich getrennten Bereiche des oberen südlichen Hauptbetts nacheinander oder (zumindest teilweise) zeitgleich bestanden, ist unklar. Der Rheinkurs durch das Nierstal bestand vermutlich bis zum Allerod-Interstadial.

Die Maas erreichte im Bereich der heutigen Niersmündung das südliche Rheinhauptbett.
Im Pleniglazial stand der Meeresspiegel etwa 120 Meter niedriger als heute. Im Bereich der heutigen Küstenlinie entstanden durch Einschneidung tiefe spätglaziale Täler, die das Erscheinungsbild der Küste und die Flussverläufe bis heute beeinflussen. Ebenfalls im Pleniglazial begann der Meeresspiegel zu steigen (erreichte die heutige Küste aber erst nach dem Pleistozän). Während der warmen Bolling-Allerod-Interstadiale des Spätglazials veränderte sich der Flusstyp: aus sogenannten verflochtenen Flüssen (Braided Rivers) (ein Flussbett bei mehreren Flussläufen, sedimentierend, sich häufig und unsystematisch verlagernd) wurden sich eintiefende, mäandrierende Ströme (im Jüngeren Dryas wieder kurz Braided Rivers). Braided Rivers sind typisch für alle Kaltzeiten (Dauerfrostboden, wenig befestigende Vegetation) und finden sich auch heute in kalten Gegenden.
Während der mittleren und späten Weichselkaltzeit kam es (nicht nur) im Bereich des heutigen Deltas zu zwei bedeutenden Terrassenbildungen:
- im Pleniglazial und im Spätglazial wurde die sogenannte „Niederterrasse“ aufgeschottert (ca. 50.000–13.000 BP)
- im Jüngeren Dryas sowie im frühen Holozän wurde die sogenannte „Terrasse X“ gebildet (auch „Jüngere-Dryas-Terrasse“, ca. 13.000–10.000 BP)

Die Nord-Süd-ausgerichtete Überschneidungslinie der beiden Terrassen liegt bei Rotterdam. Beide Terrassen sind mit dicken lehmigen Ablagerungen von zu mäandrieren beginnenden Flüssen aus der Zeit des Allerød und des Frühholozäns bedeckt (Wijchen Member der Kreftenheye-Formationen). Am Ende des Spätglazials (Jüngere Dryas) wurden weite Teile der Niederlande aufgrund eines trockenen und windigen Klimas mit äolischen Sanden (sogenannten Decksanden) bedeckt. Es kam zu umfangreicher Dünenbildung mit bis zu 20 Meter hohen, parabolischen Dünen, die noch heute im Landschaftsbild wahrnehmbar sind und Ort erster Siedlungen waren. Die Ausrichtung der Dünen zeigt vorherrschende Windrichtungen aus Südwest und Nord.

### Aspekte der Entwicklung im Holozän
Gliederung des Holozäns
Das Ende des letzten kälteren Phase der Weichselkaltzeit (Jüngere Dryas) etwa 9650 BC markiert den Übergang vom Pleistozän zum Holozän. Das Holozän besteht lediglich aus der Neo-Warmzeit (auch Flandrische Warmzeit genannt), der gegenwärtigen Warmphase. Diese Warmphase gliedert sich anhand der feststellbaren Vegetationsentwicklung in fünf Klimastufen:
- Präboreal: ca. 9650–9000 BC: Wiederbewaldung, schneller Temperaturanstieg
- Boreal: 9000–6000 BC: weitere Erwärmung
- Atlantikum: 6000–3000 BC: holozänes Klimaoptimum, Sommertemperaturen 2–3 °C höher als heute
- Subboreal: 3000–500 BC: Abkühlung, Ackerbau
- Subatlantikum: seit 500 BC: feuchteres und kühleres Klima

Einige der Klimastufen werden folgendermaßen zusammengefasst:
- Frühholozän: Präboreal und Boreal, ca. 9650–6000 BC
- Mittelholozän: Atlantikum und Subboreal, ca. 6000–500 BC

Elemente des holozänen Deltas

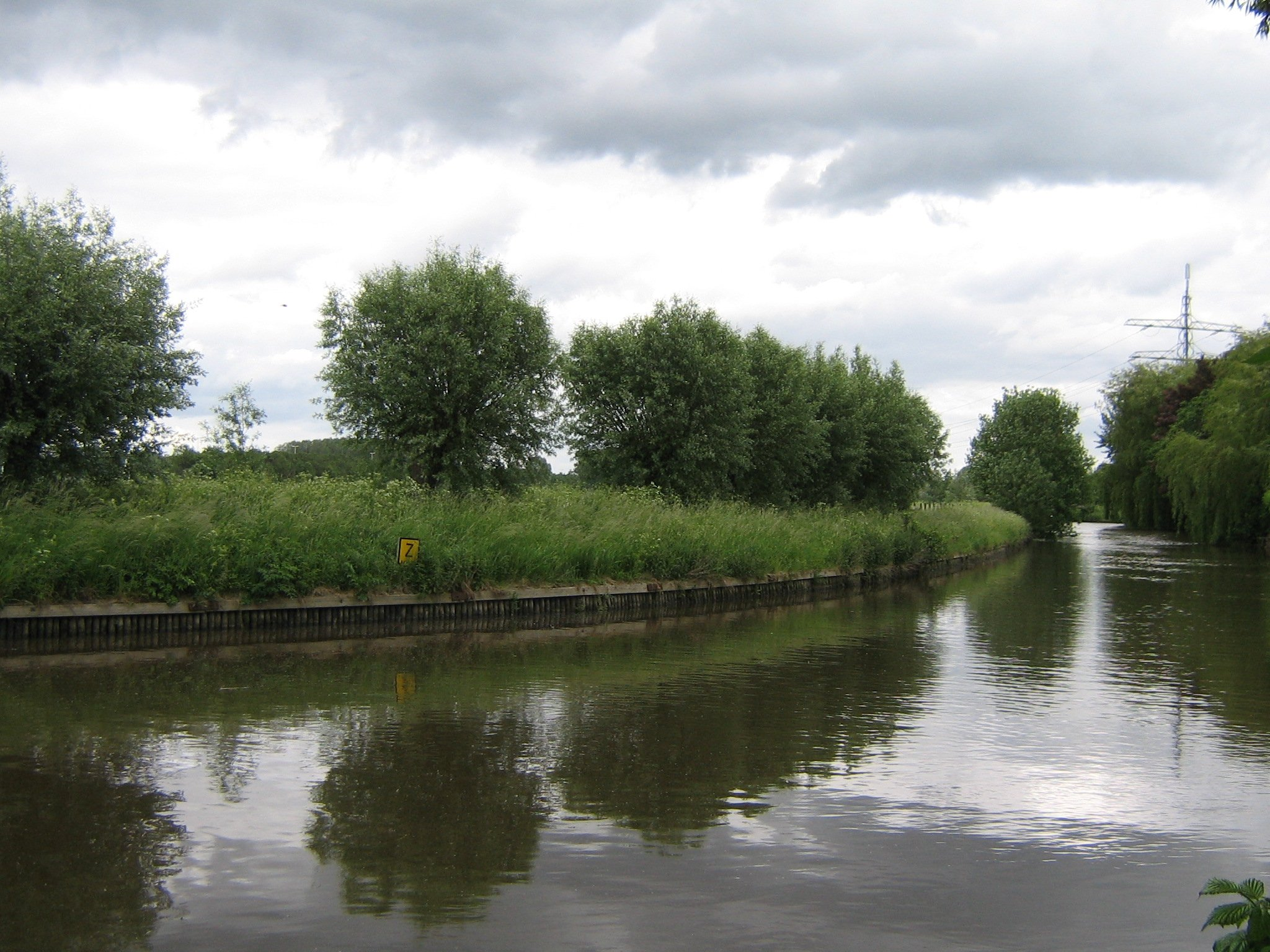
Der Oude Rijn bei Bunnik. Der Oude Rijn war etwa zwischen 3000 und 850 BC Teil des Hauptarms des Rheindeltas

Das Rhein-Maas-Delta kann nach jeweils vorherrschenden Sedimentarten in Gebiete untergliedert werden, die sich im marinen Bereich teilweise stark ineinander verzahnen:
- Gebiet ohne marine Ablagerungen:
  - Gebiet fluvialer Ablagerungen: charakterisiert durch mäandrierende Flüsse, 1–2 km breite Flussbetten und vergleichsweise schmale Überschwemmungsgebiete
- Gebiete nur mit bzw. auch mit marinen Ablagerungen: Strandwälle und Küstendünen sowie ein etwa 25–30 km landeinwärts reichender Landstreifen, im Bereich des Haringvliet weit nach Osten vorspringend, den Biesbosch einschließend
  - Gebiete mit starkem fluvialen Einfluss (auch „perimarines“ Gebiet): Enge, schwach mäandrierende, gerade-anastomosierende Flussgürtel mit großen Deichbruchschwemmkegeln. Die großen Überschwemmungsgebiete enthalten mächtige Torfschichten
  - Gebiete der Ablagerungen von Gezeiten, Ästuaren und Lagunen: mit Torf bedeckte Gezeitenablagerungen subborealen und atlantischen Alters
  - Gebiet der Strandwälle und Küstendünen: finden sich auch im Südwesten und Norden, geschlossen jedoch nur in Holland

Der Torf wurde seit dem Mittelalter großflächig durch den Menschen abgebaut, wodurch später viele Seen entstanden, die ab etwa 1450 größtenteils trockengelegt wurden. An diesen Stellen liegt das Land daher besonders tief (z. B. das Gebiet zwischen Rotterdam und Amsterdam).
Der Küstenverlauf an sich kann folgendermaßen untergliedert werden:
- südwestliche Küste: große Gezeitenbuchten, einschließlich der Schelde-Ästuare
- holländische Küste: keine Gezeitenbuchten, Wellenbewegungen sind der dominante Prozess
- nördliche Küste: Inseln, Gezeitenbuchten, Wattenmeer

Hauptfaktoren
Für die Entwicklung des holozänen Rhein-Maas-Deltas beziehungsweise der holozänen Fluss- und Küstenebenen sind folgende Hauptfaktoren genannt worden:

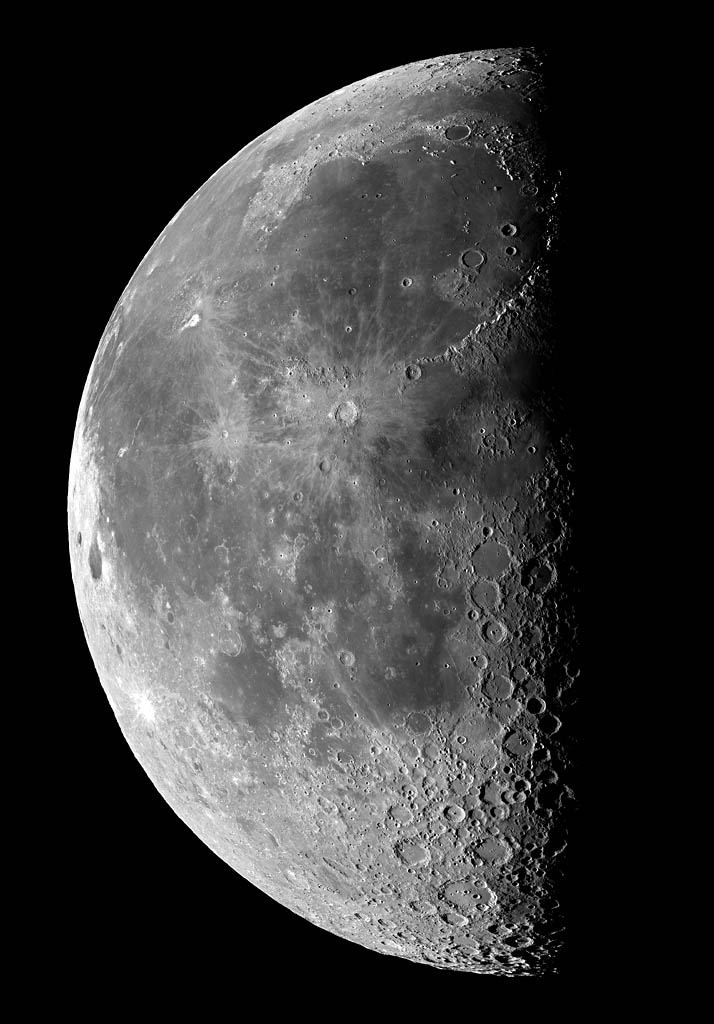
Der Mond bewirkt die Gezeiten, die wiederum ein Faktor der Delta- und Küstenentwicklung sind

- Morphologie der pleistozänen Landoberfläche: breites Tal der Spätweichselzeit, im Norden durch Endmoränen begrenzt. Die Lage und Größe des pleistozänen Tals hatte einen großen Einfluss auf die holozäne Deltabildung, da das Meer zuerst in die Mündungen der spätpleistozänen Flusstäler bei Rotterdam und Alkmaar vordrang und der Verlauf der holozänen Flüsse meist durch die höheren pleistozänen Ebenen begrenzt wurden.
- Meeresspiegel: eustatischer Meeresspiegelanstieg: sorgte für die Erhöhung der Flüsse, was wiederum Avulsionen erst möglich machte, da sich die Flüsse von einschneidenden in sedimentierende Flüsse verwandelten. Sowohl das Delta als auch das Gebiet möglicher Avulsionen wanderten durch den Meeresspiegelanstieg nach Osten. Diese Ostwanderung wurde um 4000 BC durch die Peel-Randstörung gestoppt bzw. verlangsamt.
- Neotektonische Bewegungen: isostatische Absenkung der Landfläche, tektonische Absenkung des Nordseebeckens und des Rurgrabens. In Nordwest-Südost-Richtung zieht der Zentralgraben, ein tektonischer Graben-Komplex vom Nordseebecken über Holland und das zentrale Deltagebiet in die Kölner Bucht: seine wichtigsten tektonischen Strukturen sind: Rurgraben Roer Valley Graben, Peel-Horst und Venloer Graben. Die Grenzlinie zwischen den ersten beiden, die Peel-Randstörung (Peel Boundary fault), stellt die aktivste Verwerfung dar.

1992 ereignete sich an ihr das Erdbeben von Roermond mit der Magnitude 5,9 auf der Richter-Skala. In den letzten 14.000 Jahren sank der Rurgraben etwa zwei Meter ab. Der Absenkungsprozess erhöht die (Abfluss-)Gradienten der die Bruchlinie überquerenden Flüsse und verschafft ihnen einen entsprechenden Gradientvorteil. Gleichzeitig hebt sich der Peel-Horst. Seine Anhebung könnte zwischen Rhenen und Amerongen zur Ablenkung des Nederrijn nach Norden geführt haben. Der Nederrijn verlagerte sich dort Richtung Saalischer Endmoräne und schneidet diese bei Rhenen sogar an. Der Rurgraben hingegen könnte das Verlassen des spätpleistozänen Tals durch den Rhein bei Gouda begünstigt haben. Ferner ist zu beobachten, dass im Bereich des Peel-Horstes gehäuft Avulsionen auftraten.
- Veränderung von Abflussmengen und Sedimentfrachten: Es lassen sich zwei Haupttendenzen ausmachen:

1. Am Beginn des Holozäns kam es zur Abnahme der Abflussmengen durch den Rückgang des Permafrostes und die Vegetationszunahme, was zur Reduzierung der Flussbetten führte.
2. Seit etwa 800 BC nahm die Abflussmenge wieder zu, seit etwa der Zeitenwende auch die Sedimentfracht, auch aufgrund menschlichen Einflusses (Rodungen im Einzugsgebiet von Rhein und Maas, stärkere Hangerosion). Die Abflussspitzen stiegen deutlich an. Diese zweite Haupttendenz führte zu größeren Mäandern, mehr Flussbetten und mehr Avulsionen (Maximum um die Zeitenwende). Das Ergebnis war ein komplett neues Deltanetz um 300 AD.

- Ablagerungen von Flussüberschwemmungen: Flussüberschwemmungen nahmen nach 500 BC stark zu. Verlassene Flussbetten wurden wieder belegt.
- Torfbildung in der Küstenebene hinter den Strandwällen, verursacht durch raschen Grundwasseranstieg im Gefolge des Meeresspiegelanstiegs. Um die Zeitenwende endete die Torfbildung.
- Küstenentwicklungen: Das Vorhandensein von pleistozänen Sanden auf dem flachen Nordseegrund führte zur Entstehung von Strandwällen und Küstendünen, die eine wichtige Rolle beim Erhalt der holozänen Ablagerungen der hinter den Strandwällen sich befindenden Lagunen bildeten.
- Springtidenhub (etwa zwei Meter): größerer Einfluss im Maasästuar als im Rheinästuar, da Abfluss und Sedimentfracht der Maas den Gezeiten weniger entgegenzusetzen hatten.
- Einfluss des Menschen: Seit etwa 1100 AD Eindeichung der Flüsse und Abdämmung kleinerer Deltaarme, Reduzierung der Sedimentflächen auf die Überschwemmungsebenen von drei verbleibenden Deltaästen (Waal, Nederrijn, IJssel)

Aggradation
Aggradation durch Flüsse findet statt, wenn Sedimentation Erosion überwiegt. Aggradation führt zur Bildung von natürlichen Deichen (Dammuferfluss) und zur Erhöhung des Flussbetts über die umgebende Hochwasserfläche hinaus durch Sedimentationen am Ufer und am Grund des Flussbetts. Mit dem Beginn der Aggradation im frühen Atlantikum (6000 BC) begann die Bildung des holozänen Deltas, als der Meeresspiegel die gegenwärtige Küste erreichte und es somit zu einer Verringerung der Abflussgradienten der Flüsse kam. Das Meer drang zuerst in die pleistozänen Täler ein (im Norden westlich des IJsselmeeres, im Süden im Bereich südliches Südholland/nördliches Seeland). Mit dem weiteren Steigen des Meeresspiegels verringerten sich die Abflussgradienten der Flüsse auch weiter landeinwärts, so dass auch der Bereich der Aggradation, also die Ostgrenze des holozänen Deltas, stetig landeinwärts wanderte. Die oberflächliche Schnittstelle zwischen pleniglazialer Terrasse und holozänen Ablagerungen lag zum Zeitpunkt des Beginns der Aggradation um 6000 BC auf der Höhe von Rotterdam und wanderte rasch ostwärts. Diese Verlagerung verlangsamte etwas an der tektonischen Höhen- und Hebungszone des Peel Horst. Später verlangsamte sich die Verlagerung der Schnittstelle vermutlich aufgrund des stets abnehmenden Meeresspiegelanstiegs. Um 500 BC verlief die Ostgrenze der holozänen Ablagerungen etwa bei Millingen, heute liegt sie bei Emmerich.
Avulsion
Schlüsselprozess der paläogeographischen Evolution des Rhein-Maas-Deltas ist die Avulsion, das ist die kurz- oder langfristige, vollständige oder partielle Aufgabe eines existierenden Flussbetts bzw. Flussgürtels zugunsten eines neuen. Für den Zeitraum der letzten 5000 Jahre konnten 91 Avulsionen lokalisiert und datiert werden. 30 davon werden als bedeutend angesehen. Es wird unterschieden in vollständige und Teil-Avulsionen. Vollständig ist eine Avulsion, wenn das alte Flussbett – wann auch immer – aufgegeben wird. Eine andauernde Teil-Avulsion ist eine Bifurkation (Flussgürtelteilung). Alter und neuer Flussgürtel existierten in 50 % der Fälle mehr als 200 Jahre lang nebeneinander (graduelle Avulsion). Nodale Avulsionen sind mehr als zwei Avulsionen am (fast) gleichen Ort.
Wichtigste Parameter sind: Häufigkeit von Avulsionen, Dauer einer Avulsion und die Existenzdauer eines Flussgürtels (Interavulsionsperiode). Im Durchschnitt trat eine Avulsion alle 500 Jahre ein. Die durchschnittliche Dauer eines Avulsionsvorgangs betrug etwa 325 Jahre (unter 200 bis über 1000 Jahre). Die durchschnittliche Lebensdauer aller 206 identifizierten Flussbette beträgt etwa 1000 Jahre. Das Flussbett mit der mit Abstand längsten Existenzzeit ist das des Oude Rijn mit etwa 4500 Jahren, dasjenige mit der kürzesten Spanne das des Spijk mit etwa 310 Jahren.
Voraussetzung für eine natürliche Avulsion ist oft Aggradation. Konkreter Ausgangspunkt einer natürlichen Avulsion war vermutlich stets der Bruch eines durch den Fluss selbst geschaffenen Deiches. Besonders im Zeitraum von vor 4000 bis vor 2000 Jahren scheinen viele Avulsionen mit tektonischen Bewegungen von Peel Horst und Roer Valley Graben zusammenzuhängen. Die vergleichsweise schnelle Absenkung des Gebietes südwestlich der Peel Boundary Fault schuf neuen Auffüllraum und bewahrte den Flüssen einen wirksamen Abflussgradienten. All das erhöhte das Auftreten von Avulsionen an der Peel Boundary Fault.
Wichtigste Faktoren für Avulsionen sind das Tempo des Meeresspiegelanstiegs, die Größe der Abflussmengen und die Versandung von Flussbetten, aber auch der menschliche Einfluss:
- Aufgrund menschlichen Einflusses gab es natürliche Avulsionen nur bis um das Jahr 1000.
- Auch die durch den Menschen per Kanalbau oder Gewässerausbau erzeugten Flusslaufverlagerungen werden als Avulsionen bezeichnet. Die wichtigsten künstlichen Avulsionen sind der Pannerdens-Kanal (1707), die Neue Merwede (1851–1860) und die Bergsche Maas (1904).

Ohne menschlichen Einfluss hätte es in den letzten Jahrhunderten vermutlich einige natürliche Avulsionen gegeben. Die derzeitigen Flussbette bestehen schon länger, als sie ohne den Menschen bestanden hätten. Künstliche Deiche, Buhnen und Ausbaggerung erhalten und fixieren Flussgürtel und verhindern Avulsionen. In der Zukunft werden verstärkte Anstrengungen nötig sein, um diese Situation aufrechtzuerhalten.
Wichtigste Avulsionen:
| Ungefährer Zeitpunkt (Jahr) | Neues Flussbett         | Altes Flussbett                                | Nächstgelegener Ort      | Bemerkungen |
| --------------------------- | ----------------------- | ---------------------------------------------- | ------------------------ | --- |
| 1904 AD                     | Bergsche Maas           | Afgedamte Maas                                 | Maasdriel                | |
| 1421 AD                     | Neue Merwede            | Waal (Merwede)                                 | Hardinxveld              | Teilavulsion, durch die Elisabethflut entstanden, danach schmale Gezeitenbuchten und Priele, Ausbaggerung 1851–1860 |
| 1250 AD und 1060 AD         | Afgedamte Maas          | Alm-Werken und Oude Maasje                     | Rijswijk und Hedikhuizen | |
| 325 AD                      | Waal (ab Tiel)          | Linge                                          | Tiel                     | |
| 300 AD                      | Oude Rijn (ab De Meern) | Heldam                                         | De Meern                 | |
| 250 AD                      | Geldersche IJssel       | Nederrijn                                      | Arnhem                   | Teilavulsion |
| 145 AD                      | Hollandse IJssel        | Hollandse-IJssel-Linschoten                    | Montfoort                | |
| Um die Zeitenwende          | Lek                     | Kromme-Rijn-Oude-Rijn und Ravenswaay-Hagestein | Wijk b.D. und Hagestein  | |
| 50 BC                       | Waal (ab Lobith)        | Ressen                                         | Lobith                   | |
| 50 BC                       | Maas (ab Nederasselt)   | Huisseling-Demen                               | Nederasselt              | |
| 210 BC                      | Linge                   | Echteld                                        | Ochten                   | |
| 300 BC und 100 BC           | Vecht                   | Oud-Aa und Angstel                             | Breukelen und Loenen     | 300 BC Teilavulsion                                                                                                 |
| 550 BC                      | Nederrijn               | Ressen                                         | Lobith                   | |
| 1050 BC                     | Kromme Rijn             | Houten                                         | Wijk b.D.                | |

Flussmuster und Flusstypen
Der Anstieg der Durchschnittstemperatur in Präboreal und Boreal führte zur Zunahme der Vegetation sowie zur Abnahme von Abflusshöchstmengen und Sedimentfracht. In Letzterer stieg der Anteil der Feinteile. Vorherrschender Flusstyp im Bereich der pleniglazialen Terrassen ist seitdem der sich einschneidende und mäandrierende Fluss.
Die Deltaentwicklung war verbunden mit Veränderungen der Flusstypen und -muster. Man kann ein landeinwärts gerichtetes, räumliches Voranschreiten von Flussmustern beobachten. Dieser Prozess lässt sich in einem Raum-Zeit-Modell mit vier Zonen darstellen.
In diesem Modell ist Zone 1 die östlichste und Zone 4 die westlichste, die Zonen erstrecken sich also in Ost-West-Richtung. Diese Zonen wanderten mit dem Meeresanstieg ostwärts, weswegen man unter Zone 4 die Zonen 3, 2 und 1 findet (usw.). Je weiter man nach Westen kommt, desto schwächer ist der Abflussgradient der Flüsse – auch diese Tatsache führt dazu, dass die Flüsse nach Westen hin immer mehr zum geraden Flusstyp neigen. Die Zonen 2 bis 4 entsprechen dem zentralen Deltagebiet.
| Ost  | Zone 1 | Pleistozäne Terrassen                | zwischen Emmerich und Bonn, mäandrierende, sich einschneidende und erodierende Flüsse mit natürlichen Deichen |                                         | leicht erodierbare Sandablagerungen, noch relativ hoher Gradient                          |
|      | Zone 2 | Holozäne Terrassen (holozänes Delta) | junge und flache Gebiete, Flüsse stark mäandrierend, seitliche Sedimentation (Akkretion)                      | anastomosierender Flusstyp, Aggradation | leicht erodierbare Sandablagerungen, noch relativ hoher Gradient                          |
|      | Zone 3 | Holozäne Terrassen (holozänes Delta) | schwach mäandrierend, natürliche Deiche                                                                       | anastomosierender Flusstyp, Aggradation | überwiegend dicke, widerstandsfähige Lehm- und Torfschichten, daher enge und tiefe Flüsse |
| West | Zone 4 | Holozäne Terrassen (holozänes Delta) | gezeitenbeeinflusst, gerader Flusstyp, Inseln                                                                 | anastomosierender Flusstyp, Aggradation | überwiegend dicke, widerstandsfähige Lehm- und Torfschichten, daher enge und tiefe Flüsse |

Dieses Schema existiert mindestens seit 6000 BC und gilt nur für die zentralen Bereiche des Deltas, da in den östlichen, südlichen und nördlichen Randgebieten leicht erodierbare sandige Ablagerungen überwiegen. In diesen Randbereichen dominieren stark mäandrierende Flüsse mit seitlicher Aggradation bzw. erhöhter Deicherosion.
Flusssysteme
Die untersuchten Flussbettfragmente und die daraus abgeleiteten Flussläufe wurden von Berendsen/Stouthamer zu sieben Flusssystemen gruppiert (siehe Abschnitt Forschungsmethoden). Kriterien für die Gruppierung dieser Flusssysteme waren dabei Alter, Ursprungsgebiet, Abflussmenge und Fließrichtung. Folgende Flusssysteme wurden definiert:
1. Benschop-Flusssystem
2. Utrecht-Flusssystem
3. Krimpen-Flusssystem
4. Maas-Flusssystem
5. Est-Flusssystem
6. Graaf-Flusssystem
7. Linschoten-Flusssystem

### Entwicklung im Holozän

#### Bis etwa 250 vor Chr.
Aufgrund des Abschmelzens der Eisschilde der Weichselkaltzeit stieg der Meeresspiegel im frühen Holozän sehr schnell an, um etwa 1 Meter in 100 Jahren. Die Küstenlinien und damit die Mündungsbereiche der Flüsse wurden dabei immer weiter zurückverlegt. Die dem heutigen Delta gegenüberliegenden britischen Inseln wurden vom Festland abgetrennt. Die spätere Verlangsamung dieses Anstieges ist auch isostatischer Absenkung geschuldet. Mit dem Meeresspiegelanstieg kam es auch zur stetigen Erhöhung des Grundwasserstandes.
Die Klimaerwärmung zu Beginn des Holozäns sorgte auch für einen Wechsel der Flussmuster: aus den Braided Rivers der Jüngeren Dryaszeit wurden im Präboreal sich tief einschneidende, schwach mäandrierende oder gerade fließende Flüsse. Die Abflussmengen nahmen stark ab, Flussverlagerungen blieben nun aus. Im ganzen Deltagebiet gab es zahlreiche Flussläufe. Dieses älteste holozäne Flusssystem bestand etwa zwischen 7800 und 5800 BC. Aufgrund des Meeresspiegel- und des daraus resultierenden Grundwasseranstiegs wurden diese Flussläufe später mit Torf verfüllt.
In den ersten Jahrhunderten des Holozäns gab es aufgrund der eingeschnittenen Flüsse keine Deltabildung. Die Deltabildung begann erst zwischen 7000 und 6000 BC mit der Aggradation im heutigen küstennahen Bereich, die Sedimentation überwog nun die Erosion. Auch die Aggradation und Bildung des gegenwärtigen Deltas wurde erst durch den Meeresspiegelanstieg möglich, der den Abflussgradienten der Flüsse erniedrigte. Das sich entwickelnde frühholozäne Delta lag im Bereich des Deltas der Jüngeren Dryaszeit. Der Westen des frühholozänen Deltas, in der Nähe der heutigen Küstenlinie, wurde durch spätere Gezeitensysteme erodiert.

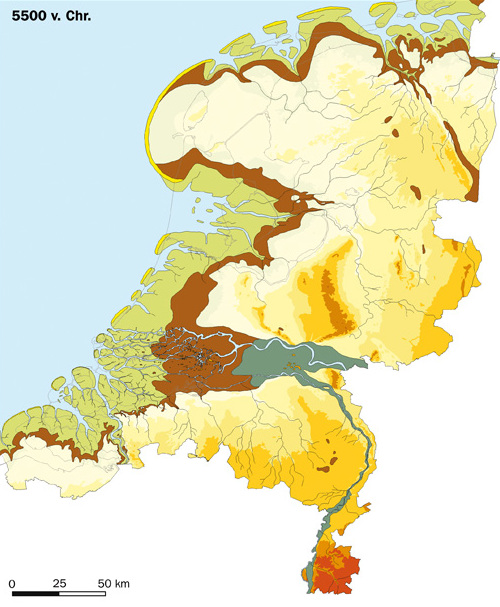
Die Niederlande um 5500 BC: Hellgrün Gezeitengebiete (Wattenmeer u. Ä.), dunkelbraun Marsch-, Ton- und Lehmgebiete. Küstenlinie zwischen Seeland und Nordholland östlicher, bei Texel westlicher als heute. Im Marschgebiet zahlreiche Flussteilungen, Rhein und Maas im Wesentlichen getrennt

Der relativ starke Meeresspiegelanstieg bewirkte, dass sich der Aggradationsbereich, also das Gebiet der Deltabildung, 6000–2000 BC ostwärts ausdehnte. Damit bewegte sich auch die Grenze zwischen den holozänen Ablagerungen und den älteren pleistozänen Terrassen ostwärts. Um 4000 BC wurde die Ostausdehnung des holozänen Deltas am Peel Horst, einer tektonischen Hebungszone, verlangsamt, und setzte sich anschließend, trotz geringerem Meeresspiegelanstieg, wieder fort. Im Bereich des holozänen Deltas kam es zu Avulsionen. Im Gebiet der pleistozänen Ablagerungen fanden weder Aggradation noch Avulsionen statt, dort wurden die frühholozänen Bette bis zum Einsetzen flächenhafter holozäner Ablagerungen in den pleistozänen Sedimenten fixiert. Durch den fortdauernden Meeresspiegelanstieg, die Abnahme der Abflussmengen und die Zunahme der Vegetation wurden die Flüsse zwischen 5500 und 2000 BC enger und langsam fließender. Um 5000 BC bildeten sich vermutlich westlich der heutigen Küste Strandwälle, die später durch das ansteigende Meer wieder erodiert wurden.
Zwischen 5650 und 3400 BC bestand das Benschop-Flusssystem. Es erstreckte sich zwischen Gorkum/Vianen und Rotterdam/Gouda. Der Hauptarm dieses Systems mündete nördlich von Rotterdam in ein Gezeitenbecken, das sich von Den Haag bis Schouwen erstreckte. Dieses Becken ähnelte vermutlich dem heutigen Wattenmeer und befand sich im Bereich des spätglazialen Flusstales, wo das Meer gut vordringen konnte. Um 4550 BC verlagerte sich dieser Hauptarm aus dem spätglazialen Tal in ein Gebiet spätglazialer äolischer Sande. Das Benschop-Flusssystem war ein Komplex anastomosierender Flüsse in geraden Betten und mit zahlreichen großen Deichbruchschwemmkegeln. Vom Hauptstrom zweigten nach Südwesten zahlreiche kleine Flusszweige ab, die in den Maasästuar mündeten und vermutlich nach Deichbrüchen entstanden waren. Da sie meist um 4000 BC verlassen wurden, können sie auch als „misslungene Avulsionen“ angesehen werden. Der Maaslauf dieser Zeit lässt sich kaum rekonstruieren.
Die Ablagerungen durch Gezeiten und in Ästuaren, die im Bereich hinter den Strandwällen auftreten, wurden in zwei Transgressionsphasen während des Atlantikums (6000–3000 BC, Calais-Transgression) und des Subatlantikums (seit 500 BC, Dünkirchen-Transgression) gebildet. In der Zwischenzeit, im Subboreal (3000–500 BC), bildeten sich dort, wo sich die Strandwallküste geschlossen hatte (Holland), hinter den Strandwällen umfangreiche Torfschichten.

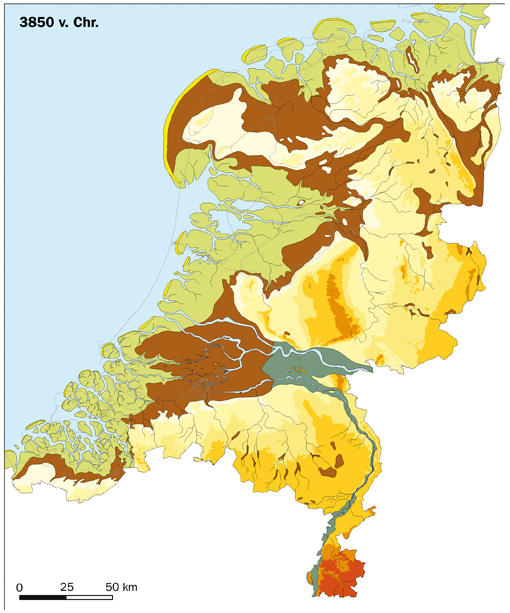
Die Niederlande um 3850 BC: Landverlust, Ausbreitung der Gezeiten- und der Marschgebiete, Verlagerung der Rheinhauptarme nach Norden

Um 3300 BC existierten im Bereich der pleistozänen Talwege in Seeland-Südholland und Nordholland-IJsselmeer große Meeresbuchten. Zu diesem Zeitpunkt, während der ersten Transgressionsphase, bildeten sich vor allem zwischen diesen beiden Buchten die ältesten erhaltenen Strandwälle, im Norden die Vorläufer der heutigen Westfriesischen Inseln. Sie formten sich teilweise östlich, teilweise westlich der heutigen Küste. Östlich dieser Wälle entwickelte sich ein wattenmeerähnlicher Zustand mit Gezeitensanden, Schlammebenen und Prielen. Die verlangsamte Transgression erodierte nun diese Wälle nicht mehr, sondern sorgte für die Bildung neuer Strandwälle und Küstendünen westlich (!) der älteren Wälle. Damit endete die Phase der Retrogradation (landwärts gerichtete Verschiebung der Küstenlinie bzw. der Deltafront) und begann eine bis um die Zeitenwende andauernde Progradationsphase (meerwärts gerichtete Verschiebung der Küstenlinie, besonders zwischen Den Haag und Alkmaar). Zwischen 3000 und 2500 BC veränderte sich der Charakter der Küste von einer offenen Küste zu einer Küste mit einer wallartigen Inselkette.
Bereits etwa 3550 BC hatte sich bei Wijk b.D. eine bedeutende, eventuell auf einen Deichbruchschwemmkegel zurückgehende Avulsion ereignet, die dazu führte, dass etwa 3400 BC der Benschop-Kurs verlassen wurde und das Utrecht-Flusssystem entstand. Dieses System bestand vor allem aus den Flussläufen des Werkhoven und des Oude Rijn, beide waren anfangs lediglich Bäche oder kleine Flüsse. Das Utrecht-Flusssystem entwässerte trotz vieler Avulsionen vorerst in den Leiden-Ästuar. Um 3300 BC befanden sich flächenhafte Flussablagerungen (Deltagebiete) in etwa zwischen Nederrijn-Lek und Maas, teilweise von äolischen Dünen der Jüngeren Dryaszeit durchsetzt.

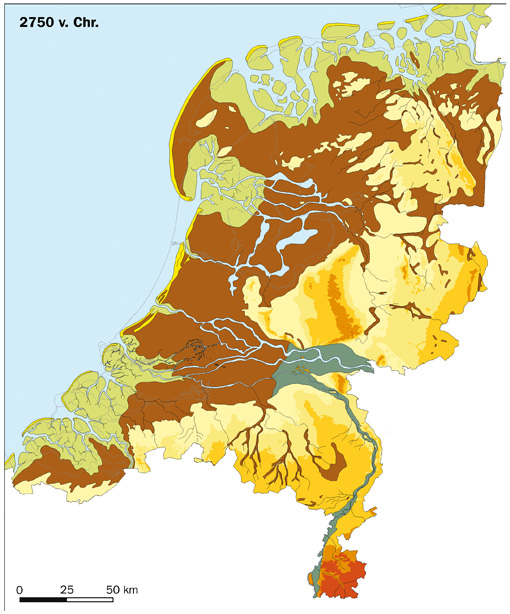
Die Niederlande um 2750 BC: Landgewinnung, einige Gezeitengebiete sind zu Marschland geworden, Vergrößerung der Strandwallgebiete, Verlagerung der Rheinteilungen nach Osten, viele Seen und Priele im Bereich der ehem. Bucht im Norden mit Vorprägung Oer-IJ/IJ, Annäherung von Maas und einem Rheinarm

Bemerkenswerterweise verlief der Oude Rijn nicht im Bereich des spätglazialen Tales, sondern nördlich davon. Ab 3200 BC bildeten sich auch im Bereich der Oude-Rijn-Mündung Strandwallkomplexe. Der Oude Rijn mündete zwischen Woerden und Alphen in ein hinter den Strandwällen liegendes Gezeitenbecken. Um 3000 BC wurde der Oude Rijn der größte Rheinarm. Vom Oude Rijn zweigten um 2500 BC mehrere kleinere Flüsse nach Südwesten ab. Sie waren von gerade-anastomosierendem Typ und mündeten in den Maasästuar bei Rotterdam, der jedoch um diese Zeit vermutlich noch sehr klein war.
Um 2000 BC begann sich die Strandwallküste zu schließen, um 1700 BC war sie geschlossen. Jedoch verblieben drei Gezeitenbuchten: Die Bucht von Alkmaar (Vecht, Angstel), die Bucht von Leiden (Oude Rijn u. a.) und die Bucht der Maas westlich von Rotterdam. Der Maasästuar war während des gesamten Holozäns der Auslass der Maas, dann zunehmend auch für diverse Rheinarme. Insgesamt gesehen ist für den Küstenbereich die paläographische Rekonstruktion teilweise nicht möglich, da viele der Ablagerungen erodiert wurden. Die breiten Strandwallküsten boten einen relativen Schutz gegen das Vordringen und Eindringen des Meeres. In der Küstenebene hinter den Strandwällen existierten große Moore und Lagunen. Flussüberschwemmungen und -ablagerungen führten nun, zwischen 2000 und der Zeitenwende, zur Bildung von Lehm- und Torfschichten, die durchsetzt waren mit zahlreichen kleinen sandigen, sich oft verzweigenden Flussbetten. Die Torfbildung war vor allem bis 1000 BC sehr umfangreich und nahm danach ab.
Etwa zwischen 2000 BC und der Zeitenwende existierte das Linschoten-Flusssystem, das einen Teil des Oude-Rijn-Abflusses abführte. Um 1550 BC ereignete sich, ebenfalls bei Wijk b.D., eine weitere Hauptavulsion, die zur Vergrößerung des Linschoten-Laufs und zur Verkleinerung der Oude-Rijn-Strecke zwischen Utrecht und Woerden führte. Etwa 1000 BC entstand nach einer weiteren Avulsion, wiederum bei Wijk b.D., auf Kosten des Houten-Laufs der Kromme Rijn. Das Ansteigen der Abflussmenge des Oude Rijn ebenfalls um 1000 BC hängt möglicherweise mit der Entstehung des Kromme-Rijn-Laufes zusammen. Der Houten-Lauf bestand noch für etwa 500 Jahre fort und versandete dann langsam. Kurz nach 1000 BC war die Kromme-Rijn-Oude-Rijn-Strecke Hauptarm des Rheindeltas.

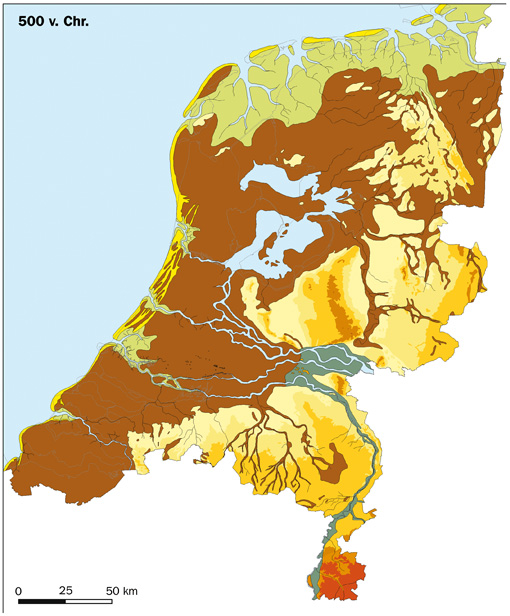
Die Niederlande um 500 BC: Landgewinnung, Ausbreitung der Marschgebiete (Seeland, Rhein-Maas-Tal, IJsseltal), nahezu geschlossene Strandwallküste, Ästuare (Schelde, Maas, Oude Rijn, Oer-IJ), Bildung Binnensee im Norden, neuer Rheinarm zu diesem See (Vecht), Verlagerungen der Rheinteilungen nach Osten

Um 1700 BC hatte sich der Küstenverlauf an den heutigen angenähert, die Strandwallküste war nahezu überall geschlossen. Jedoch existierten an den Mündungen der größeren Flüsse weiterhin kleinere Ästuare: die Oosterschelde, der Maasästuar bei Rotterdam und der Ästuar des Oude Rijn bei Leiden (Leiden-Ästuar). Die Osthälfte der großen nördlichen Meeresbucht war zu einem Binnengewässer geworden (spätere Zuiderzee), war allerdings im Bereich der IJ mit dem Meer ästuarartig verbunden. Die umfangreichen Torfbildungen bedeckten auch das westliche Flusssedimentgebiet. Die heutigen westfriesischen Inseln waren noch mit dem Land verbunden. Um 1200 BC hatte der Oude Rijn an seiner Mündung ein Delta in die Nordsee aufgebaut, was auf eine hohe Wasser- und Sandabfuhr hindeutet.
Ab 850 BC entstanden im zentralen Deltabereich zahlreiche Flussläufe, die dem bedeutender werdenden Maasästuar zustrebten, der Leidenästuar (=der Ästuar des Oude Rijn) verlor demgegenüber an Bedeutung. Krummer Rhein und Oude Rijn verloren stetig an Abflussmenge, beide verlandeten immer mehr. Um 700 BC führte eine Avulsion bei Utrecht zur Entstehung der Vecht, die einen Teil der Wassermengen des Oude Rijn nun in ein Gezeitenbecken bei Velsen abführte, das eine Ausstülpung der IJsselsee darstellte. Die Vecht war der nördlichste Rheinarm und entwickelte ein eigenes Delta.

#### Von 250 vor Chr. bis ins 11. Jh.
Zwischen 250 BC und 350 AD ereigneten sich wichtige Veränderungen im Flussnetzwerk: durch Avulsionen entstanden Nederrijn, Lek, Linge, Oude Maasje, Waal und (Geldersche) IJssel (in einem vorholozänen Rheinhauptbett zwischen Nederrijn und Zuiderzee), sowie der Unterlauf der Holländischen IJssel (unterhalb Montfoorts). Nach der Bildung von Nederrijn und Waal wurden viele andere Flussläufe verlassen, der Waal wurde nach und nach zum Hauptarm des Rheins.

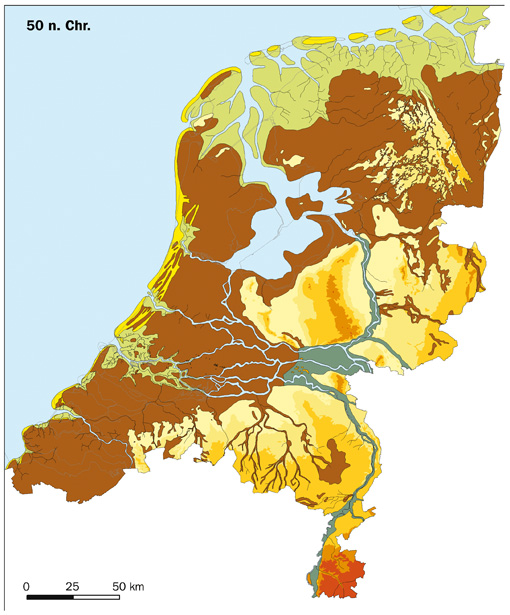
Die Niederlande um 50 AD: Verlust von Land, Ästuarbildung. Abzweigung der IJssel, Öffnung des Flevosees zum Meer und Schließung des Ur-IJ. Die zunehmend kräftigen westlichen Rheinarme machen den Maasästuar zur Hauptmündung des Rheins; früher Zusammenfluss von Maas und heutiger Waal.

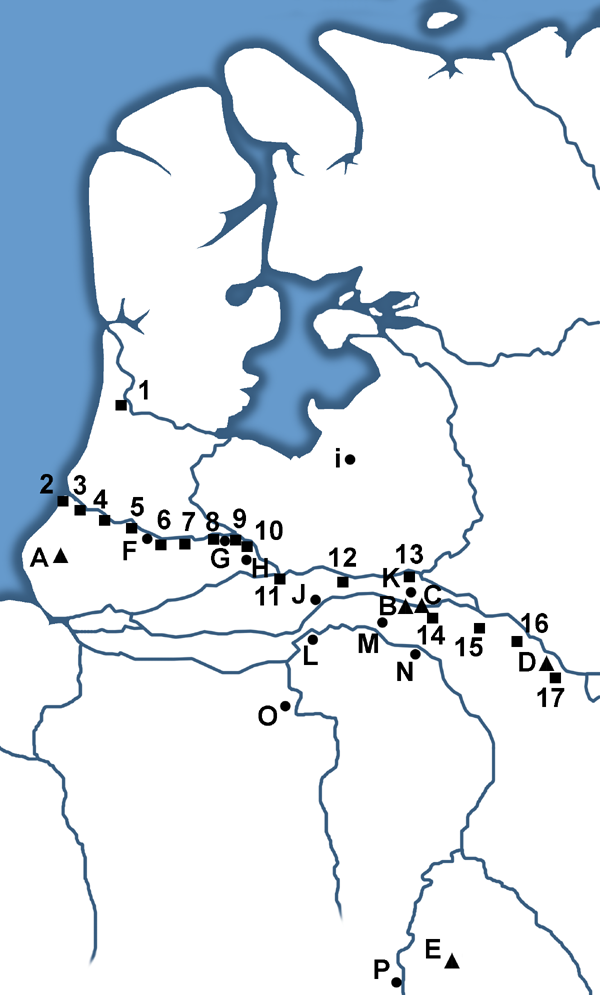
Siedlungen am Hauptarm des Rheins zur Römerzeit

Ab etwa 50 BC verlagerten sich die Hauptstränge des Utrecht-Systems und des Oude Rijn nach Südwesten. Gründe hierfür waren die dortige Anlandung durch zunehmende Hochwässer und Sedimentfrachten, die Vergrößerung des Maasästuars durch Küstenerosion bei zunehmendem Gezeiteneinfluss, sowie möglicherweise tektonische Bewegungen an Störungszonen. Der so entstandene Gradientvorteil zum Maas-Ästuar ließ die vom Utrecht-System dorthin entwässernden Flüsse allmählich stärker werden, während Oude Rijn und Leiden-Ästuar an Bedeutung verloren.
In römischer Zeit war der Oude Rijn Grenzfluss des Römischen Reiches. Durch Kanalbau beeinflussten die Römer örtlich den Flussverlauf. Die Vecht versandete um die Zeitenwende, gewann aber mit der Verlandung des Unterlaufs des Oude Rijn wieder an Bedeutung. Die spätere Zuiderzeebucht war noch ein Binnengewässer und wird in den römischen Quellen Lacus Flevo (Flevosee) genannt.
Oft wird in den Quellen ein nicht lokalisierbarer Drususkanal erwähnt. Diese wasserbautechnische Maßnahme hängt vermutlich mit dem Zug des Drusus durch den Flevosee entlang der Nordseeküste um 12 v. Chr. zusammen. Wohl um den Zustrom zum Flevosee zu erhöhen, könnte Drusus einen Teildamm über die Waal gebaut haben, der mehr Wasser in den Nederrijn bzw. die IJssel gedrängt hätte. Nach einer anderen These versorgte diese Maßnahme die versandungsgefährdete Vecht mit mehr Wasser. Der Drususkanal könnte auch ein echter kurzer Kanal zwischen Rhein und IJssel gewesen sein. Früher glaubte man, dass die Bifurkation der IJssel erst durch den Drususkanal hergestellt wurde. Noch heute wird die Strecke von Westervoort bis zur Einmündung der (alten) Issel in die IJssel bei Doesburg Drususgracht genannt. Tatsächlich einen Kanal bauten die Römer zwischen dem Oude Rijn bei Leiden und dem Ostium Helinium bei Schiedam. Die noch heute erhaltenen Reste des Kanals werden Vliet genannt.

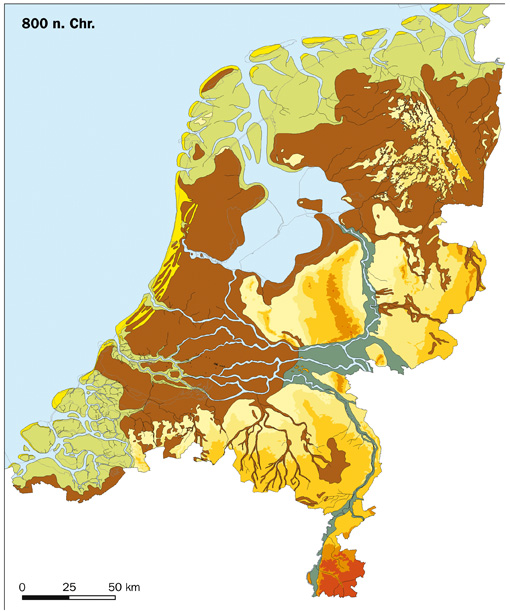
Die Niederlande um 800 AD: massive Landverluste, Vergrößerung der nördlichen Meeresbucht, vorläufiger Verbleib eines Marschriegels zwischen Maasästuar und seeländischem Verlustgebiet

Das Anwachsen des Maasästuars und seine damit steigende Bedeutung für die Deltaentwicklung wurden durch die Sturmfluten zwischen 50 AD und 700 AD gefördert. Auch war im Bereich des Maasästuars – im Gegensatz zum Leiden-Ästuar – der Gezeiteneinfluss stärker als der Sedimenteintrag durch die Zuflüsse.
Zwischen 100 AD und der Frühneuzeit kam es zur flächenhaften Erosion von Küsten und küstennahen Gebieten (Strandwälle und Torfebenen), die erst wieder zwischen 500 und 700 AD zurückging. Große Landverluste gab es im Bereich der Westfriesischen Inseln und im Südwesten (Seeland, Scheldemündung). Der Flevosee (genannt Almere oder Eemmeer) vergrößerte sich. Das spätere IJ (im Bereich des heutigen Nordseekanals) war noch eine südwestliche Ausstülpung der Almere. Nach 500 AD wurden auch die küstennahen Torfformationen durch marine Ingression großräumig erodiert. Im Norden und in Seeland entstanden Gezeitenbuchten, die sich im Norden bis zum Flevosee durcharbeiteten, der damit als Zuiderzee wieder zur Meeresbucht geworden war. Auch die Ästuare von Maas und Schelde wuchsen weiter an. Spätestens um 500–700 AD waren Westerschelde und Haringvliet (auch Westerleek genannt) entstanden. Vor allem an den Scheldeästuaren und nördlich der Zuiderzee vergrößerten sich die Salzmarschgebiete. Die Hauptrinnen des Rheins verlagerten sich weiterhin zum (auch Brielse Maas genannten) Maasästuar. Der Mündungstrichter von Maas und Rhein hieß im Mittelalter Masamunda oder Ostium Mase (niederländisch Maasmond).
Um 950 AD existierten alle heutigen Flussläufe, und viele der älteren Flussläufe waren komplett versandet. Nach dem Bedeutungsrückgang des Oude Rijn war die Vecht wieder größer geworden und führte nun den Hauptabfluss des Oude Rijn (Kromme Rijn) ab. Um 1000 AD entstanden nach Sturmfluten Meeresbuchten, die den Maasästuar mit dem der südlich benachbarten Schelde verbanden.

#### 11. bis 15. Jahrhundert
Der menschliche Einfluss nahm ab 1100 AD enorm zu. Bis etwa 1300 AD wurden die Deltaflüsse eingedeicht. Ferner wurden zahlreiche Flüsse und Priele abgedämmt, was den Todesstoß für die alten Flussläufe bedeutete. Die Zahl der Rheinarme wurde auf drei reduziert (IJssel, Nederrijn, Waal). Die wichtigsten Abdämmungen sind: 1122 AD: Kromme Rijn (damit auch Oude Rijn und Vecht), bei Wijk b.D., Umleitung des Wassers in den bereits in den Jahrhunderten zuvor immer größer gewordenen Lek, um 1230 AD: Werken, 1250 AD: Albblas, um 1250 AD: Oude Maasje, 1285 AD: Holländische IJssel, 1307 AD: Linge, 1331 AD: Gedempte Devel und 1331 AD: Oude Waal.
Die Linge, ursprünglich in ihrer ganzen Länge ein Seitenfluss der Waal, wurde in ihrem unterhalb von Tiel gelegenen Teil in einen besonders abgedämmten, begradigten Entwässerungsgraben transformiert. Oberhalb Tiels verblieb die Linge trotz Abdämmung bis heute ein relativ naturnahes Gewässer mit Mäandern und Überschwemmungsflächen.
Der Nederrijn wurde in der Regel lediglich Rijn (Rhein) genannt. In einer Urkunde Friedrich Barbarossas von 1165 wurde u. a. der Bau eines Hochwasserkanals vom Nederrijn durch das Gelderse Vallei zur Zuiderzee bestimmt. Die Anordnungen der Urkunde wurden jedoch nicht umgesetzt.
Von Utrecht zur Lek wurde im 12. Jahrhundert ein Vaartse Rijn genannter Kanal gebaut.
Die Eindeichungen des Hochmittelalters machten es möglich, die großen Torfgebieten im Westen trockenzulegen und abzubauen. Der Torf diente als Brennstoff, außerdem konnte man aus ihm Salz gewinnen. Aufgrund des hohen Grundwasserspiegels verwandelten sich die Torfabbaugegenden bald in Seen, die sich durch Stürme vergrößerten. Zu den größten Moorseen Hollands entwickelten sich das Haarlemmer Meer und das Leidse Meer, die über verschiedene Gewässer mit dem Almere verbunden waren. Besonders zwischen 1600 und 1900 wurden viele dieser Seen trockengepumpt. Bei der Trockenlegung des Haarlemmermeer (heute Standort des Amsterdamer Flughafens Schiphol) wurden 1852 erstmals Dampfmaschinen benutzt.
Nach der Abdämmung des Oude Rijn verschlossen Küstenbildungsprozesse an der Mündung des Oude Rijn den Leiden-Ästuar, die Mündung des Oude Rijn verschwand. Das Delta des Oude Rijn in der Nordsee wurde erodiert. Das Gezeitendelta wurde abgetragen, seine Sande führten entlang der Küsten zur Bildung der sogenannten Jüngeren Dünen, die bis 40 Meter hohe Riegel formten. Die Waal wurde wichtigster Rheinarm, nahm sowohl Lek als auch Maas auf und entwässerte durch die Gezeitenbucht des Maasästuars (Brielse Maas) in die Nordsee. Zwischen 1200 und 1500 AD erreichte die Zuiderzee ihre größte Ausdehnung. Zwischen dem Oude Rijn und dem Leidse Meer bestanden zahlreiche, auf Priele zurückgehende Verbindungen (Aa, Heemswatering, Does, Zijl, Mare). Diese stellten eine besondere Gefahr dar, da das Leidse Meer über das Haarlemmer Meer mit der Zuiderzee verbunden war und so der Meereseinfluss (Gezeiten, Fluten) wirken konnte. In diesen Gewässern konnte das Wasser in beide Richtungen fließen, je nachdem, ob der Druck des Rheinwassers oder der der Zuiderzee größer war. Die gesamte Gegend an Oude und Kromme Rijn wurde Rijnland genannt.

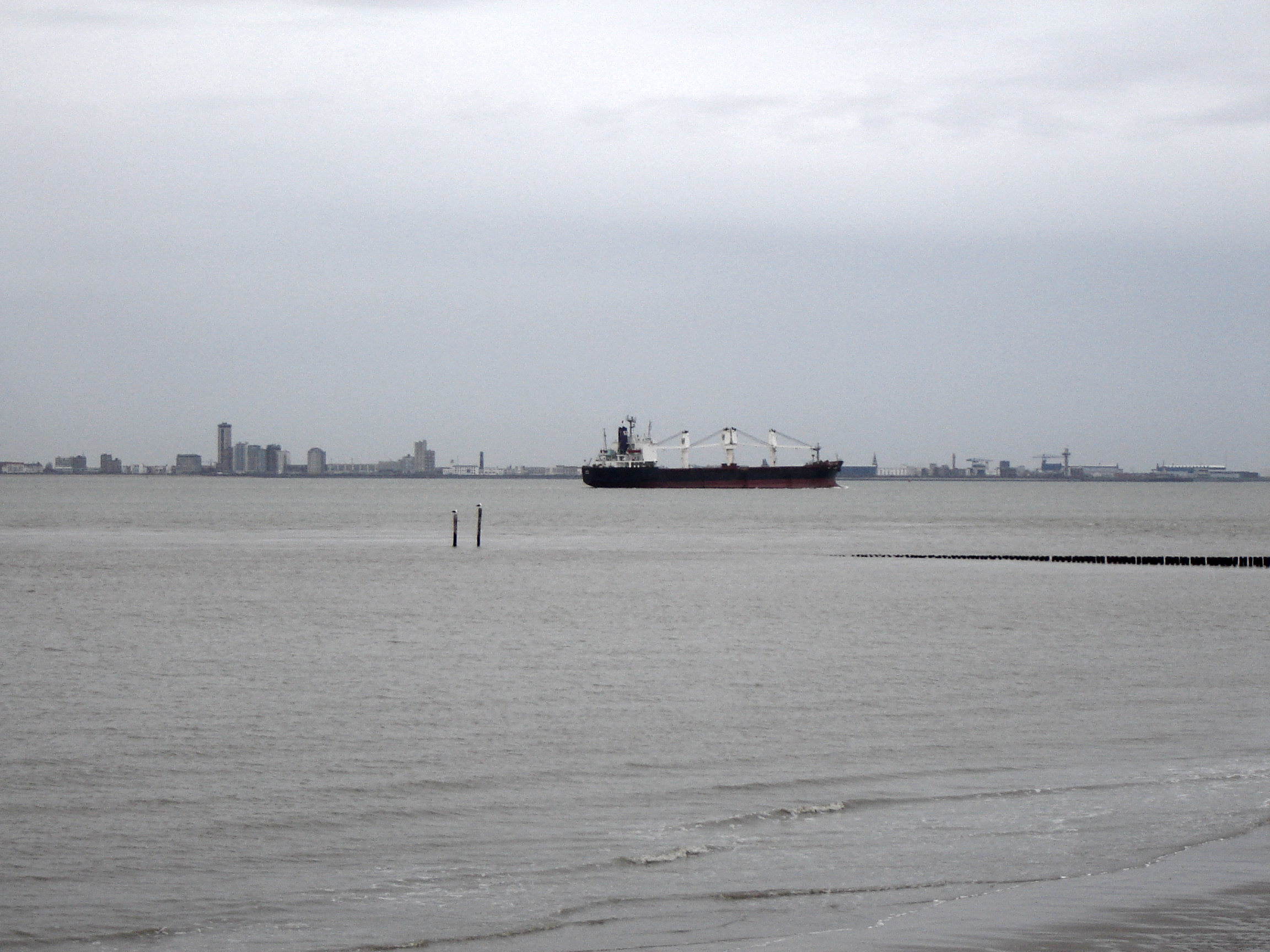
Die Westerschelde entstand im
1. Jahrtausend AD

Die Ästuare vergrößerten sich bei Sturmfluten und Flusshochwasser und verkleinerten sich durch Verschlickung und Trockenlegung. Teile der Inseln sind im Hochmittelalter eingepoldert worden, so im Süden des Maasmündungstrichters Voorne und Putten und im Osten die Zwijndrechtwaard nordwestlich von Dordrecht.
Ab Dordrecht floss der bereits stark unter Meereseinfluss stehende Merwede-Strom nördlich um die Zwijndrechtswaard herum, zuerst bis Oostendam nach Norden (heutige Südhälfte des Noord), dann nach Südwesten um hierbei seinen Namen wieder in Waal zu ändern (im Bereich des heutigen Baches namens Waal zwischen Oostendam und Heerjansdam). Bei Oostendam zweigte eine anfangs unbedeutendere Verbindung nach Norden ab zum nahegelegenen Lek (heutige Nordhälfte der Noord), die nach Absperrung der Waal bei Oostendam bedeutender und ebenfalls Merwede genannt wurde (der Waalabschnitt zwischen Oostendam und Heerjansdamm wurde spätestens 1332 abgedämmt). Der Lek hieß in seinem Unterlauf ebenfalls Merwede (oder „Merwe“). Der Name Merwede galt also für den heutigen Abschnitt Neue Maas (ab Vlaardingen) – Noord – Merwede, und zwar seit dem 11. Jahrhundert.
Ebenfalls bei Dordrecht zweigte nach Südwest die Dort ab (heutiger Beginn der Oude Maas), die nur wenig später bei Dubbeldam in den Maas-Seitenarm Dubbel floss (heutige Oude Maas). Die Dubbel führte westlich des Zwijndrechtswaard das Dortwasser wieder in die Waal (ebenfalls heutige Oude Maas). Diese floss am damaligen Ostrand der Insel Putten (beim heutigen Goidschalkxoord, damaliger Ort Puttensteyn) mit der Maas zusammen, und der so entstandene, Maas genannte Stromabschnitt (im Bereich der heutigen Oude Maas) ergoss sich wenig später gegenüber von Vlaardingen in den Maasästuar. In unmittelbarer nördlicher Nachbarschaft mündete die Lek-Merwede (heutige Neue Maas, siehe oben). Die damaligen Abschnitte der heutigen Oude Maas zwischen Dordrecht und Rotterdam hießen also Dord – Dubbel – Waal – Oude Maas.
Die Maas gabelte sich bei Heusden in zwei Arme, der eine ging nach Norden (heutige Afgedamte Maas), wurde auch Neue Maas genannt und mündete bei Woudrichem in die Waal; der andere, heute verschwundene Arm wurde auch Oude Maas genannt und floss nach Westen, durch den „Großen Südholländischen Waard“, ein für damalige Verhältnisse recht umfangreiches einheitliches Poldergebiet. Etwa in der Mitte des heutigen Biesbosch zweigte von dieser früheren Oude Maas nach rechts die südwestlich von Dordrecht in die Waal (heutige Oude Maas) fließende Dubbel ab (siehe oben). Die Maasteilung bei Heusden bzw. Bokhoven in westlichen und nordwestlichen Arm bestand bereits in der Antike. Der Beginn des westlichen Maasarms an der Ostgrenze des Südholländischen Waards wurde um 1270 abgedämmt und kurz darauf (1296 Ersterwähnung) wohl daher „Oude Maas“, der nordwestliche Arm „Neue Maas“ genannt. Der nordwestliche Maasarm ist jedoch möglicherweise älter als der Westarm. Dieser floss leicht südlich der heutigen Bergse Maas (noch heute bestehende Reste werden Oude Maasje genannt), dann in der Gegend von Amer und Biesbosch Richtung Nordnordwest (Reste zwischen Maasdam und Westmaas), ab etwa Goidschalxoord in etwa identisch mit dem heutigen Verlauf, nördlich von Spijkenisse in den Maasästuar mündend.
Die Nordgrenze des so genannten Maasästuars (seit der Verlagerung der Rheinhauptabflussmengen zu ihm eigentlich vor allem Funktion als Rheinästuar) kann in etwa beschrieben werden mit dem Verlauf des Neuen Wasserwegs und der Scheur, die Südgrenze mit dem der Brielschen Maas. Die gesamten Rotterdamer Hafenanlagen zwischen Rotterdam über Europoort bis zur Maasvlakte liegen also im Bereich des ehemaligen „Ostium Mase“, dem „Helinium“ der Römer.
Der Südholländische Waard wurde im Norden von der Strecke Merwede-Dord-Dubbel begrenzt, im Osten von der Neuen Maas. Im Süden erstreckte sich die Waardgrenze von Heusden über Geertruidenberg weiter in den Bereich des heutigen Hollands Diep, der Ort Maasdam bezeugt die Lage der westlichen Grenze des Waards.
Seit etwa 1350 und bis ins 20. Jahrhundert hinein wurden zahlreiche Mäander abgeschnitten. Dies führte zu einer Zunahme der Fließgeschwindigkeit und einer Abnahme der Überschwemmungsgefahr.

#### 15. bis 17. Jahrhundert
Auch die zahlreichen Sturmfluten des Mittelalters führten zur weiteren Vergrößerung des Maasästuars. Die sogenannte Elisabethflut führte 1421 zur Bildung eines riesigen Ästuars zwischen Maas- und Scheldeästuar im Bereich des heutigen Biesbosch (s. u.). Die dort vorhandenen Flussbetten wurden erodiert, der Waal wurde weiter bedeutender und entzog dem Nederrijn immer mehr Wasser.
Die St.-Elisabeth-Flut (November 1421) überschwemmte weite Teile des Deltagebietes. Die Meeresbucht des Haringvliet schob sich tief nach Osten ins Landesinnere, es entstand das Hollands Diep, das anfangs weitaus größere Gebiete als heute einnahm. Die Waalmündung ins Meer lag anfangs bei Gorinchem. Große Gebiete konnten nicht mehr vom Wasser zurückgewonnen werden, dies betrifft vor allem den Großen Südholländischen Waard. An den verschwundenen Wasserläufen sind vor allem der Maaslauf zwischen Heusden und Putten sowie die Dubbel oberhalb Dordrechts zu nennen. Das heutige Altwasser zwischen Maasdam und Westmaas sowie das Oude Maasje südlich der heutigen Bergse Maas sind ein letzter Rest dieses untergegangenen Masslaufs. Dordrecht befand sich fortan auf einer Insel zwischen Hollands Diep im Süden und Merwede-Waal im Norden. 72 Kirchdörfer wurden zerstört, davon 23 nie wieder aufgebaut. Die Flut von 1421 veränderte nachhaltig den hydrogeographischen Zustand des Deltas und führt zu zahlreichen Namensänderungen einzelner unterer Flussabschnitte. In vielerlei Hinsicht überdauerte die Namensgeschichte jedoch die Naturgeschichte.
1437 wurde etwas oberhalb ihrer Mündung, an der Grenze zwischen dem Bistum Utrecht und dem gräflich-holländischen Amstelland (noch heute Provinzgrenze) die Vecht bei Hinderdam abgedämmt. 1439 wurde der Rest des zerstörten westlichen Maasarms bei Westmaas abgedämmt. Die wurde ebenfalls abgedämmt.

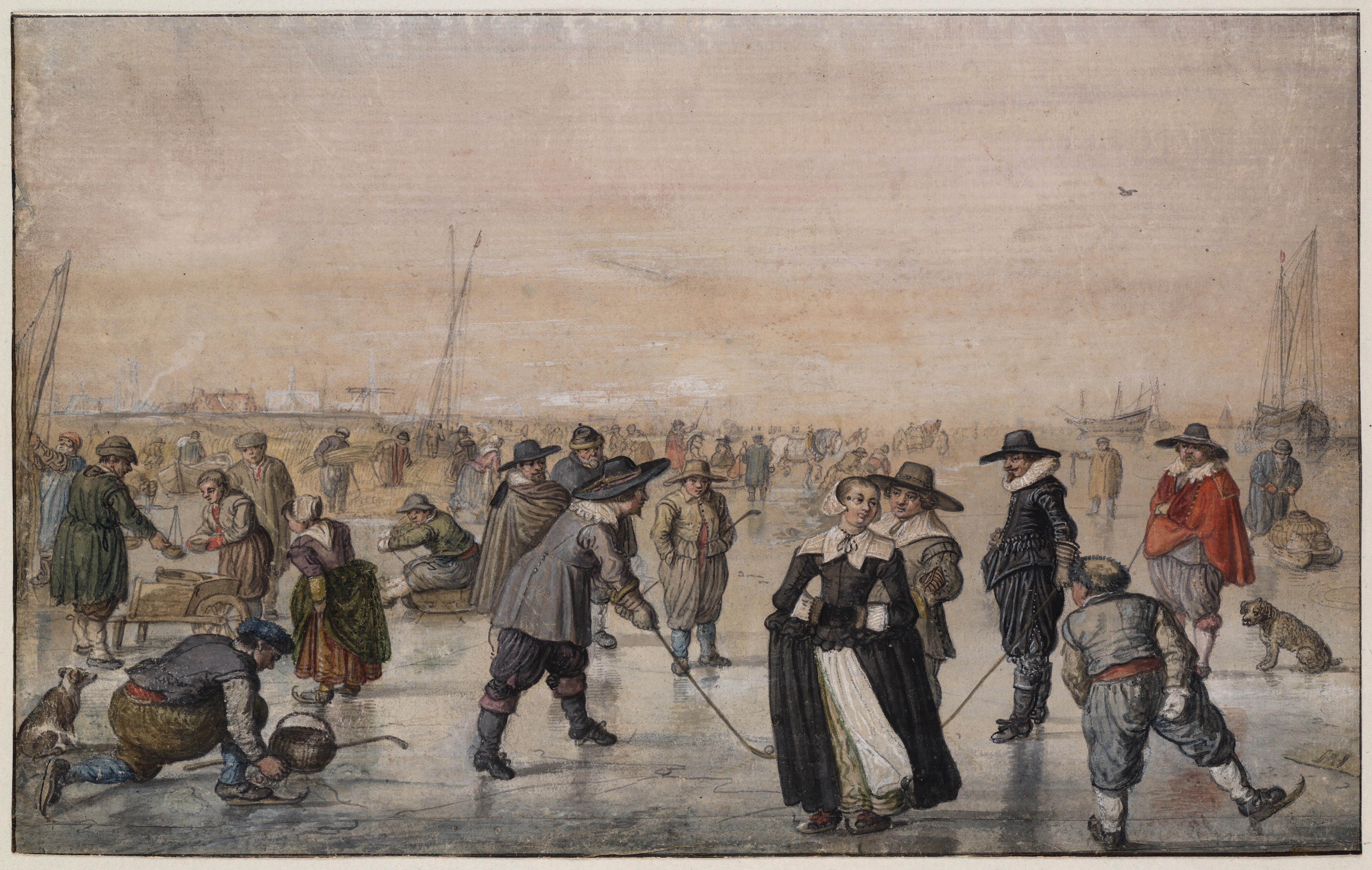
Hendrick Avercamp (1585–1634), „IJsvermaak“. Solche Gemälde sind nur aus der frühneuzeitlichen „Kleinen Eiszeit“ bekannt.

Das Maaswasser floss trotz der unmittelbaren Nähe der neuen Meeresbucht Hollands Diep an der Maasgabelung bei Heusden nun überwiegend in den nun nur Maas genannten nordwestlichen Arm (heutige Afgedamte Maas) und von dort in die Merwede. Dessen Wasser floss zwischen Gorinchem und Dordrecht nun zu einem großen Teil in die Hollands Diep und führte so zur Entstehung eines Deltas im Delta, dem Biesbosch (Binsenwald), auch Bergse Veld (Bergsches Feld) genannt. Durch das Entstehen des Hollands Diep wurde die Mündungsbasis der Waal bzw. der Merwede vorverlegt, daher, und wegen der Verschlickung der Flussbetten, floss an der Rheinteilung immer mehr Wasser in die Waal und immer weniger in Nederrijn und IJssel. Westlich von Heusden entstand ein neuer Maasarm, der Bergse Maas genannt wird und über die Gezeitenbucht Amer in das Hollands Diep mündete. Er führte jedoch weitaus geringere Wassermengen als der zur Waal führende Strom. Ende des 15. Jahrhunderts wurden die beiden Flussschlingen der Maas bei Heusden durchstochen (bei Veluwe (dt.: Well) und bei Neder-Hemert).

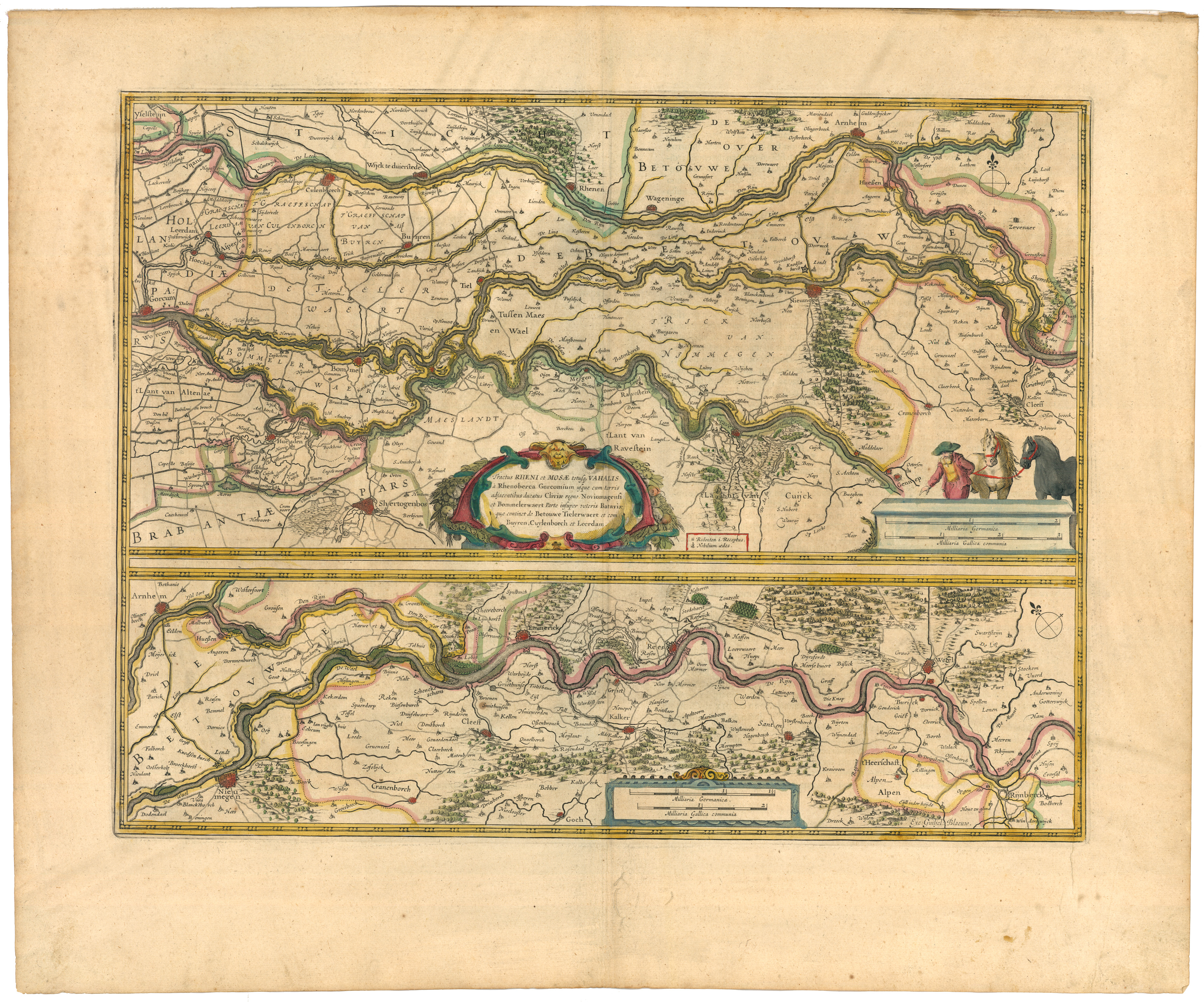
Die östlichen Deltabereiche um 1645

Der Name Oude Maas wurde auf die Strecke Dord-Dubbel-Waal übertragen, die Bezeichnungen Dubbel und Dord verschwinden. Zwischen Dordrecht und der Hollands Diep wurde der Dordtse Kil angelegt, anfangs Vaart oder De Kil genannt. Die Strecke zwischen Dordrecht und Heerjansdam (ehemalige Benennung Dord bzw. Dubbel) wurde jedoch noch lange Zeit mal Maas, mal Merwede genannt. Der Abschnitt der Merwede zwischen Dordrecht und Krimpen am Lek wurde zunehmend Noord genannt, die Bezeichnung setzte sich in der ersten Hälfte des 18. Jahrhunderts durch (Ersterwähnung 1537 als „’t noort diep“). Durch das Einfließen großer Wassermengen der Merwede in die Hollands Diep erhielt der Noord weniger Wasser, es bildeten sich zahlreiche Sandbänke und Flussinseln, „oord“ genannt. Der Noord hat ihren Namen eventuell von diesen „oord“.
Aber: vom zentralen Dordrecht aus gesehen ist der Noord ein nach Norden fließender Stromabschnitt, und „Norden“ heißt im Niederländischen „Noord“. Der Merwede-Abschnitt ab dem Zusammenfluss mit dem Lek wurde etwa ab dem 17. Jahrhundert Neue Maas genannt. Im Maasästuar wurde Landgewinnung betrieben, die Insel Rozenburg entsteht. Am Südrand der Meeresbucht entstand die Brielse Maas/das Brielse Diep, als Äquivalent zur nach Westen wandernden Neuen Maas am Nordrand. Ein nördlich Rozenburgs gelegener Seitenarm der Neuen Maas wurde Scheur genannt.

#### 18. Jahrhundert
Im 18. Jahrhundert verschwanden die letzten Urwälder der Flussauen, um der Landwirtschaft und der Besiedlung Platz zu machen. Vom Oude Rijn erfolgte entlang seines alten Verlaufs ein Kanaldurchstich durch die Dünenkette zur Nordsee. Durch die Insel Putten entstand zwischen Oude Maas und Haringvliet die Spui. Der Nederrijn wurde nach wie vor zumeist nur Rijn genannt.

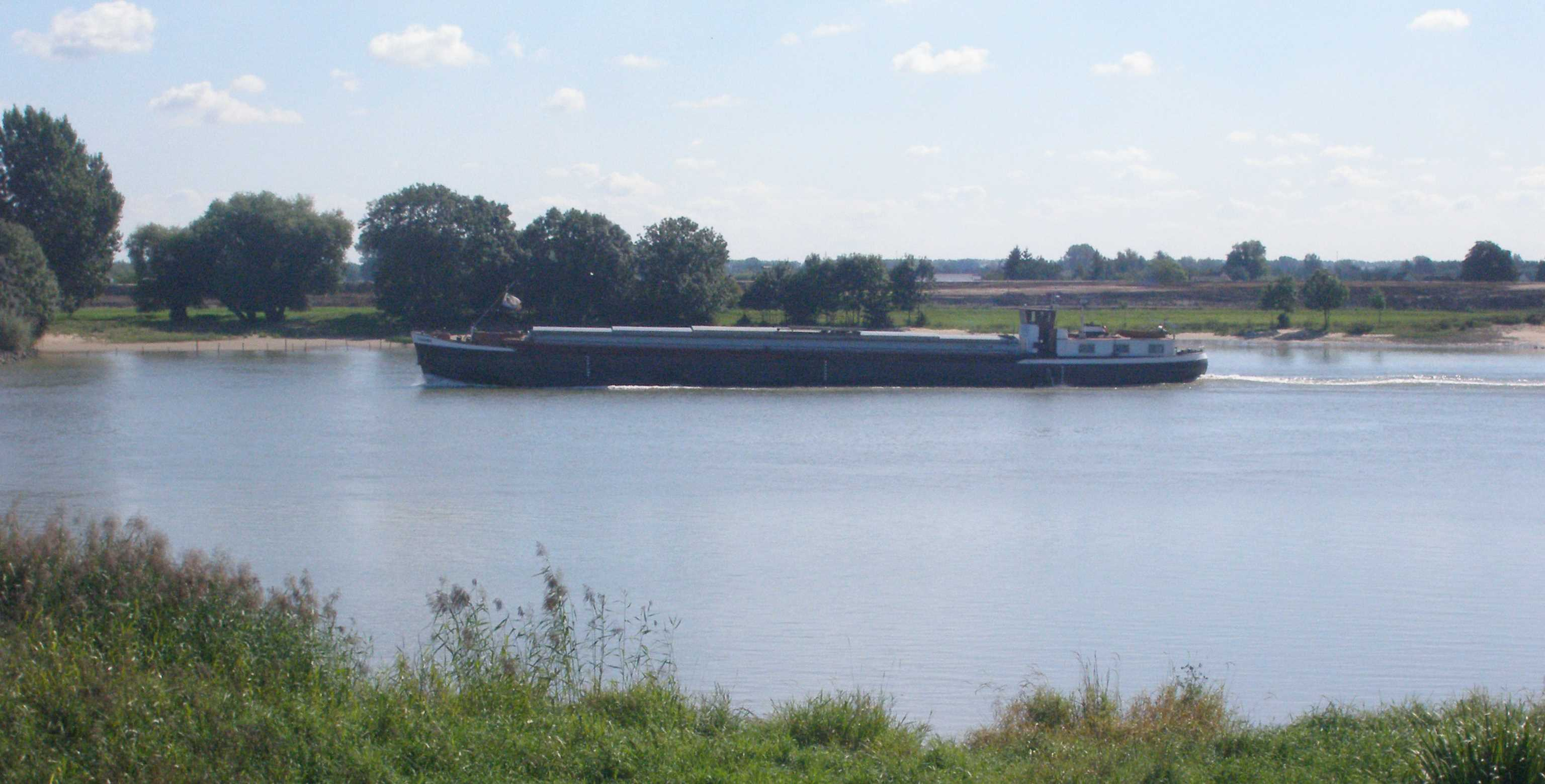
Der Lek bei Jaarsveld. Der Lek entstand zwischen 250 BC und 350 AD und übernahm ab 1122 AD die gesamte Wassermenge des Nederrijn

Seit dem Spätmittelalter zeigte der Nederrijn Verschlammungstendenzen, und ohne menschlichen Eingriff wären Nederrijn-Lek und (Geldersche) IJssel vermutlich trocken gefallen. Dies verhinderte schließlich 1707 AD der Bau des Pannerdens-Kanal, der auch gebaut wurde, um die Schifffahrt zu erleichtern. Er gewährleistet seitdem den Zustrom von Rheinwasser ins Bett des Nederrijn. Mit dem Durchstich dieses Kanals wurde in zwischenstaatlichen Verträgen auch die bis heute gültige Verteilung des Rheinwassers auf die drei Deltahauptarme geregelt (6/9 Waal, 2/9 Nederrijn, 1/9 IJssel; siehe Kapitel Wasserverteilung und Wassermengen). Der Alte Rhein östlich von Pannerden wurde abgedämmt.
Der Pannerdens-Kanal liegt zwischen Pannerden und Peppelgraat und wurde anfangs „Den Nuwe Rijn“ – Neuer Rhein – genannt. Bei seinem Bau wurde der Beginn des Nederrijns bei Schenkenschanz abgesperrt, der verbliebene Altarm zwischen Elten und Loo wird Oude Rijn, De Jezuitenwaai oder De Keel genannt (heute teilweise im Bereich der niederländisch-deutschen Staatsgrenze). Somit verlagerte sich die Rheinteilung um etwa sieben Kilometer waalabwärts. Der Waalabschnitt oberhalb des Pannerdenschen Kanals wurde anfangs Boven Waal genannt, der Abschnitt unterhalb Beneden Waal.
Mit dem Durchstich De Pleij bei Westervoort wurde 1773–1776 der Abzweig der IJssel vom Nederrijn verkürzt. Ohne diesen Eingriff wäre der Zustrom von Rheinwasser in die IJssel durch Versandung abgebrochen. Zwischen Schenkenschanz und Gendt (Gemeinde Lingewaard) wurde 1775 der Bijlands Kanaal angelegt. Er stellt eine Begradigung (und teilweise leichte Nordverlegung) des Waal im Bereich der Rheinteilung dar. Zwischen Warbeyen bzw. Griethausen und Keeken finden sich noch Reste des früheren Waalverlaufs, heute „Alter Rhein“ genannt.

#### 19. Jahrhundert
Die Mündungen der Linge in die Waal bzw. in die Merwede wurden 1793 bzw. 1810 mit Sperrschleusen versehen. 1819 wird die Lingemündung etwa 20 km merwedeabwärts nach Steenenhoek verlegt. 1830 wurde der „Kanaal door Voorne“ gegraben, der Kanal von der Brielschen Maas zum Haringvliet durch die Insel Voorne.
Bis weit ins 19. und 20. Jahrhundert hinein, bis zu den verschiedenen großen Regulierungs- und Landgewinnungsmaßnahmen des Industriezeitalters, waren die Unterläufe der großen Flüsse kaum als regelrechte Flussläufe zu bezeichnen. Durch den Gezeitenstrom waren sie meist so verbreitert, dass sie schwer von Meeresabschnitten zu unterscheiden waren. Die Gezeitenflut wirkte weit die Flussläufe hinauf, dazu kam die durch die Flut ausgelöste Stauung und damit einhergehende Erhöhung des Flusswasserniveaus. Alle diese Effekte wurden durch Sturmfluten oder Flussüberschwemmungen verstärkt. Im Lek stieß die Gezeitenflut bis Schoonhoven vor, die Stauung ging bis Vianen. In der Waal reichte die Gezeitenflut bis Gorinchem, die Stauung bis Zaltbommel. Im Bereich der Noord war die Gezeitenbewegung sogar in beide Richtungen möglich.
Um die stärker werdende Schifffahrt zu erleichtern, wurden vor allem um 1850 viele Flüsse reguliert. Im Bereich der Fahrrinne in der Mitte wurden sie ausgebaggert und an den Ufern mit Buhnen (Krib) versehen. Das bedeutete eine Verengung und Vertiefung der Flüsse. Die vom Schiffsverkehr benutzten Flussläufe wurden 1900–1920 weiter ausgebaggert.

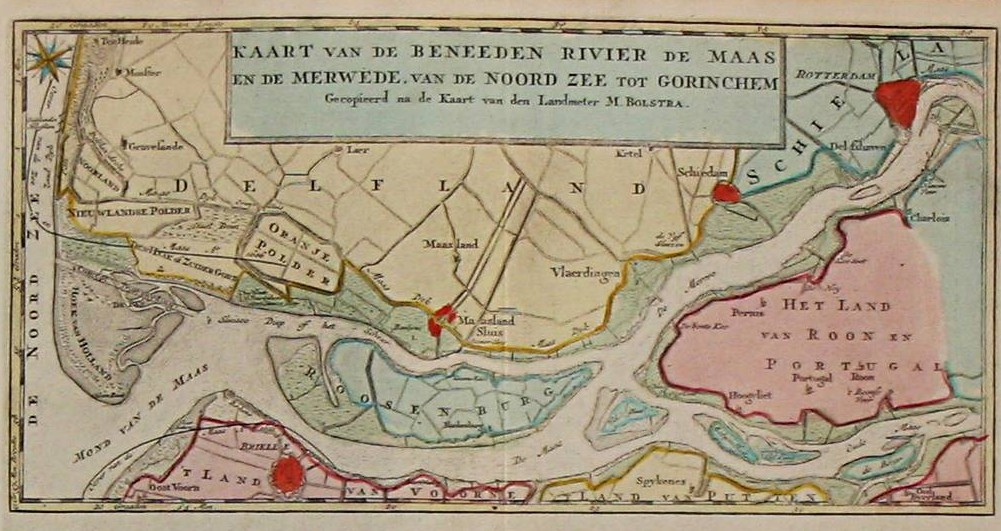
Der „Maasästuar“ bzw. „Lek-Waal-Ästuar“ (Maasmond) um 1769, mit der Insel Rozenburg, der Scheur nördlich davon, und dem Hoek van Holland, durch den später der Nieuwe Waterweg gegraben wird

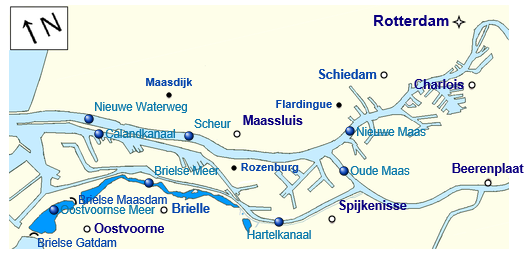
Heute

Um einer weiteren Versandung des Noord und des Neuen Wasserwegs sowie der von der Waal ausgehenden Hochwassergefahr entgegenzuwirken, wurde (im Bereich von 1421 erzeugten Gezeitenprielen des Biesbosch) 1851–1860 die etwa 20 km lange Neue Merwede (Nieuwe Merwede) gegraben. Damit wurde eine Verbindung zwischen Waal und Haringvliet hergestellt, der Haringvliet wurde Hauptauslass des Rheinsystems. Der bisherige Hauptauslass Brielsche Maas (Maasästuar) versandete.
Die Neue Merwede führt seitdem durchschnittlich 65 % des Waalwassers (entspricht 44 % des Rheinwassers) zum Meer.
Der Unterlauf der Neuen Maas, der ehemalige Nordrand des Maasästuars, wird 1866–1872 vor allem für Zwecke der aufkommenden Großschifffahrt, zum Nieuwe Waterweg (Neuer Wasserweg) ausgebaut. Der Name Scheur, Bezeichnung eines ursprünglichen kurzen nördlichen Seitenarms der Neuen Maas um die Insel Rozenburg, bleibt dabei erhalten. Der Neue Wasserweg ist 33 km lang, 250 m breit und 10,5 bis 12 m tief.
1872 wurde die Neue Maas zum Neuen Wasserweg vergrößert (Rotterdam Waterway), um einen besseren Auslass für die Lek zu schaffen und die Rotterdamer Hafenanlagen zu unterstützen. Zur Gewährleistung des Rotterdamer Hafenbetriebs wird Wasser dorthin umgeleitet. Die Vertiefungen und Verbreiterungen an der Rotterdamer Hafeneinfahrt führten zur Absenkung der Flussspiegel und zur Ausdehnung des Gezeiteneinflusses etwa 20 km weiter flussaufwärts. Der Gezeitenstrom reicht bei Flusshochwasser 70 km, bei Flussniedrigwasser 90 km flussaufwärts.
Für die im 19. Jahrhundert aufkommende industrielle Güterschifffahrt wurden im Deltagebiet zahlreiche Schiffskanäle angelegt. Zu den wichtigsten Kanalbauten zählen der „Kanaal van Steenenhoek“ (bei Gorkum, 1819), der Merwedekanal zwischen Vianen und Gorkum (1881–1893), der Maas-Waal-Kanal (1927), der „Nieuwe Canaal van St. Andries“ (1930) sowie der Amsterdam-Rhein-Kanal zwischen dem Hafen von Amsterdam und der Waal bei Tiel (1951).

#### 20. Jahrhundert
Die Maas mündete lange Zeit bei Heerewaarden in die Waal. Dort wurde die Maas Teil des Rheinsystems und blieb es auch dann, als sich die Maas von Heerewaarden aus wieder für eine gewisse Strecke teilweise verselbständigte und weiter waalabwärts mündete. 1904 wurde von der Maas ein Bergsche Maas genannter Kanal zur Amer, einer kleinen Gezeitenbucht des Biesbosch, gegraben. Der übriggebliebene Maaslauf wurde abgedämmt und wird seitdem Afgedamte Maas genannt. Seitdem mündet die Maas in die Neue Merwede bzw. in die Bucht Hollands-Diep-Haringvliet. Die Grabung der Bergschen Maas, die Abdämmung der Afgedamte Maas und schließlich der Deichbau an der Stelle des früheren (Teil-)Zusammenflusses bei Heerewaarden führten zur kompletten Trennung von Rhein und Maas.
Die Meeresbucht Zuiderzee wurde 1932 mit dem sogenannten „Abschlussdeich“ abgedämmt, es entstand das süße IJsselmeer. In ihm werden zwischen 1930 und 1968 vier große Gebiete mit einer Gesamtfläche von 165.000 Hektar eingepoldert und trockengelegt. Die Inseln Urk und Schokland gingen im Noordoostpolder auf. Die geplante Trockenlegung der Wattbereiche wurde aufgegeben. Der für 1980 geplante Markerwaardpolder wurde nicht mehr angelegt, der Markerwaarddijk blieb aber bestehen.

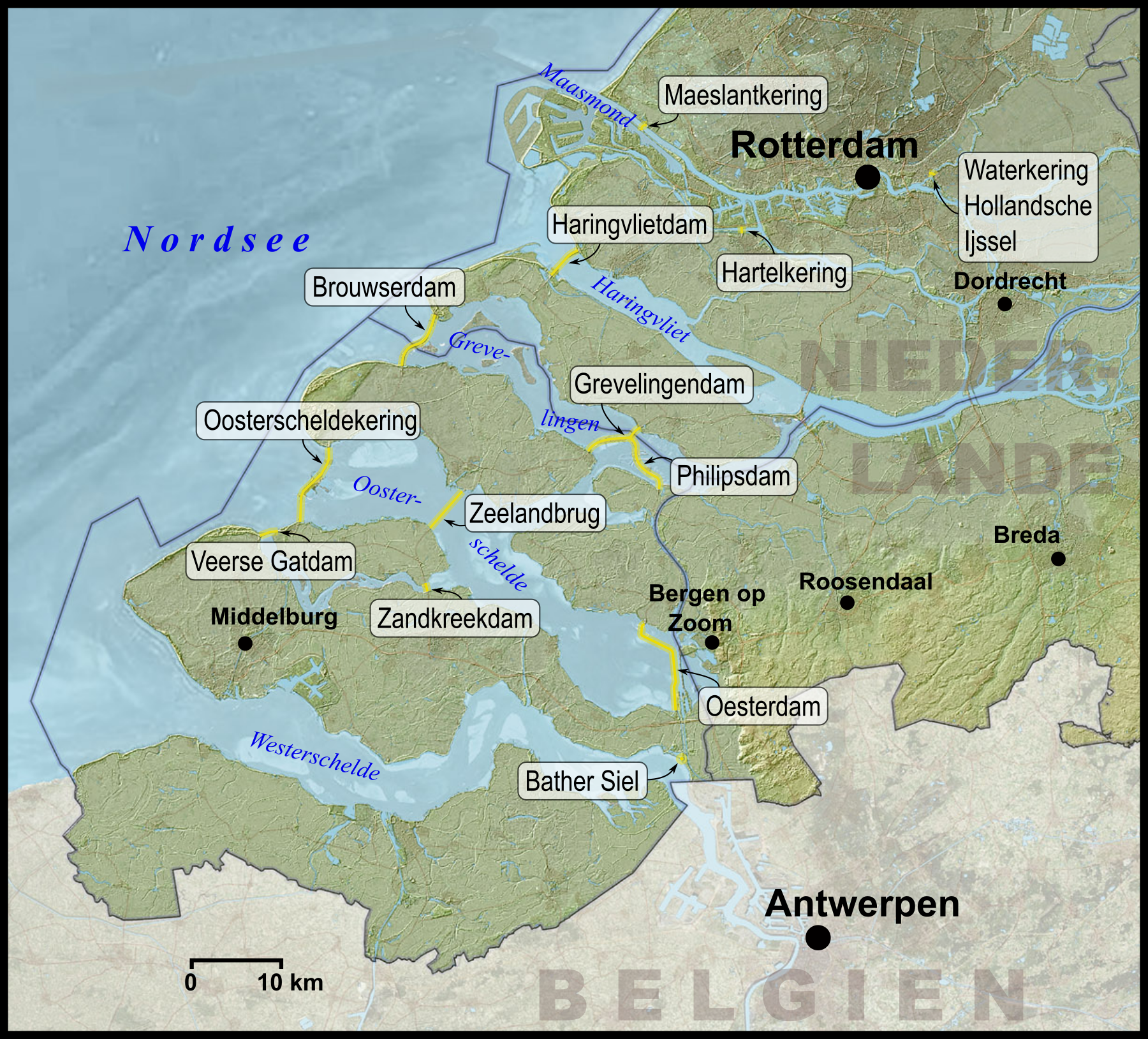
Die Bauwerke der Deltawerke

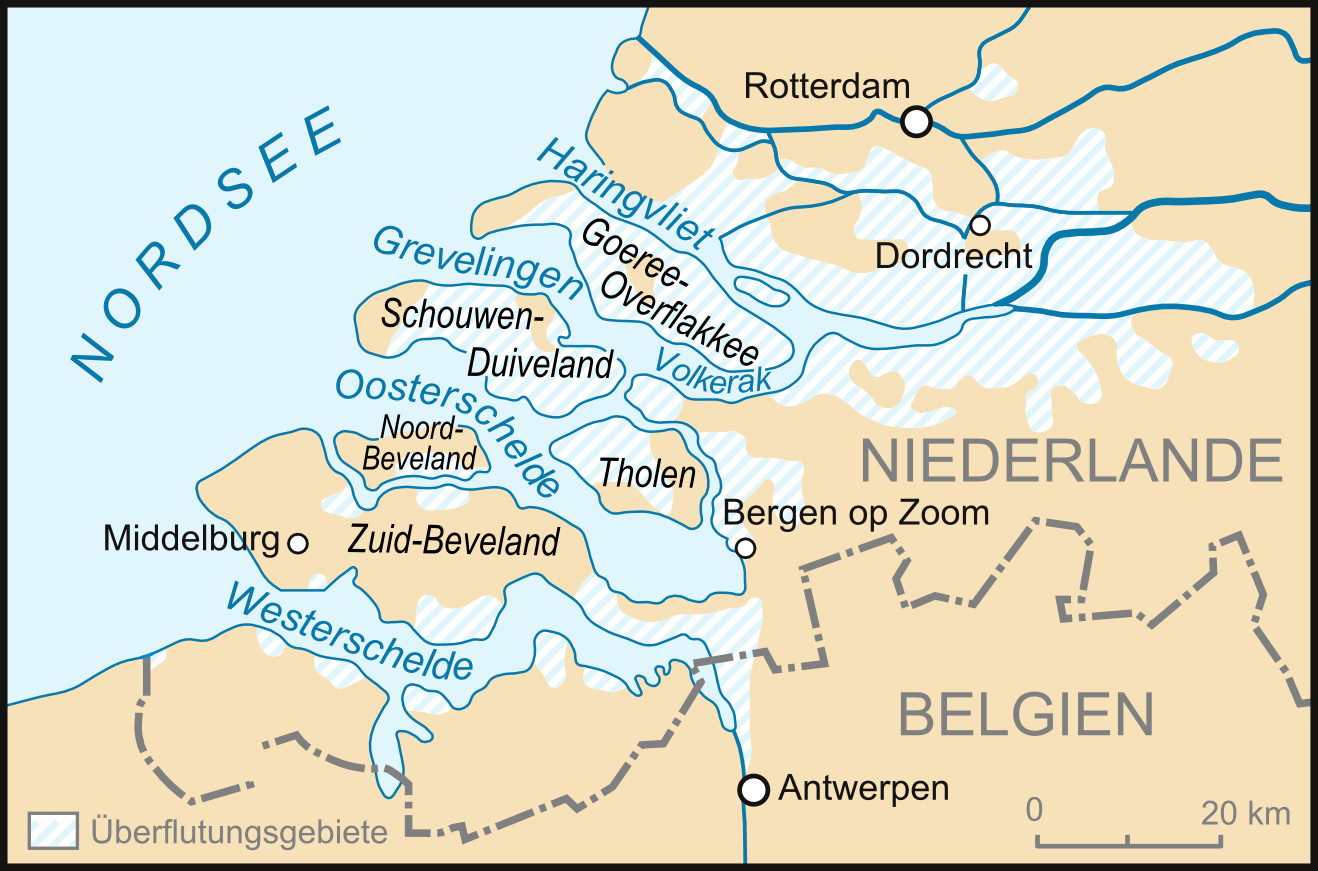
Durch die Hollandsturmflut 1953 überschwemmtes Gebiet

Die groß angelegten Deltawerke (auch „Deltaplan“ oder „Deltaprojekt“) wurden zwischen 1950 und 1997 umgesetzt. Die Idee zu ihnen war also bereits vor der Hollandsturmflut 1953 geboren. Ziel war vor allem der bessere Schutz vor Sturmfluten. Die Umsetzung der Deltawerke begann 1950 mit der Abdämmung der Brielschen Maas. 1958 wurde das Sturmflutwehr an der Holländischen IJssel errichtet. Danach wurden zwischen 1960 und 1987 mit hohem Aufwand im Bereich der südwestlichen Ästuare vier meerseitige Hauptabschlussdämme und fünf weiter landeinwärts gelegene Sekundardämme gebaut (1960 Zandkreekdam, 1961 Veerse Gatdam, 1965 Grevelingendam, 1970 Volkerakdam, 1971 Haringvlietdam, 1972 Brouwershavense-Gat-Damm, 1986 Oosterscheldedamm, 1986 Oesterdam, 1987 Philipsdam, 1987 Bathse Spuisluis). Nicht alle der abgesperrten Buchten wurden aber zu Süßwasserseen transformiert. Aus Gründen des Naturschutzes blieben der Grevelingen und die Oosterschelde als Salzwasserbecken erhalten. Die Oosterschelde blieb sogar zusätzlich dem Einfluss der Gezeiten bewahrt. Westerschelde und Nieuwe Waterweg blieben aufgrund des starken Schiffsverkehrs nach Rotterdam und Antwerpen ohne Abschlussdeich. Zum Ausgleich wurden die Deiche entlang der Westerschelde verstärkt und 1997 ein Sturmflutwehr über den Nieuwe Waterweg, das Maeslant-Sturmflutwehr, angebracht. Gleichzeitig mit dem Maeslantwehr wurde zwischen Rotterdamer Hafen (Hartelkanal) und Oude Maas das Hartel-Sturmflutwehr errichtet.
Zwischen 1961 und 1966 wurden in Lek bzw. Nederijn drei großer Wehre gebaut. Seit 1975 verbindet der Schelde-Rhein-Kanal den Volkerak mit Antwerpen.
Durch die Deltawerke verkürzte sich die Küstenlinie zwischen den Westspitzen von Walcheren und Voorne von 800 auf 80 Kilometer. Haringvliet, Hollands Diep, Volkerak und ein kleiner Teil im Osten der Oosterschelde wurden zu Süßwasserseen. Der Abfluss der Flusswassers von Rhein und Maas erfolgt in diesem Gebiet ausschließlich durch die Entwässerungsschleusen des Haringvlietdamms. Ursprünglich war geplant, alles Wasser von Rhein und Maas durch den Neuen Wasserweg ins Meer zu führen. Da dies aber für Hochwasser und Eisgang nicht umsetzbar erschien, wurden in den Haringvlietdamm Abzugsschleusen eingebaut. Es handelt sich um 17 riesige Tore mit einem maximalen Abfluss von 21.000 m³ pro Sekunde.

#### 21. Jahrhundert
Auch im 19. und 20. Jahrhundert waren Deichbrüche und Überschwemmungen keine Seltenheit. Die großen Eindeichungs- und Absperrprojekte haben den von den Flüssen und vom Meer drohenden Fluten ihren Schrecken mittlerweile weitestgehend genommen. Dennoch wird auch aufgrund der tektonischen Senkungslage (bei Vlissingen 26 cm in 100 Jahren), der Lage vieler Gebiete unter dem Grundwasserspiegel sowie dem zu erwartenden Meeresspiegelanstieg die Beherrschung des Wassers im Rheindelta und in den Niederlanden wohl niemals zu einem abgeschlossenen Fall werden. Das mögliche Abschmelzen allen Eises auf der Erde (vergleiche auch Eiszeitalter) würde zu einem Anstieg des Meeresspiegels um 60 bis 75 Meter führen.
Der zunehmende Landverbrauch hat die verbliebenen Überschwemmungsflächen der Flüsse gefährlich dezimiert, weswegen Erdaushub in den Hochwassergebieten deren Aufnahmefähigkeit erhöhen soll. „Nebenkanäle“ sollen mehr Lebensräume für Pflanzen und Tiere schaffen.

## Siedlung, Verkehr und Wirtschaft

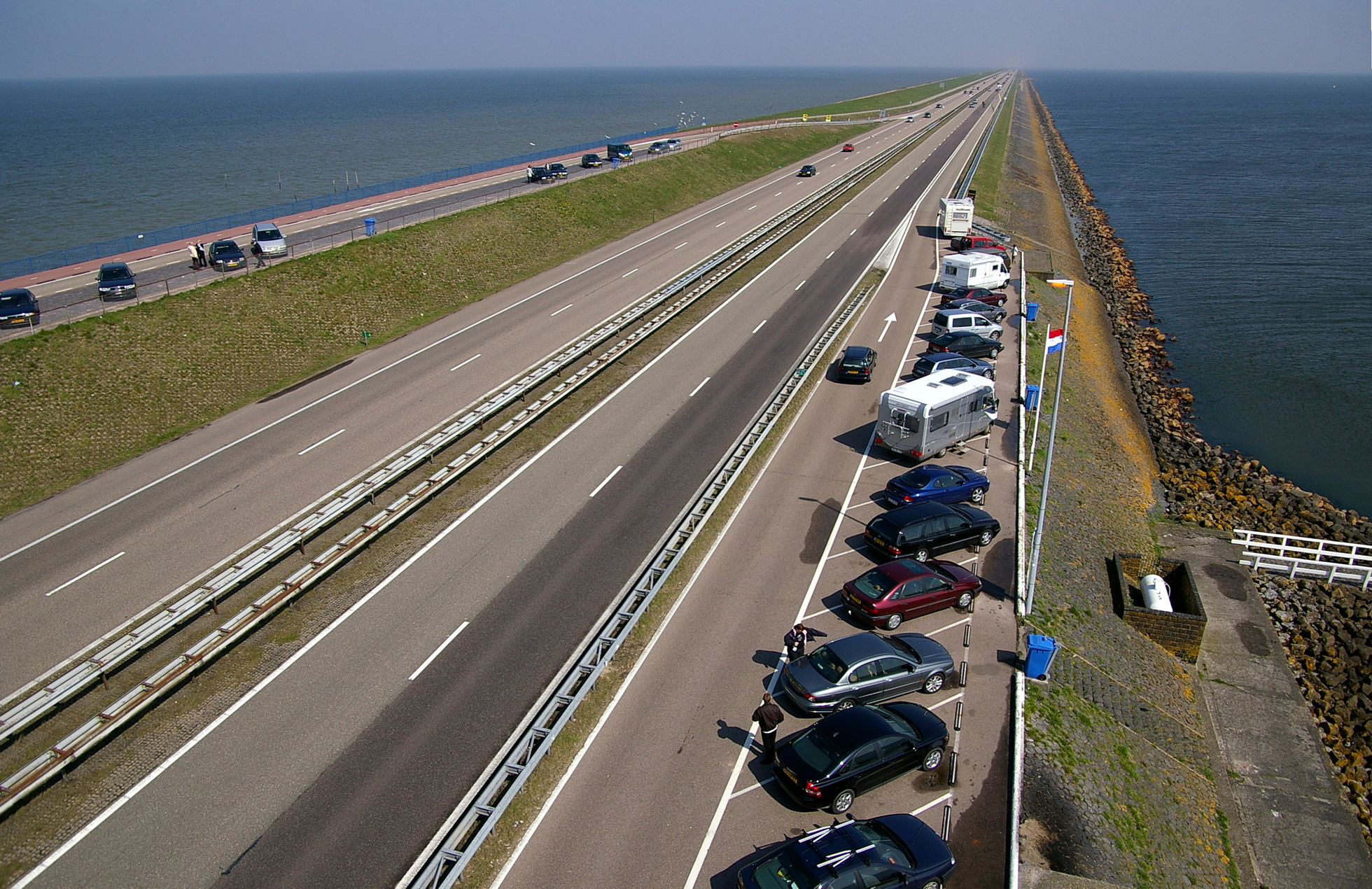
Abschlussdeich am IJsselmeer

Menschen erreichten das heutige Deltagebiet bereits vor mindestens 200.000 Jahren. In der neolithischen Revolution (4450–1700 BC) wurden Wälder gerodet, Ackerbau wurde betrieben auf den natürlichen Flussdeichen, den äolischen Dünen und den höheren pleistozänen Sanden.
Erste schriftliche Überlieferungen über die Deltagegend stammen aus der römischen Zeit. Sie berichten von keltischen und germanischen Bewohnern, und auch von bernsteinsuchenden griechischen Kaufleuten. Mela und Plinius berichten von den Oenoern, die sich von Vogeleiern und Hafer ernähren sollen. Die Menschen lebten jedoch vermutlich vor allem von Fischerei und Viehzucht. Zum Schutz vor erhöhtem Wasserstand bauten sich die Bewohner Tausende von Zufluchtshügeln (Terpen oder Wurten genannt).
In der Römerzeit wurden viele Dörfer gegründet. Es herrschte ein duales Wirtschaftssystem aus der einheimischen Subsistenzwirtschaft mit Naturaltausch und der römischen hierarchischen Markt- und Geldwirtschaft.
Zu den wichtigsten Römerorten im Rheindelta zählen:
- Noviomagus, das heutige Nijmegen, an der oberen Waal, Hauptort des Civitas Batavorum
- Fletio, das heutige Vechten (Gemeinde Bunnik), am Abzweig der Vecht vom Oude Rijn, Hafen und Standort der Flotte für Niedergermanien. Später wurden diese Funktionen an den Kanal zwischen dem Oude Rijn und dem Maasästuar verlegt, nach Praetorium Agrippinae
- Praetorium Aggripinae, beim heutigen Voorburg, Hauptort der Civitas Cananefatium
- Rossum

Bereits in der Antike und womöglich bereits davor hatte das Rheindelta für den Schifffahrtsverkehr und für den Transport von Gütern eine überragende Bedeutung. Dennoch hatten die Deltaflüsse für die Bevölkerungsgruppen eine trennende Wirkung. Die wichtige Funktion als Handelskorridor zwischen Britannien und den Rheinlanden behielt das Delta jedenfalls durch alle politischen Veränderungen der Antike hindurch bis ins 5. Jahrhundert.
Zwei frühe Stadtentstehungsphasen können im Deltabereich und seiner Umgebung unterschieden werden:
1. Ende 7. – Mitte 9. Jahrhundert: Handelsplätze (Emporien): Quentovic, Domburg, Witla, Dorestad. Für diese Orte war bedeutend, dass die Maas die nördliche Fortsetzung der bis ins 7. Jahrhundert wichtigen Rhône-Saône-Achse bildete. Darüber hinaus war der Nordseehandel wichtig, es gab vergleichbare Emporien auf den britischen Inseln, in Skandinavien und im nördlichen Mitteleuropa (wie Haithabu und Birka). Im 9. Jahrhundert gingen die Emporien meist unter, vermutlich u. a. wegen des Wegfalls königlicher Schutzmacht.
2. Mitte 9. – Anfang 10. Jahrhundert: „Portus“: Maastricht, Lüttich, Huy, Namur und Dinant an der Maas, vielleicht Antwerpen, sicher aber Gent, Tournai, Valenciennes an der Schelde, Deventer an der IJssel, Tiel an der Waal. Die Portus sind Vor- und Frühformen der „klassischen“ mittelalterlichen Stadtentwicklung des 10. und 11. Jahrhunderts. Bei den Portus spielte eine Burg oder eine Abtei als Konsumzentrum eine wichtige, den Handel stimulierende Rolle. Durch besondere Rechtsstatuten (Stadtrecht), Ummauerung und Entwicklung zu Fernhandelszentren bildeten sich die Portus zu mittelalterlichen Vollstädten weiter.

Um 900 wurde im Osten vor allem im Gebiet der Kleiablagerungen der Uferwälle und Stromrücken gesiedelt. Ferner gab es an den Mündungsbereichen und entlang der Küste zahlreiche Siedlungen, von denen sich einige im heutigen Meeresgebiet befunden haben. Im 10. Jahrhundert wurden die bereits in der Antike besiedelten Gebieten wiederbesiedelt.
Die Moorgebiete im Westen des Deltas wurden seit dem 10. Jahrhundert mit Deichbau und Einpolderung erschlossen. Die Moorgebiete lagen vor allem in der Grafschaft Holland (die Grafen von Holland wurden daher auch „Wassergrafen“ genannt) und im weltlichen Herrschaftsgebiet des Bistums Utrecht (vgl. heutige niederländische Provinzen), Letzteres hatte sich um 950 entwickelt. Zahlreiche Ortsnamen auf „-dam“ wurden in Nordholland vergeben, da dort viele Wasserläufe abgedämmt wurden. Die Ersterwähnung eines Deiches in einem Ortsnamen findet sich 984 (IJsendijk in Seeland).

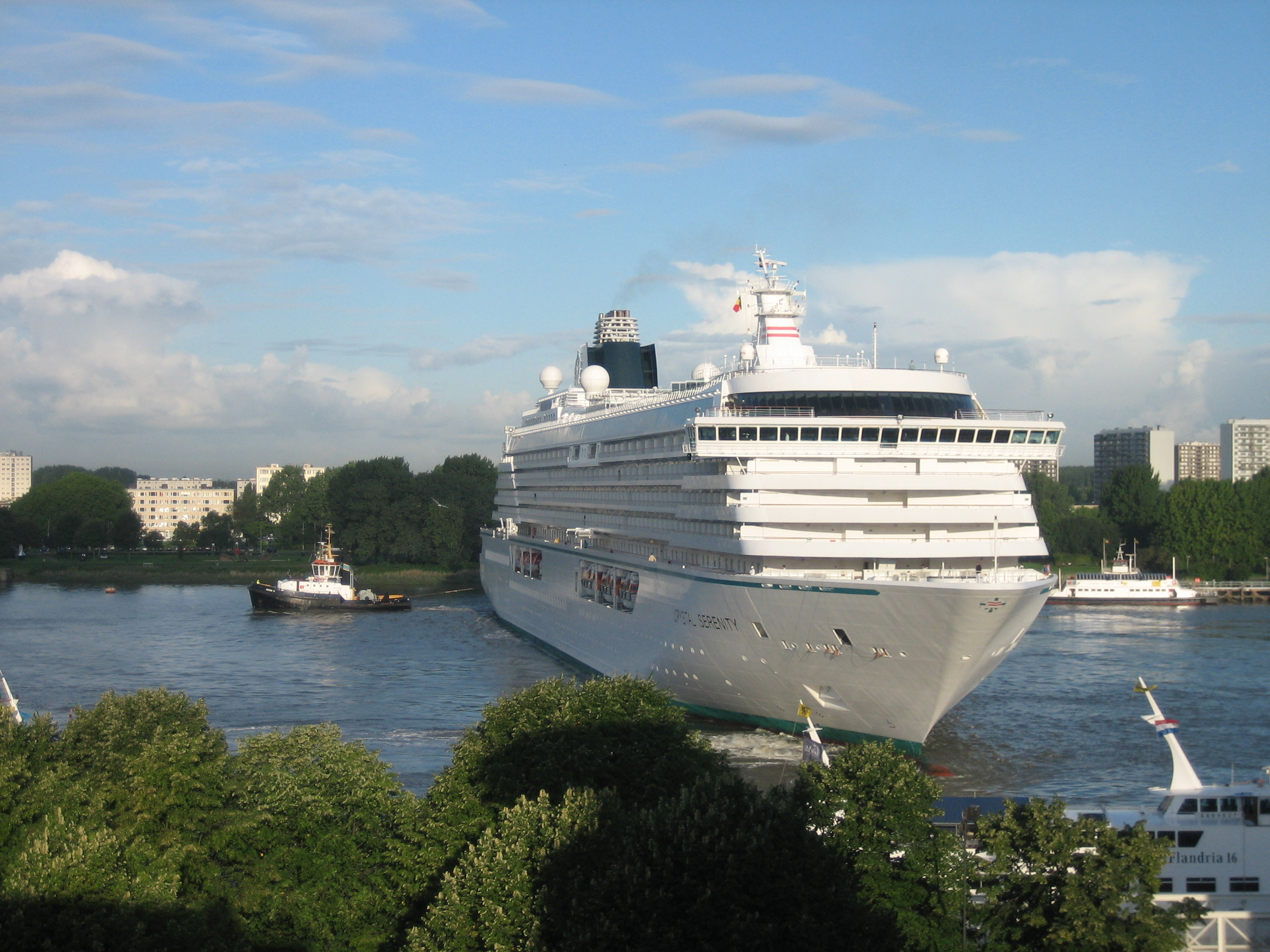
Wendemanöver auf der Schelde in Antwerpen

Nach Trockenlegung der Moorgebiete sank die Landoberfläche wegen des Wasserverlustes, der einsetzenden Oxydation und der mechanischen Belastung um mehrere Meter, so dass die Poldergebiete im Durchschnitt bis 2,5 Meter unter Normalnull liegen, stellenweise noch mehr. Gleichzeitig hob sich aber durch Sedimentation das Bett der Flüsse, so dass der Bau von Deichen längs der Flüsse immer dringlicher wurde; Deichbrüche wurden nun zu großen Katastrophen. Am Lek begannen die besonders gefährdeten Gebiete etwa ab Wijk bij Duurstede, am Waal bei Ochten.
Aus den Poldergebieten muss regelmäßig Grund- und Regenwasser abgeführt werden. Zu diesem Zweck wurde und wird das Wasser in kleinen Kanälen („Slooten“) gesammelt, die etwa 4–10 % der Polderfläche einnehmen und das Wasser bei Ebbe in die Flüsse abgeben. Bei tiefer gelegenen Poldern musste man das gesammelte Wasser zunächst in höher gelegene Becken oder Sammelkanäle schaffen, die sogenannten „Boezemwater“ („Busenwasser“). Diese Förderarbeit erbrachten seit dem 15. Jahrhundert Windpumpen, die das Wasser maximal um 3,5 bis 4 Meter anheben konnten, zuletzt größere Schöpfwerke, die zuerst von Dampfmaschinen, später von Elektromotoren angetrieben wurden. Ein „Boezemgebied“ umfasst diejenigen Polder, die in ein gemeinsames Boezemwater entwässern. Als Boezemwater dienten vor allem Gewässer, in denen das Wasser vor zu hohem Wasserstand abgeschirmt werden konnte: Seen (Südholland, Friesland), Kanäle (auch Ringkanäle wie die „Ringvaarten“) oder zu Kanälen umgebildete Fließgewässer, die hierfür vom Meer oder den Hauptflüssen abgedämmt wurden. Vor allem im 13. Jahrhundert wurden große Ringdeiche angelegt und auf Veranlassung der holländischen Grafen Wassergenossenschaften gegründet, denen die Entwässerung oblag.
Nachdem die Flussgebiete durch Deiche geschützt worden waren, lagerte sich die Sedimentfracht der Flüsse verstärkt in ihren Betten ab, was sie noch weiter anhob. Dies und die Zunahme der Regenmenge seit dem 14. Jahrhundert machten es immer schwieriger, die Deiche instand zu halten, und brachten verheerende Flussüberschwemmungen. Die Flüsse und Polderdeiche trennten die einzelnen Landesteile immer stärker voneinander.
Bei der Kultivierung der Moore wurden meist Moorhufendörfer angelegt. Die Fluren wurden in lange schmale Parzellen mit zwischen ihnen liegenden Entwässerungskanälen aufgeteilt, weswegen man heute die Lage der ehemaligen Moorgebiete auf einer Landkarte oder aus der Luft unschwer an der Siedlungsstruktur erkennen kann. Um 1300 sind die Kultivierungsmaßnahmen in den Mooren abgeschlossen. Seit dem Spätmittelalter wird in diesen Neulandgebieten überwiegend Viehzucht betrieben.
Wichtige Handelsstädte des Mittelalters waren Dorestad, Deventer, Stavoren am Ostufer der Flie, Medemblik am Westufer der Flie, Tiel (kurzzeitig), Dordrecht und Vlaardingen. Geertruidenberg verlor nach der Flut von 1421 rasch an Bedeutung.
Nach der großen Überschwemmung von 1421 wurden Teile des damals verlorenen Landes in Jahrhunderten wieder trockengelegt. Die politischen und kirchlichen Grenzen folgten dabei weiterhin den verschwundenen Flussläufe – das traditionelle Namensregime war noch immer von rechtlicher, politischer und wirtschaftlicher Bedeutung. Bei der Neulandgewinnung kam es zu Zwistigkeiten, wenn alte Grund- und Bodenrechte eingefordert wurden oder der Verlauf früherer Grenzen festgestellt werden sollte.
Die Windschöpfwerke der Polder wurden seit der zweiten Hälfte des 19. und im 20. Jahrhundert durch motorisierte Schöpfwerke ersetzt, die zuerst mit Dampfkraft, dann mit Diesel und schließlich elektrisch angetrieben wurden. Sie halfen die immer noch weiter absinkenden Polder trocken zu halten und ermöglichten auch, sehr tief gelegene Gebiete zwischen Rotterdam und Amsterdam trocken zu legen; nördlich von Rotterdam liegt so heute der mit 6,7 Metern unter Normalnull niedrigste Landpunkt im Delta. Im ersten staatlichen Projekt wurde 1852 das Haarlemmermeer eingepoldert und mit Hilfe von Dampfmaschinen trocken gelegt.

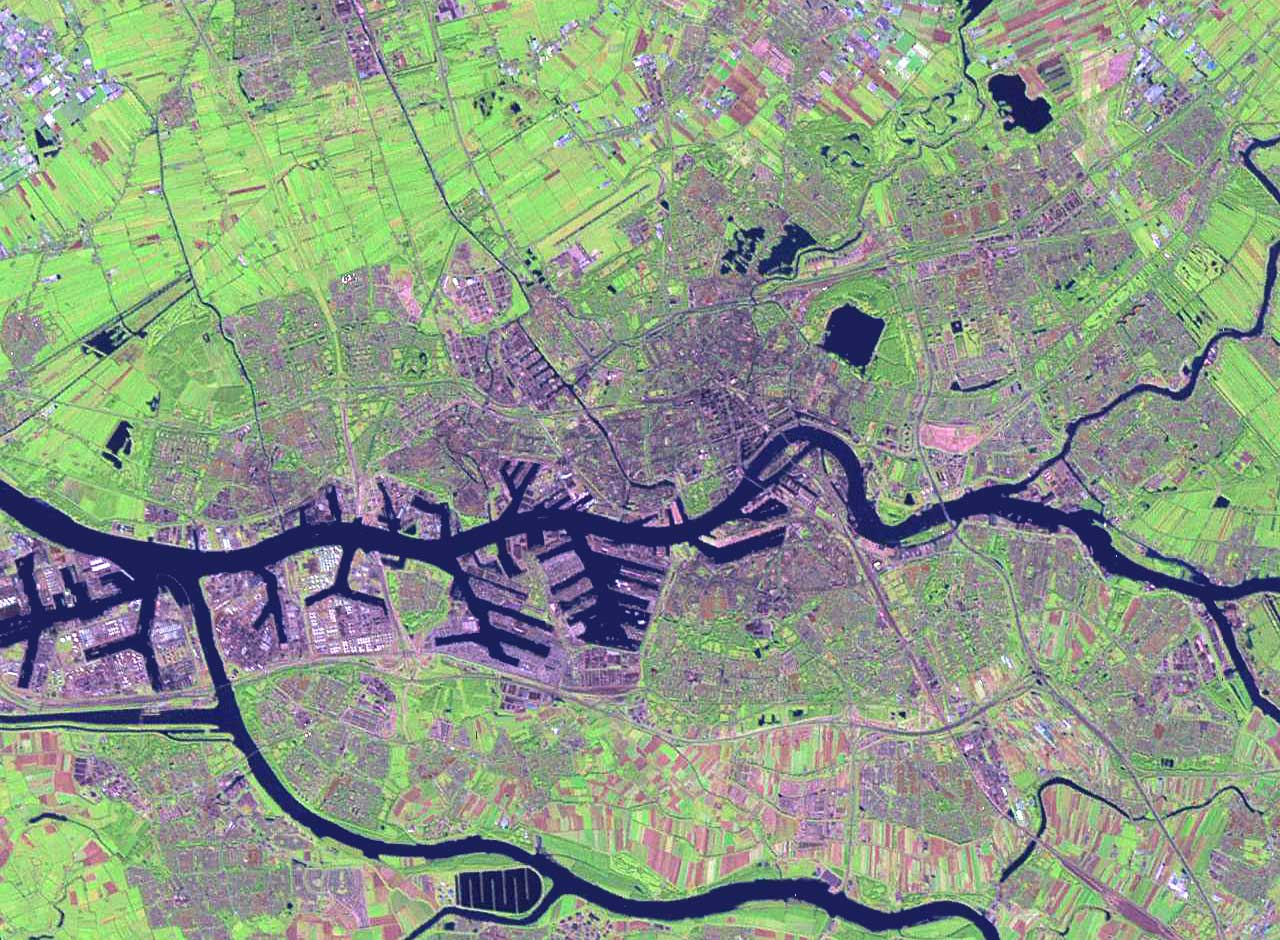
Rotterdam mit den älteren Hafenanlagen und Umgebung

Die Mannheimer Akte von 1868 erlaubte allen Anrainerstaaten freie Rheinschifffahrt. Auch aufgrund der industriellen Entwicklung im Ruhrgebiet und der Fertigstellung des Nieuwe Waterweg wurde Rotterdam der wichtigste Hafen im Deltagebiet.
Die Industrie- und Hafenanlagen von Rotterdam entwickelten sich zu den bedeutendsten der Welt. 1931 war der Waalhaven angelegt. Nach 1945 wurde der Bereich der sogenannten Maasmündung, also des ehemaligen Ästuars westlich von Rotterdam, grundlegend umgestaltet. Hafen- und Industrieanlagen wurden auf einer Fläche von über 25 Kilometern Länge zwischen Rotterdam und der Küste angelegt. Am traditionellen Umschlagplatz des Rotterdamer Hafens entstanden nun auch Betriebe, die Güter verarbeiten, vor allem Massengüter wie Erdöl und Erze. Zuerst wurde 1957 zwischen Rotterdam und der ehemaligen Insel Rozenburg der Botlek-Komplex fertiggestellt, 1967 der Eemhaven. Westlich von Rozenburg entstand vor allem in den 1960er-Jahren der Europoort-Komplex, der im Süden vom Brielse Meer (ehemalige Brielse Maas) und dem Hartelkanal, im Norden vom Calandkanal und dem Neuen Wasserweg begrenzt wird. Die westlichste Hafenerweiterung, die Maasvlakte („Maasfläche“), wurde in den 1970ern aufgeschüttet und liegt größtenteils bereits im Meer, also westlich des ehemaligen Ästuarbereiches. „Maasmond“ wird heute noch der kleine Meeresbereich der Maasvlakte und dem Damm bei Hoek van Holland genannt.
Weitere wichtige Häfen besitzen Antwerpen, Amsterdam, Moerdijk, Nijmegen, Terneuzen und Vlissingen.
Am Kap bei Hoek van Holland endet mit Kilometer 1032 auch die Kilometrierung von Rhein, Waal, Merwede, Noord und Neuer Maas, die an der Konstanzer Brücke über den Seerhein beginnt. Der stärkste Binnenschiffsverkehr findet heute auf den Strecken Rotterdam-Noord-Waal-Rhein und auf dem Schelde-Rhein-Kanal statt.

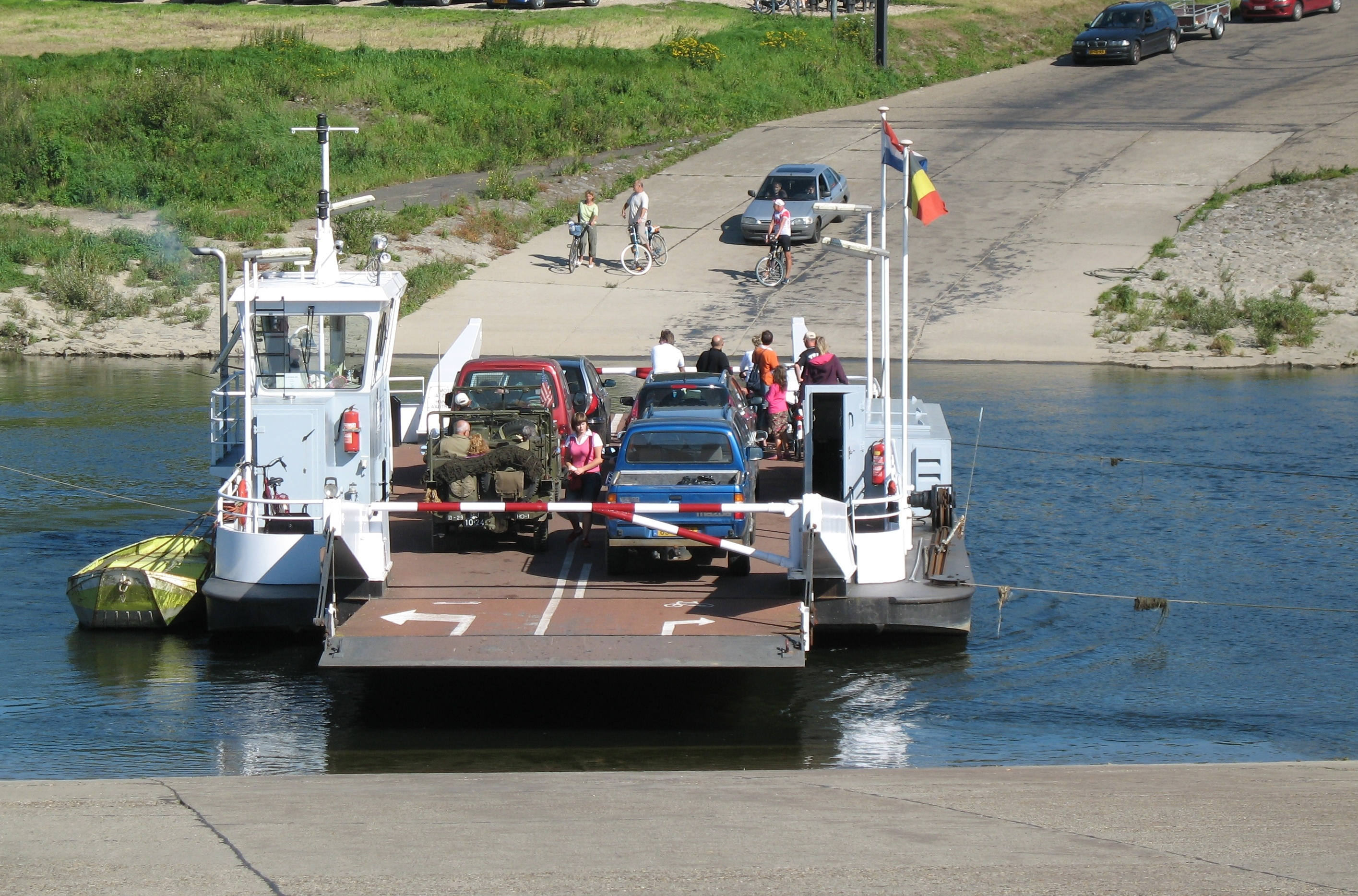
Maasfähre Meeswijk-Berg

1940 existierten in den Niederlanden noch 21 Flussfähren. Heute gibt es nur noch einige wenige Flussfähren, vor allem an Rhein, Lek und Maas. Die Flüsse werden für den Landverkehr nicht nur mit Brücken überspannt, sondern nicht selten auch untertunnelt. Bekannte Brücken sind die Haringvlietbrug, die Moerdijkbrug über den Hollands Diep, die Prins Willem-Alexanderbrug über die Waal und die Zeelandbrug über die Oosterschelde.
Das Deltagebiet ist seit Jahrhunderten eine der am dichtesten besiedelten Regionen der Welt. Bedeutende Großstädten sind unter anderem Antwerpen, Amersfoort, Amsterdam, Apeldoorn, Arnhem, Den Haag, Dordrecht, Haarlem, Haarlemmermeer, ’s-Hertogenbosch, Leiden, Nijmegen, Rotterdam, Utrecht und Zwolle, bekannte Mittelstädten sind beispielsweise Alphen aan den Rijn, Deventer, Gorinchem, Kampen, Katwijk, Lelystad, Maassluis, Middelburg, Terneuzen, Tiel, Vlissingen und Zutphen.
Die heutigen zentralen Orte des Deltabereiches sind Zwolle, Apeldoorn, Arnhem, Nijmegen, ’s-Hertogenbosch, Middelburg, Rotterdam, Dordrecht, Den Haag, Utrecht, Amsterdam, Haarlem, Alkmaar, Breda und Antwerpen. Alle diese Orte liegen mit Ausnahme Antwerpens in den Niederlanden.

## Politische Geschichte und Grenzen

Germania inferior im Rahmen der römischen Provinzen (der Grenzverlauf fälschlicherweise entlang des Lek anstatt des Oude Rijn)

Während des Gallischen Krieges Julius Caesars fiel das Deltagebiet um 55 v. Chr. unter römische Herrschaft. Seit Drusus’ Feldzügen richteten die Römer eine dauernde militärische Präsenz ein. Bei der Ankunft der Römer lebten im Deltagebiet verschiedene Bevölkerungsgruppen, vor allem Bataver im Osten, Cananefaten im Westen und Friesen im Norden. Durch den Deltabereich zog sich der Grenzsaum zwischen keltischer Bevölkerung in Südmitteleuropa und germanischer in Nordeuropa. Vor allem in der ersten Hälfte des ersten Jahrhunderts n. Chr. pendelte die Reichsgrenze zwischen Rhein und Elbe, wurde zeitweise entlang der Ems fixiert. Vom Deltagebiet aus wurden Feldzüge nach Osten unternommen. 72 n. Chr. wurde die Linie Rhein-Nederrijn-Oude Rijn Reichsgrenze, die rechten Ufer bildeten einen Grenzsaum. Entlang der Grenze wurden zahlreiche Kastelle und Legionslager (Niedergermanischer Limes), südlich davon Civitates errichtet. 89 n. Chr. wurde die Provinz Germania Inferior (Niedergermanien) gegründet, deren Hauptstadt Colonia Claudia Ara Agrippinensium (Köln) war. Nach Berendsen war der Oude Rijn in der überwiegenden Zeit des Römischen Reiches Grenzfluss desselben.
276 zerstörten mit dem Sammelnamen Franken bezeichnete Germanen den niedergermanischen Rheinlimes, die Römer wichen fortan auf ein System der Tiefenverteidigung aus. Die Nordgrenze der späteren Provinz „Germania I“ lag etwas südlicher als die von Niedergermanien (möglicherweise entlang des Lek oder der Waal, eventuell ein Hinweis auf die Verlagerung der Wassermengen weg vom Oude Rijn zu Lek und vom Nederrijn-Lek zur Waal), fand sich entlang von Rhein und Waal bis Heerewaarden und folgte dann der Maas sowie dem Ostrand der südwestlichen Ästuare zur Scheldemündung. Die Reichsgrenze verlor aber ihre schützende Funktion, was zu einem starken Bevölkerungsrückgang im Delta führt. Um 350 erfolgte die Invasion und Ansiedlung von fränkischen, später Salfranken (Salier) genannten Bevölkerungsgruppen anstelle der Bataver im östlichen Delta sowie südlich des Deltas. Die Salfranken wurden römische Bundesgenossen und entwickelten sich so zu einem germanischen Soldatenstand mit der Hauptaufgabe der Verteidigung der gesamten nordöstlichen Reichsgrenze.
Während der bis um 400 dauernden römischen Herrschaft lebten in den Dörfern des Deltas germanische, keltische und römische Siedler. In den Marschgebieten wurde vor allem Viehzucht betrieben, in der weiter landeinwärts gelegenen Geest dagegen überwiegend Ackerbau. Zwischen Marsch bzw. Cananefaten oder Salfranken im Westen und Geest bzw. Batavern im Osten befanden sich vielerorts nahezu siedlungsfreie Moore. Die Reichsgrenze entlang des Oude Rijn bis 276 hat wirtschaftlich wohl keine große Wirkung gehabt, denn nördlich wie südlich davon lebten Cananefaten mit beidseitig gleicher materieller Kultur. Bataver und Friesen (beides Germanen) waren zeitweise römische Bundesgenossen.
Zwischen 400 und 450 übernahmen die Salier die politische Macht, dehnten sich in der Folge nach Süden bis zur Somme aus und vereinigten die diversen entstandenen fränkischen Königreiche Ende des 5. Jahrhunderts. Der Schwerpunkt der fränkischen Macht wurde aus dem Deltabereich nach Süden verlegt (Tournai an der Maas). Im Deltabereich war bereits ab 450 ein erneuter starker Bevölkerungsrückgang und die Ausbreitung des Waldes feststellbar. Erst im 7. Jahrhundert nahm die Bevölkerung in diesem nördlichen Grenz-Schutz-Saum der Salfranken wieder zu. Das westliche Delta war bereits ab dem 6. Jahrhundert von aus dem Norden kommenden Friesen besiedelt, vielleicht auch von Dänen (Saxones Eucii) und Warnen (Varini). Im frühen 8. Jahrhundert brachten die Franken die Friesen bis zur Flie unter ihre Kontrolle.
Von den fränkischen Reichsteilungen war das Deltagebiet unmittelbar betroffen. Bei der Reichsteilung von 843 kam das Delta zum Mittelreich (Lotharingien). Westerschelde und Schelde bildeten die Grenze zum Westreich, die IJssel teilweise jene zum Ostreich. Nach der Reichsteilung von 870 verlief die Grenze zwischen Ost- und Westfranken durch das südwestliche Deltagebiet (Maas, Ostteil Haringsvliet, Oude Maas, Almere), 879 wurde diese Grenze an Schelde und Westerschelde verlegt, wo schon 843 bis 870 die Grenze zwischen West- und Mittelreich verlief.

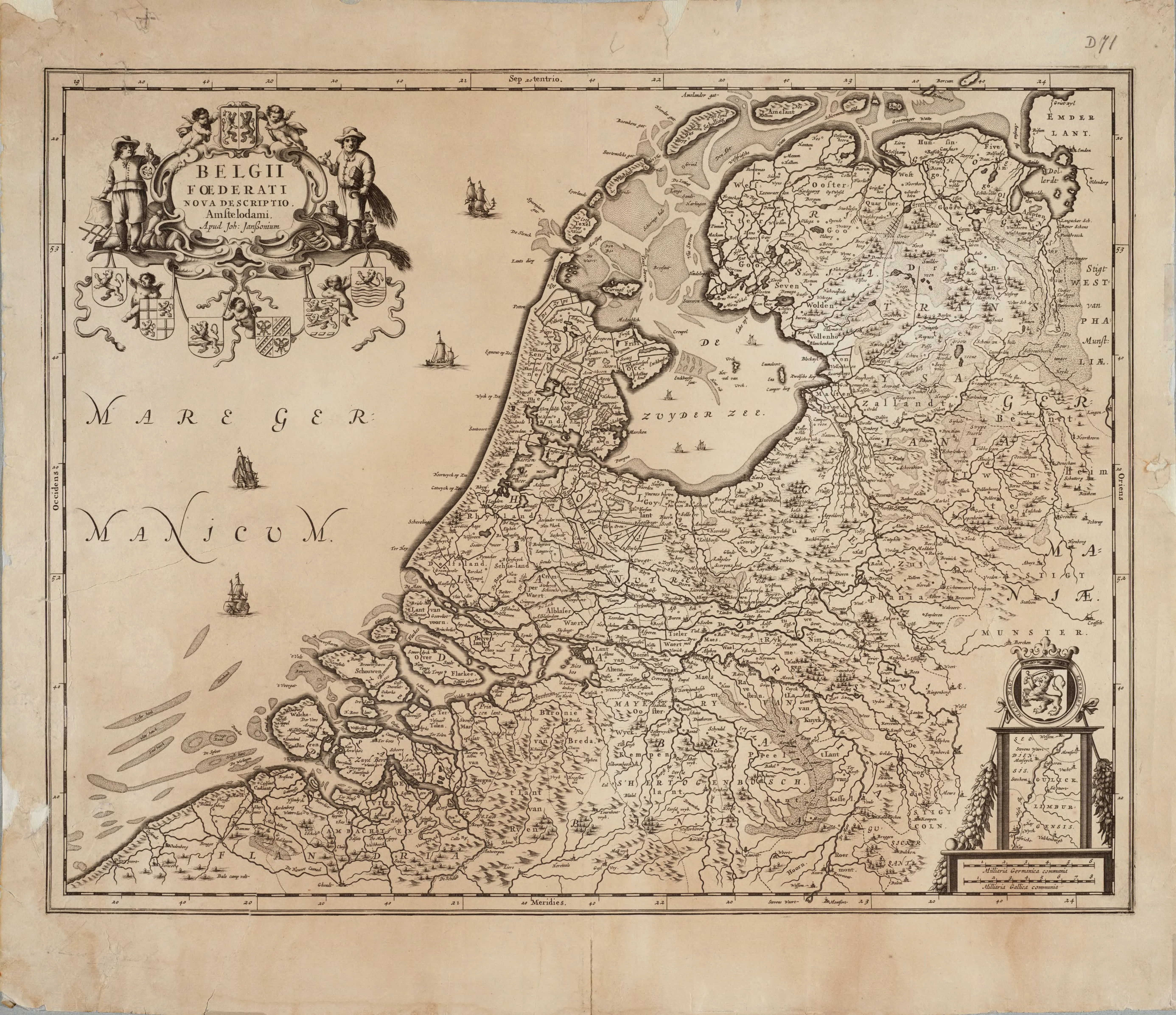
Das Rhein-Maas-Delta zur Zeit der Vereinigten Niederlande um 1658

Im 10. und 11. Jahrhundert gehörte das südliche Deltagebiet zum Herzogtum Niederlothringen, das nördliche zu Friesland. Im Südwesten reichte die französische Grafschaft Flandern in das Deltagebiet hinein. Im 11. Jahrhundert wurde die Grafschaft Holland (ursprünglich „Grafschaft Westfriesland“) von Friesland, das längere Zeit bis zur heutigen belgischen Grenze gereicht hatte, abgetrennt. Neue Westgrenze Frieslands wurde das Almere. Im Laufe der Zeit entwickelten sich die folgenden wichtigen politischen Territorien: Herzogtum Brabant, Grafschaft Seeland, Bistum Utrecht, Herzogtum Geldern, Grafschaft Kleve. Im 16. Jahrhundert kam nahezu das gesamte Gebiet unter die Herrschaft der spanischen Habsburger. Nördlich der heutigen belgisch-niederländischen Grenze trennten sich bald die unabhängigen Vereinigten Niederlande ab, südlich davon etablierten sich die Spanischen Niederlande, ab 1714 Österreichische Niederlande.
Im 17. Jahrhundert wurde die „Holländische Wasserlinie“ angelegt. Sie wurde mittels absichtlichem Überschwemmen der Moorgebiete durch Deichdurchstich erzeugt und diente zur Verteidigung Innerhollands in Kriegsfällen. Sie wurde weiter ausgebaut und 1939/1940 letztmals benutzt.
1795 fielen die Österreichischen Niederlande an Frankreich, die Vereinigten Niederlande wurden von der Revolutionsregierung in Paris durch die Batavische Republik ersetzt. 1798 fielen die restlichen Gebiete westlich des Rheins an Frankreich. 1806 wurde anstelle der Batavischen Republik das Königreich Holland eingerichtet, 1810 wurde das Kaiserreich Frankreich jedoch auf ihr Gebiet und das des heutigen Norddeutschlands ausgedehnt. 1815 wurde im Wiener Kongress das Vereinigte Königreich der Niederlande geschaffen, das in etwa die heutigen Staaten Belgien und Niederlande umfasste. Die Grenze zu Preußen wurde im Bereich der früheren Herzogtümer Kleve und Jülich einen Kanonenschuss östlich der Maas eingerichtet. 1831 wurde südlich der früheren Nordgrenze der Spanischen Niederlande das Königreich Belgien gegründet, nördlich das Königreich der Niederlande. Somit waren im Wesentlichen die heutigen Staatsgrenzen erreicht.

Die Lage der niederländischen Provinzgrenzen im Vergleich zu den Flussläufen des Deltas

Die heutigen Niederlande sind in mehrere Provinzen eingeteilt, deren Grenzen sich an denen früherer Territorien orientieren. So entsprechen die Provinzen Noord-Holland und Zuid-Holland der früheren Grafschaft bzw. dem Staat Holland und die Provinz Utrecht dem früheren Hochstift.
Weite Teile des östlichen Deltabereiches liegen in der Provinz Gelderland; die IJssel bildet auf weite Strecken die Grenze zur Provinz Overijssel, die Maas zur Provinz Noord-Brabant. Die Waal bildet in Gelderland nirgendwo die Provinzgrenze. Zentrale Teile des westlichen Deltabereiches liegen in der Provinz Zuid-Holland; der Grevelingen bildet die Grenze zur Provinz Zeeland, Hollands Diep und Neue Merwede jene zu Nordbrabant. Die Provinz Utrecht liegt mitten im Delta, ihre Südgrenze (zu den Provinzen Gelderland und Südholland) verläuft entlang von Nederrijn und Lek. Für den nördlichen Deltabereich sind noch zu nennen die Provinzen Noord-Holland zwischen Nordsee und IJsselmeer, Flevoland im Bereich der Neulandflächen der Zuiderzee und Friesland nordöstlich des IJsselmeer. Von den 12 niederländischen Provinzen haben somit nur drei keinen Anteil an der holozänen Deltalandschaft, nämlich Limburg, Drenthe und Groningen. Während der Anteil Nordrhein-Westfalens verschwindend gering ist und sich auf kleine Flächen im Bereich der Rheinteilung beschränkt, ist der Anteil Belgiens etwas größer und erstreckt sich von der Provinz Westflandern an der Nordseeküste über die Provinz Ostflandern zur Provinz Antwerpen um die Scheldemündung.

## Kulturgeschichtliches
Einige Orte und Institutionen sind nach den Deltaflüssen benannt worden. Einige der Orte liegen weit entfernt von den heutigen Gewässern und verweisen darauf, dass im Delta über Jahrhunderte hydrographische und onomastische Änderungen erfolgten.
- Im Bereich der Rheinteilung: Rijnwaarden.
- Im Bereich der Waal: Valburg, West Maas en Waal, Nerijnen, Nieuwaal, Lingewaal.
- Im Bereich der Alten Maas: Binnenmaas, Maasdam, Westmaas, Klaaswaal.
- Im Bereich des Maasmond: Zwartewaal, Maassluis.
- Im Bereich der Maas: Maasland (Gemeinde Midden-Delfland), Oude Maasdijk, Maasdriel, Waalwijk.
- Im Bereich des Nederrijn: Rhenen, Rijn en Lek.
- Im Bereich der Gelderschen IJssel: Rhienderen, Rheden.
- Im Bereich des Lek: Rijnhuizen, Tull en’t Waal, Nederlek, Lekkerkerk, Krimpen aan den Lek, Nieuw-Lekkerland, Lexmond (Leksmond).
- Im Bereich des Krummen Rheins: Rijnestein, Rijnauwen, Rijnsweerd.
- Im Bereich des Oude Rijn: Alphen aan den Rijn, Rijndijk, Katwijk aan den Rijn, Rijnsburg.
- Im Bereich der Vecht: Nigtevecht.
- Im Bereich der Holländischen IJssel: IJsselstein, IJssellaan, Nieuwerkerk aan den IJssel, Ouderkerk aan den IJssel, Capelle aan den IJssel, Krimpen aan den IJssel.

Das Bewusstsein, dass es sich beim Maasästuar bzw. der Region um Rotterdam um das Mündungsgebiet des Rheins handelt, kam im Namen der am 5. November 1960 gegründeten Planungsgemeinschaft Rijnmond („Rheinmündung“) zum Ausdruck. Rijnmond ist eine aus 23 Gemeinden bestehende öffentlich-rechtliche Körperschaft und umfasst 536 km² (davon Rotterdam: 186 km²).